# التلال الأثرية في أربيل

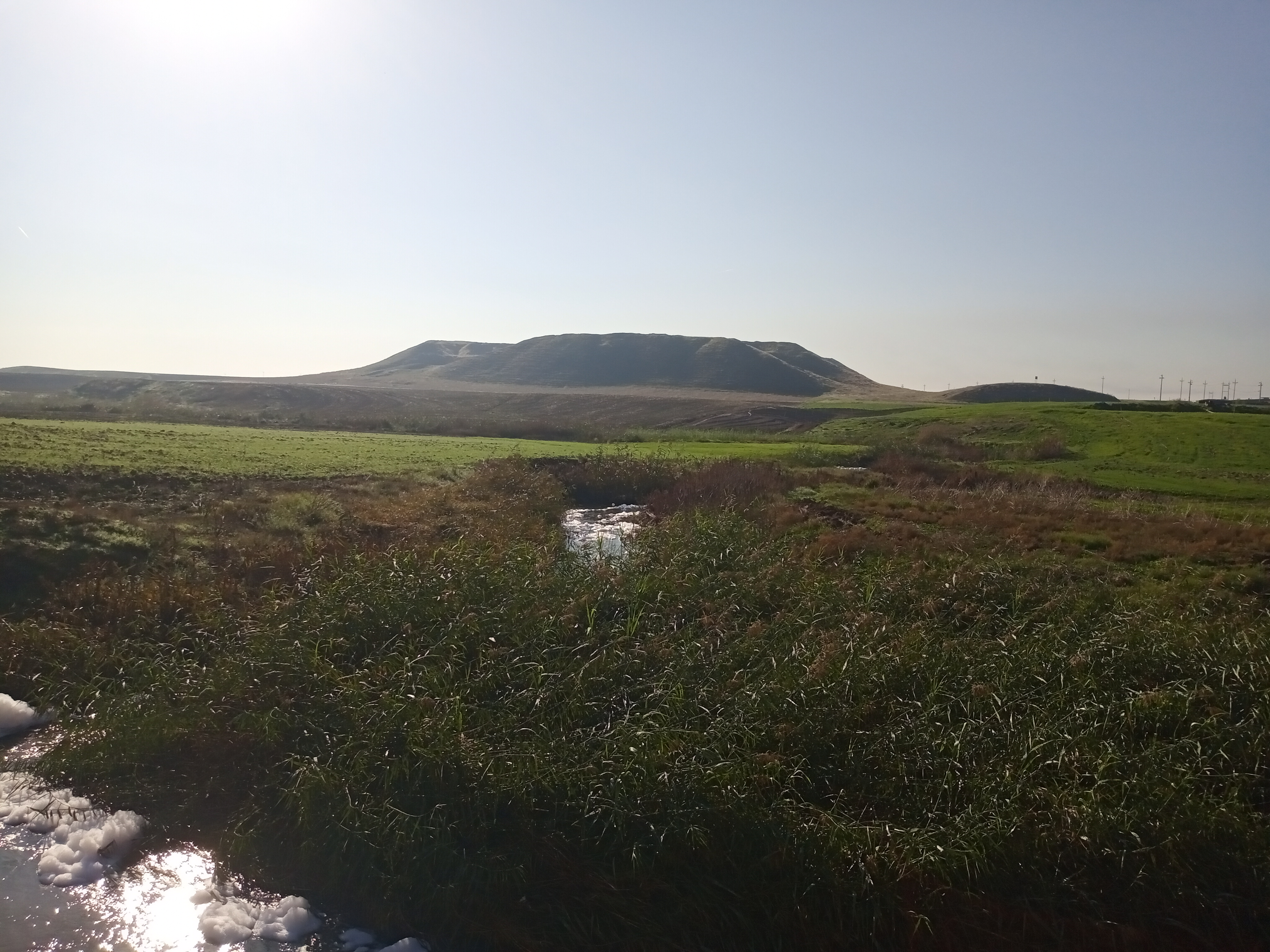

تعود التلال الأثرية في أربيل إلى حقب تاريخية مختلفة. فقد تبين من خلال أعمال المسح الأثري التي جرت في منطقة أربيل أن المنطقة كانت تضم بقايا مستوطنات ومدن قديمة، من أبرزها: تل قالينج آغا، تل نادر، كلك مشك، تل قصر شمامك، تل قصرا، تل باقرته، وتل ماموستايان. تعود أغلب التلال الأثرية الموجودة في أربيل إلى فترات وعصور ما قبل التاريخ، وكذلك العصور الساسانية والإسلامية، إضافةً إلى الفترات العثمانية.

## نبذة

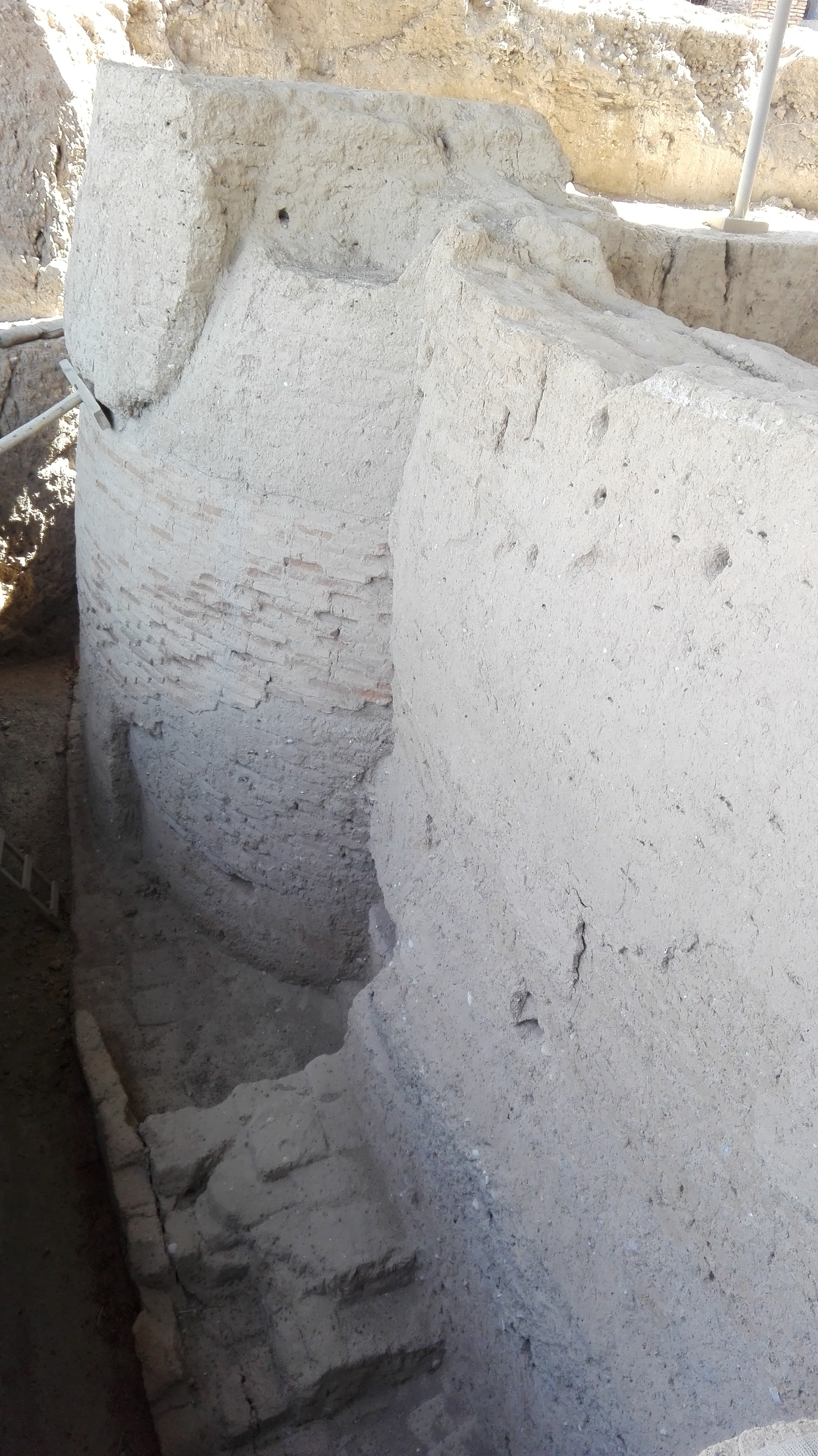
سور قلعة أربيل

تعد قلعة أربيل واحدة من التلال الأثرية الكبيرة والمهمة داخل مدينة أربيل. بالرغم من قدم الإعلان عن أثرية قلعة أربيل سنة 1937م، لكن لم تجر فيها تنقيبات أثرية لغاية عام 2006م حيث بدأت البعثة الآثارية التشيكية من جامعة ويست بوهيميا برئاسة كارل نوفيجك بإجراء أعمال التنقيب في القلعة بالتعاون مع قسم الآثار/ جامعة صلاح الدين، وقد قامت البعثة بمسح جيوفيزيائي حيث توصلت إلى نتائج وأدلة على عدم التجانس في عدة مناطق في تل القلعة بعمق 9-21م، وهذا دليل على تدمير كتل حجرية وأبنية ربما آشورية. وقد جمعت البعثة مجموعة من الكسر الفخارية ومواد أخرى من السفح الغربي لقلعة أربيل يعود تاريخها للعصر الحجري الوسيط 13000-8500 ق.م، وهو دليل على أن قلعة أربيل كانت مأهولة بالسكان منذ أقدم العصور وقد تعاقبت عليها حضارات وإمبراطوريات عديدة.
لغرض إلقاء الضوء على مراحل الإستيطان التاريخية وحضارة تلك المراحل لهذه القلعة العريقة، قررت اللجنة العليا لصيانة وتأهيل قلعة أربيل في عام 2012م تحديد سبعة أماكن للتنقيب كالآتي (G،F،E،D،C،B،A)، تمت التنقيبات في اربع مـواسم 2013-2014-2015م برئاسة د.عبد الله خورشيد قادر والعديد من المستشارين الأجانب من بينهم د.جون مكينز من جامعة كامبريدج في بريطانيا. وقد تم اكتشاف جزء من سور قلعة أربيل الذي لم يكن ظاهراً للعيان، ولم نكن نعرف عنه الكثير سوى إشارات عابرة في الكتابات التاريخية التي تذكر أن السور كان يحيط بالقلعة، والذي مكن سكان القلعة من الدفاع عنها ضد هجمات الأعداء والغزاة.
المزيد من أعمال التنقيبات الأثرية في القلعة ستكشف لنا عن معالمها المندثرة مثل دار الإمارة ومدارس ودواوين وبقايا الكنيسة والسجن وجامع القلعة ومدرسة القلعة ومعبد عشتار والزقورة التي ستضيف إلى قلعة أربيل أدلة مادية تؤكد على عظمتها وتاريخها الطويل باعتبارها من المواقع الأثرية الكبيرة والمهمة في كُرْدِسْتَان.

## أهم التلال الأثرية ضمن حدود محافظة أربيل

### تل كلك مشك

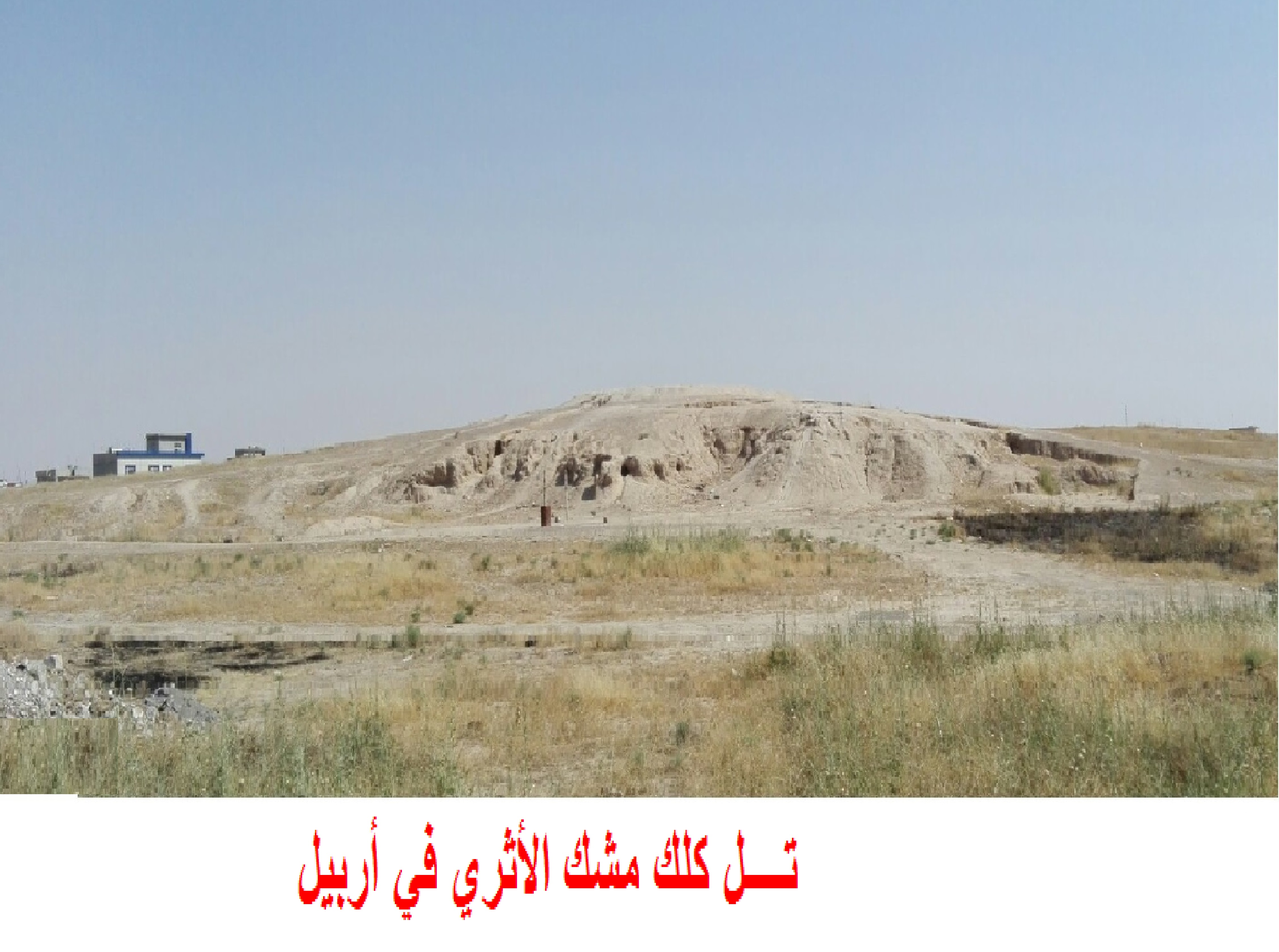

أحد التلال الأثرية الموجودة داخل مدينة أربيل يقع في حي شادي على بعد 15كم جنوب غرب قلعة أربيل، وهو مستوطن أثري واسع يبلغ ارتفاع التل 401,5 م عن مستوى سطح البحر، ويبلغ ارتفاعها 15م عن مستوى سطح المدينة، أما مساحتها فتبلغ (240م ×290م)، إن تسمية كلك مشك محلية وتعني باللغة العربية (ذيل الفأر) والتسمية لم تذكر في أي مصدر. تم الإعلان عنه رسميا في (جريدة الوقائع العراقية) كموقع أثري مسجل عام 1946/2/25.
نقبت فيها المديرية العامة للآثار في اقليم كردستان في أربعة مواسم، الموسم الأول عام 2010م بدأت الحفريات التدريبية لطلبة قسم الآثار بالتعاون مع مديرية الآثار في أربيل برئاسة الأستاذ يوسف خلف عبد الله، والبعثة الفرنسية برئاسة البروفيسور أوليفييه روولت من جامعة ليون 2 وماريا جرازيا من جامعة السوربون. والموسم الثاني والثالث والرابع عام، 2011- 2012- 2014م برئاسة د. نعمان جمعه إبراهيم أستاذ الآثار جامعة صلاح الدين.
تم الكشف عن مجموعة من اللقى الأثرية تدل على أن الموقع كان مسكونا خلال عصور زمنية مختلفة، منها العصر الآشوري والهلنستي والعصر السلوقي والحورية الميتانية والعصر الإسلامي.

### تل نادر

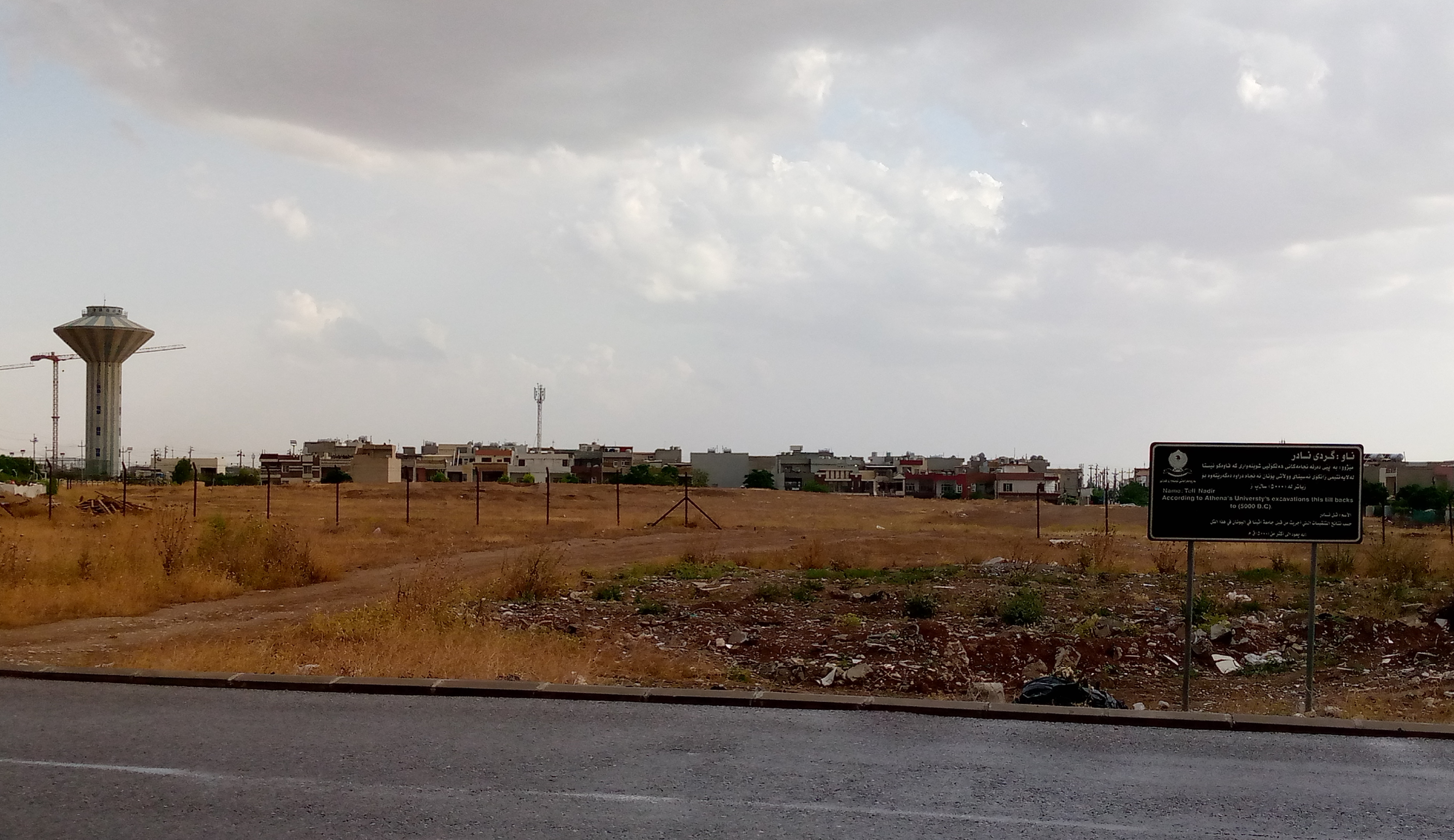
تل نادر

أحد أهم التلال الأثرية في مدينة أربيل في إقليم كوردستان، يعود تاريخه إلى سبعة آلاف سنة، يقع في حي حصاروك خمسة، على بعد 6,3 كم إلى شرق الشمال الشرقي من قلعة أربيل، مساحته هكتار، وأرتفاعه خمسة أمتار. أكتشف التل عام 2009م عن طريق الصدفة عندما كان الأستاذ نادر بابكر مدير آثار أربيل، يتجول في حي حصاروك وبحكم اختصاصة، أثارت هذه التلة انتباهه، فأدرك انها تلة أثرية.
وفي عام 2009م حصل البروفيسور كونستانتينوس كوبانياس (جامعة أثينا، اليونان) على موافقة المديرية العامة للآثار في أربيل لإجراء الحفريات وتعتبر هذه أول حفريات أثرية يونانية في بلاد ما بين النهرين.
مواسم التنقيب:
• تنقيبات الموسم الأول في أبريل 2011م: كشفت عن طبقة واحدة تعود لعصرالعبيد حوالي 5500-4000 ق.م.
• تنقيبات الموسم الثاني أغسطس 2012م: وصلت الحفريات في هذا الموسم إلى عمق 1م، وقد ظهرت أربع طبقات أثرية، الطبقة الأولى: التربة السطحية التي يرجع تاريخها إلى العصرالحجري المعدني حتى العصرالحديث. الطبقة الثانية A: التربة السطحية التي يرجع تاريخها إلى العصرالحجري المعدني حتى العصر الآشوري الوسيط. الطبقة الثانية B: يرجع تاريخها إلى عصرالعبيد المتأخر. الطبقة الثالثة: يرجع تاريخها إلى عصرالعبيد المتأخر/ الوركاء المبكر. الطبقة الرابعة: تم الوصول إليها فقط في المنطقة المجاورة للفرن الكبيرالذي اكتشف في الموسم الأول ولم يحدد التاريخ بعد.
• تنقيبات الموسم الثالث 2013: الهدف من التنقيبات في هذا الموسم هو العثور عن الطبقات الأقدم، التي تقع بقرب من اثنين من الأفران المزدوجة من فترة العبيد المتأخرة / الوركاء المبكر. وأهم اكتشافات الموقع العثور على بقايا بشرية يظهر عليها عملية استطالة الرأس.

### تل قالينج آغا

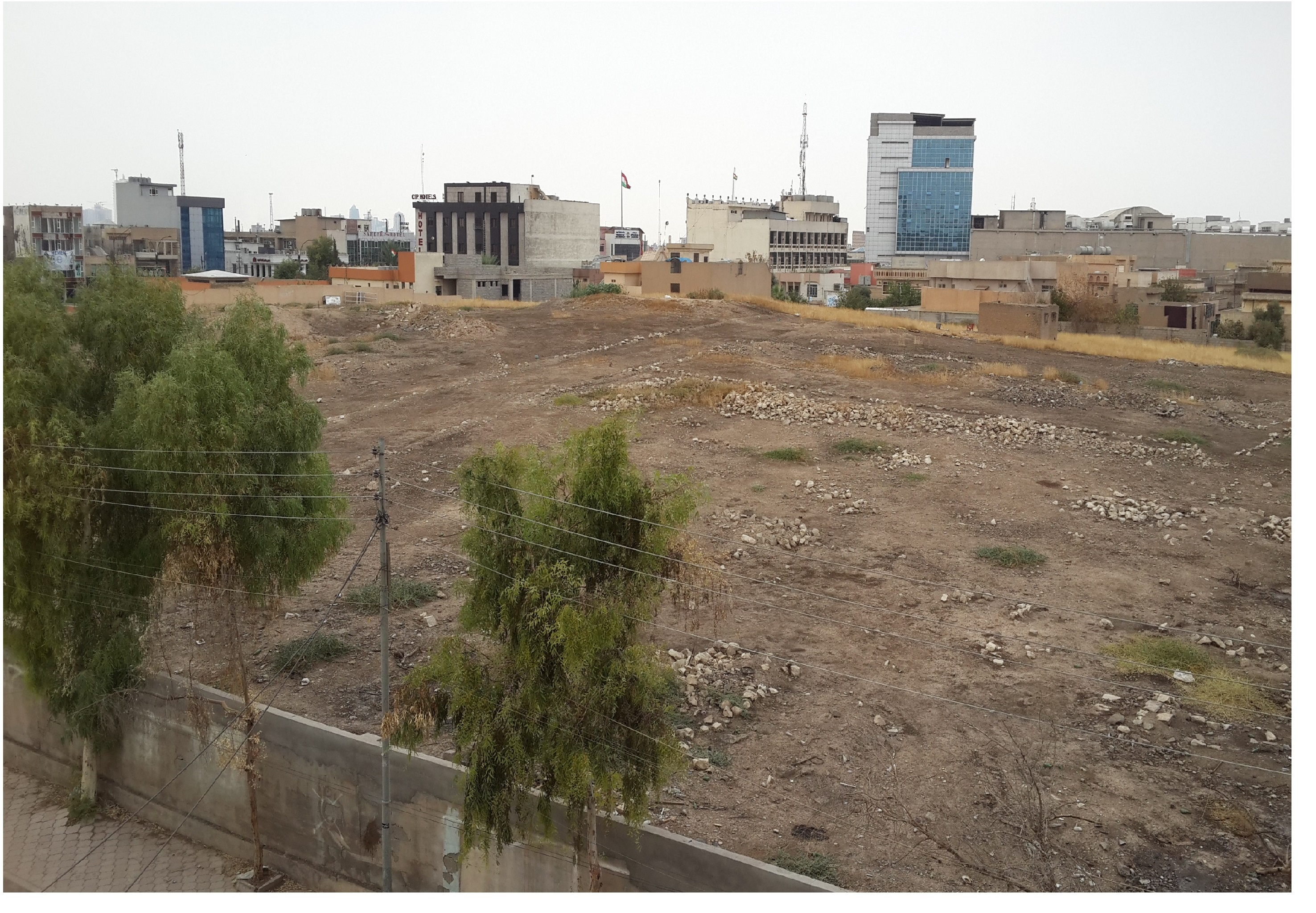

يقع تل قالينج آغا في محافظة أربيل، باقليم كردستان، جنوب قلعة أربيل بمسافة 1كم على يسار الطريق المؤدي إلى مدينة كركوك، وهو مستوطن أثري واسع تبلغ مساحته حوالي (33,000م2) يعلو عن مستوى الشارع المحاذي له بما يزيد عن7م، اكتسب هذا التل إسمه من «قاله انجه» ما يعني «التل الصغير» مقارنة بقلعة أربيل الكبيرة، تم الإعلان عنه رسميا في جريدة الوقائع العراقية كموقع أثري مسجل عام 25\2\1946م.
كان سبب اختيار التنقيب في الموقع هو عائديته مع ما يحيط به من أراض لإحدى عوائل أربيل والتي اعلنت عن رغبتها بتقسيم هذه الأراضي بما فيها الموقع الأثري وبيعها للمواطنين للبناء، مما دفع مؤسسة الآثار إلى استملاكها بأكملها.
يعتبر تل قالينج آغا من أهم المواقع الأثرية الموجودة في داخل مدينة أربيل، لارتباط بعض طبقات السكنى فيه بالأدوار الأولى لقلعة أربيل. نقبت فيها مديرية الآثار العراقية في ثلاث مـواسم 1966- 1967- 1968م برئاسة عالم الآثار د. بهنام أبو الصوف واكتشف فيها ست عشرة طبقة، وفي عام 1970 بدأت تنقيبات الموسم الرابع برئاسة الأستاذ إسماعيل حجارة.

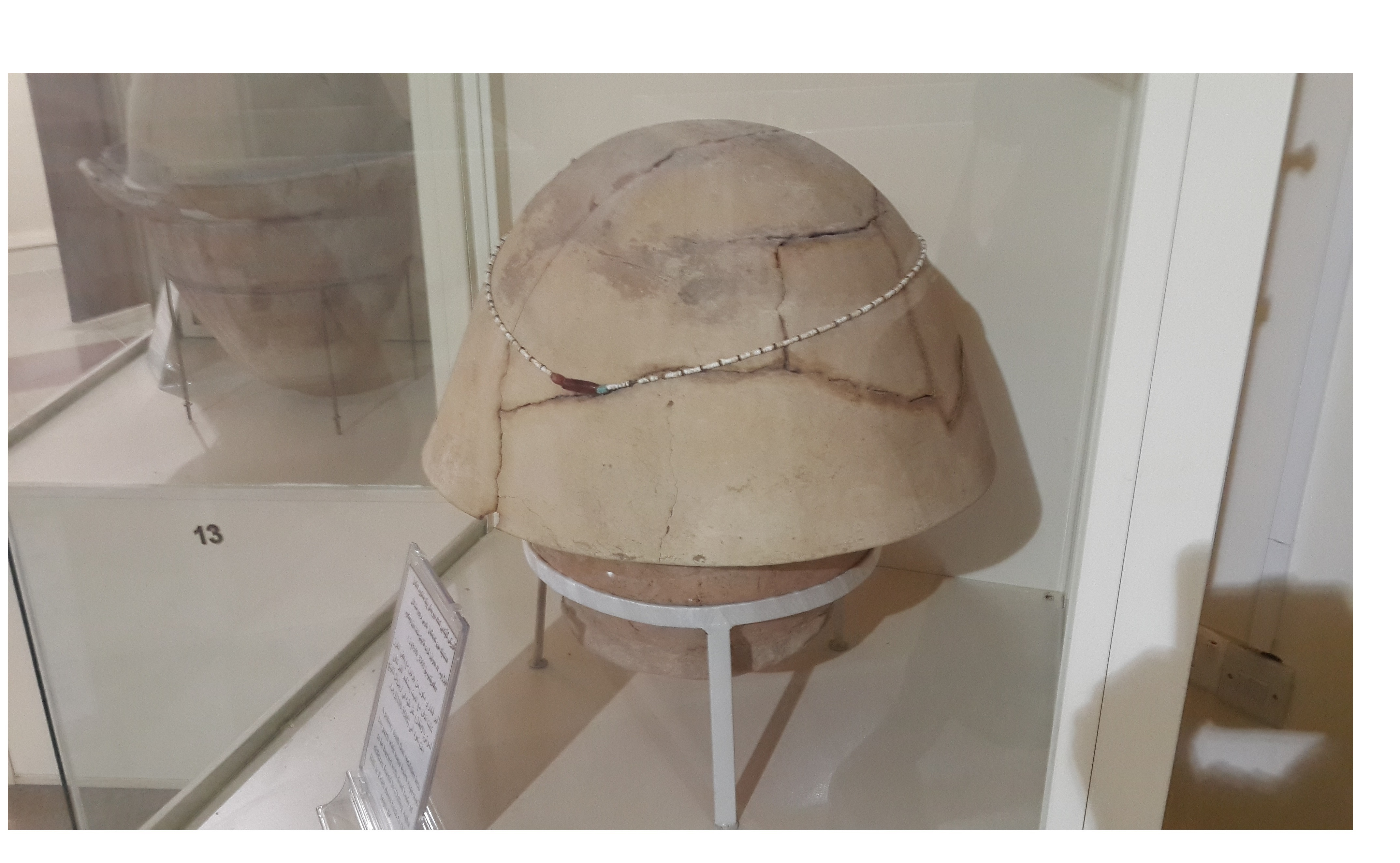

في عام 1985 تم البدء بإنشاء متحف أربيل الحضاري فوق تل قالينج آغا بعد أن أجرت اللجنة المحلية أعمال تنقيب إلى أن وصلوا إلى الأرض البكر حيث تم استكمال البناء عام 1989م وانتقل المتحف من قلعة أربيل بشكل رسمي إلى هذا الموقع، وفي عام 1999م بدأت تنقيبات الموسم الخامس برئاسة الأستاذ كنعان مفتي.
بعد مواسم التنقيبات ثبت أن التل قد سكن لأزمان متعاقبة خلال الألفين الخامس والرابع ق.م في الفترات المعروفة بأدوار حلف 4900-4300 ق.م، والعبيد 4000- 3500 ق.م، والوركاء 3500 –3100 ق.م من عصور ما قبل التاريخ، وقد هجر سكانها التل نهائيا في مطلع الألف الثالث قبل الميلاد، حيث لم يعثرعلى أي آثار باقية لأدوار سكنى تعقب هذا الزمن الأخير بين الفخاريات السطحية الظاهرة.

### تل قصرا

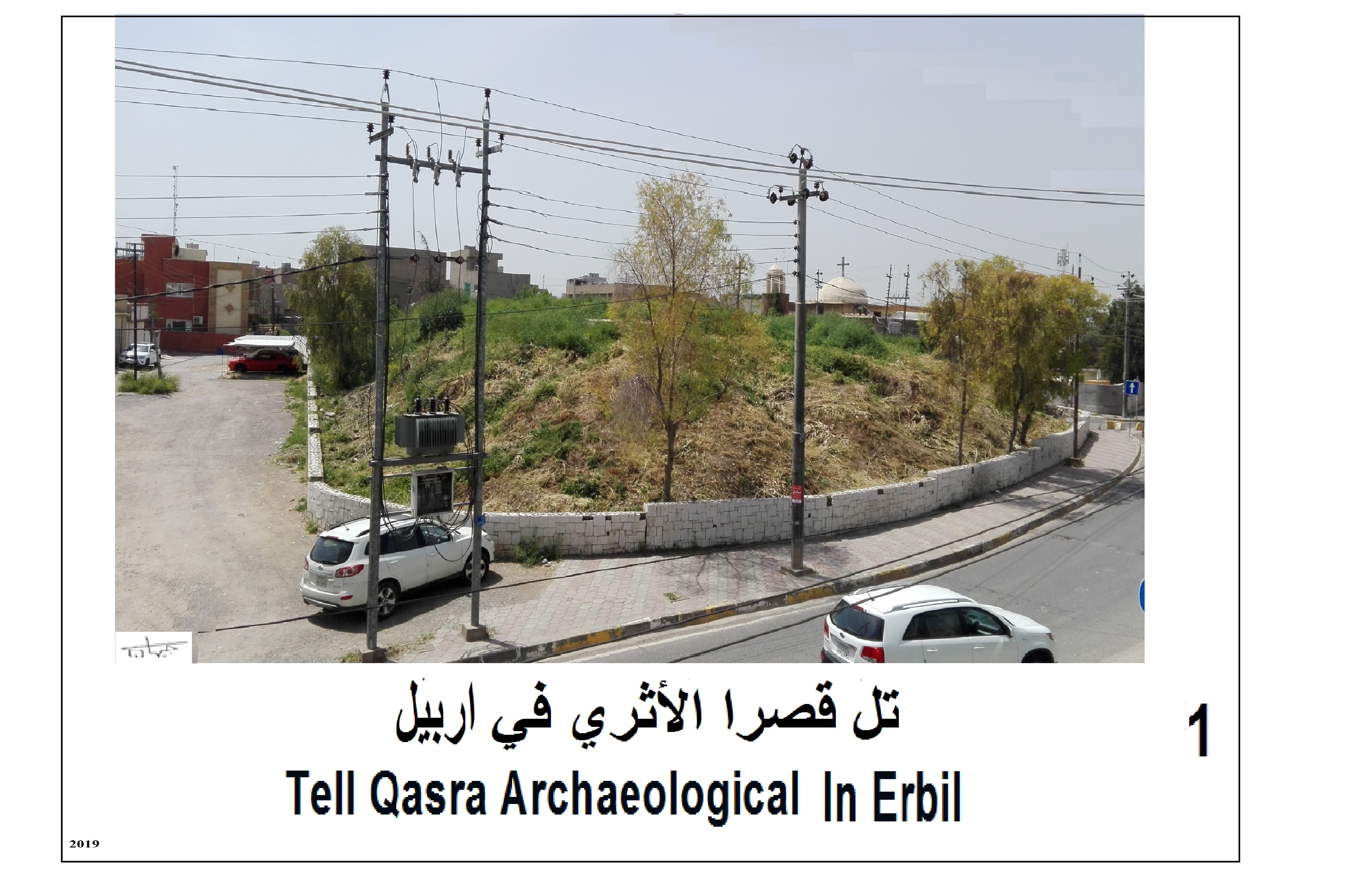

أحد التلول الأثرية الكبيرة التي تقع في الشمال الغربي من قلعة اربيل، في ناحية عينكاوه التي تبعد بحدود 4 كلم عن محافظة اربيل اقليم كردستان.يقع تل قصرا في الجهة الشمالية الغربية من عينكاوه شرق كنيسة ماركوركيس، تبلغ مساحته الحالية بعد التجاوز عليه بحدود 1250م2 على شكل دائري قطره بحدود 40م، ويرتفع عن المنطقة المجاورة له بحدود 5 م، ذو حواف منحدرة بصورة حادة. كان التل يستخدم كمقبرة لدفن الموتى في عينكاوه لغاية عام 1960م، سُجل هذا الأثر من قبل مديرية الآثار العامة عام 1945م، تحت اسم قصر (مقبرة عين كاوه - تل)، واعتبر منذ ذلك الوقت موقعاً أثريًا.
يعتقد أن هذا التل اكتسب إسمه لوجود قصر لأمير كان يحكم المنطقة، وقد كتب د.يوسف خلف رئيس بعثة التنقيب في تل قصرا، «من المحتمل أن التسمية جاءت ربما بسبب كونه مخيما عسكريا وربما كان موقع قصر لقائد حظي برتبة عسكرية كانت تسمى كصر kisir أو رب كيصير rab kisri (أي آمر المجموعة)، وهذا مجرد افتراض».
قامت جامعة صلاح الدين - قسم الآثار من 2004-2008م بإجراء عمليات التنقيب، وكُشف عن أربع طبقات ومجموعة من اللقى الأثرية تدل على أن الموقع كان مسكونا خلال عصور زمنية مختلفة في فترات تاريخية متقطعة.

### تل ساتو قلا

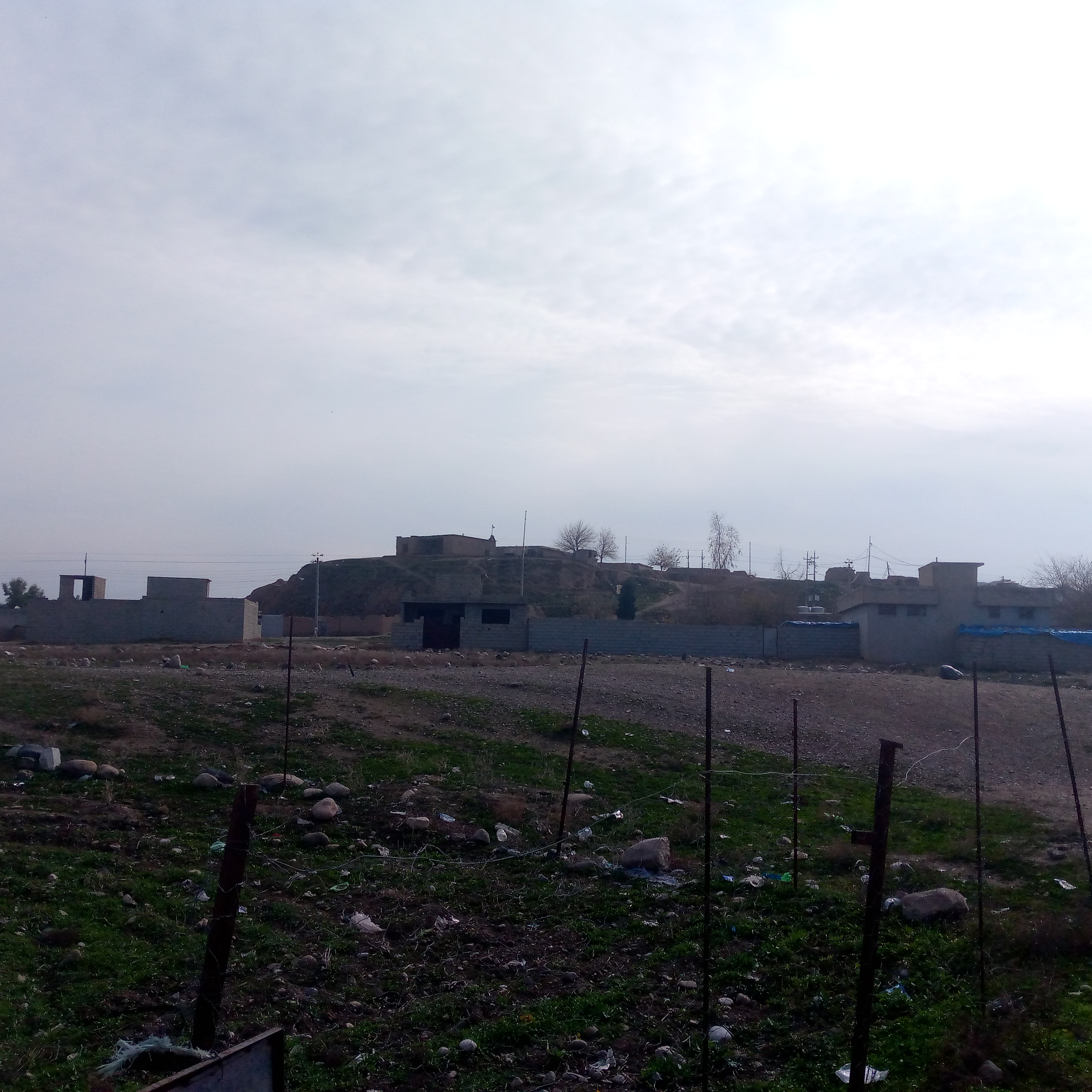

تل ساتو قلا عبارة عن تل أثري يقع على الضفة الشمالية من نهر الزاب الأسفل بمسافة 40 كم والتابعة لناحية طق طق. في ضوء نتائج التنقيبات الأثرية الأخيرة بين 2008-2012م ظهرت من خلالها بقايا تعود إلى أواخر العصر الحجري المتوسط وأوائل العصر الحجري الحديث 9000-11000ق.م، عُثر على بقايا تعود إلى عصر الوركاء والعصر البرونزي القديم والعصر الحديدي وصولا إلى نهاية الفترة الأشكانية والساسانية (226-637 ق.م). كانت المدينة تدعى إيدو (مدينة) في العصر الأشوري الوسيط والحديث. كما أن الألواح الطينية المكتشفة في التل تشير إلى استخدام كلمة Kur الكردية بمعنى (ابن) في التسمية، مثل اطلاق اسم Filan kurê filan أي (فلان ابن فلان).

### تل قصر شمامك

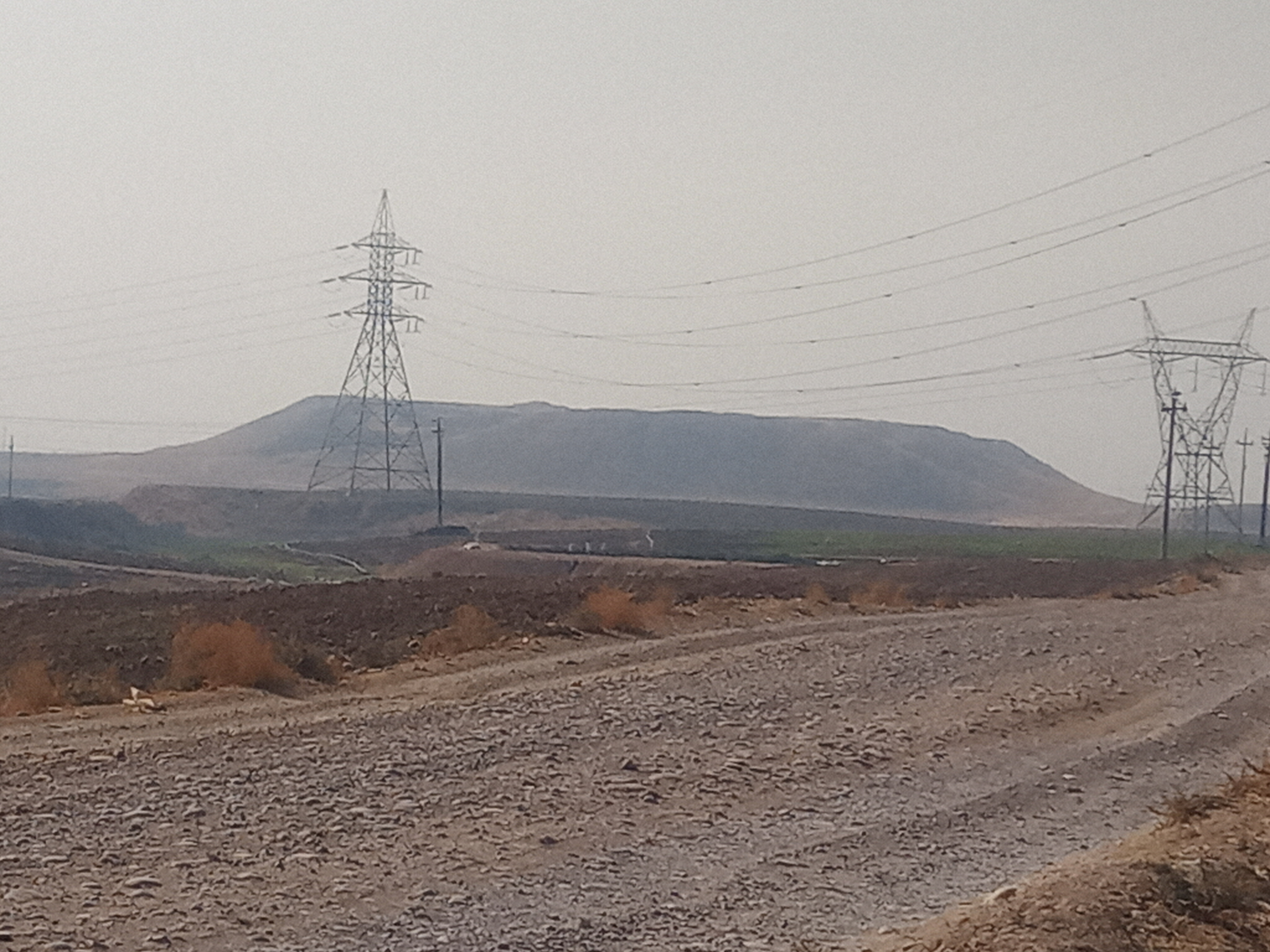
موقع تل قصر شمامك

قصر شمامك تل وموقع أثري كبير يقع في ناحية (شمامك) على بعد 25كم جنوب غربي مدينة أربيل في منطقة واقعة على نفس المسافة تقريبا من نهردجلة والعاصمة الآشورية كالح / نمرود، يتم الوصول إلى الموقع عبر طريق أربيل باتجاه الكوير وعلى ضفاف نهر شيوازور، حيث يقع التل بين قرية ترجان في الشمال وقرية سعداوة في الجنوب. أعلن عنه رسميًا في الوقائع العراقية (جريدة) كموقع اثري مسجل عام 19\8\1940.
•التنقيبات
بدأ التنقيب في هذا الموقع أولاً من قبل عالم الأثار البريطاني أوستن هنري لايارد، الذي ذُكر عنه بأنه موقع كبير ومرتفع، وهو محاط ببقايا سور ترابي، والموقع مقسم إلى قسمين متساويين يفصلهما وادٍ أو مجرى ماء حيث يحتمل أن يكون هناك موضع ارتقاء كان يقود ذات يوم من السهل إلى صرح مشيد على قمة مصطبة، في تلك التنقيبات عثر لايارد على الطبقات الآشورية على عمق حوالي ثمانية أقدام تحت سطح الموقع، وعُثر أيضاً على كتابة مسمارية مكتوبة على الآجر تعود إلى الملك الآشوري سنحاريب (بالأكدية سين ـ أخي ـ إريبا 704 -681 ق.م) يتحدث فيها الملك عن بنائه سور مزدوج في مدينة اسمها كلزي*/ كيليزو كتب فوقها ” سين آخي أريبا ملك بلاد اشور، بنيت السور الداخلي والخارجي العائدين لمدينة كلزي بالآجر“ بعد هذا الاكتشاف تم تحديد الموقع على أنها المدينة الآشورية الهامة كيليزو. بعد فترة وجيزة من هذا الأكتشاف زارعالم الآثار الفرنسي فيكتور بلاس الموقع وقام بتنفيذ بعض العمليات الأثرية دون ان يحصل على النتائج المتوقعة التي تبرر المزيد من الحفريات، وفي عام 1933 نقبت فيه بعثة أثرية إيطالية برئاسة عالم الآثار جوزيبي فورلاني لموسم قصير، وقد كشفت تنقيبات تلك البعثة عن مقبرة تعود للعصر البارثي (139ق.م - 226م) وبناية آشورية تحتوي على ساحة مبلطة بالآجر، وعثر المنقبون أيضاً على كسر من رقم طينية مكتوبة في المقبرة البارثية، ووجدوا كذلك مخروطا طينيا يحمل نصا للملك آشور دان الثاني(912-934 ق.م)، اعتقد هؤلاء الآثاريون بأن الطبقات الآشورية المكتشفة لم تكن هامة وغنية جدا، لذلك فضلوا العمل في أماكن أخرى مثل نمرود، خورسباد، ونينوى. بعد هذه التنقيبات فقدت معظم احجار التل بسبب نهب السكان المحليين، وانتقلت احجار هذه التلة إلى القرى المجاورة واستخدمت في المباني الحديثة وكشواهد للقبور تحتوي على ساحة مبلطة بالآجر، وعثر المنقبون أيضاً على كسر من رقم طينية مكتوبة في المقبرة البارثية، ووجدوا كذلك مخروطا طينيا يحمل نصا للملك آشوردان الثاني (912-934 ق.م)، اعتقد هؤلاء الآثاريون بأن الطبقات الآشورية المكتشفة لم تكن هامة وغنية جدا، لذلك فضلوا العمل في أماكن أخرى مثل نمرود، خورسباد، ونينوى. بعد هذه التنقيبات فقدت معظم احجار التل بسبب نهب السكان المحليين، وانتقلت احجار هذه التلة إلى القرى المجاورة واستخدمت في المباني الحديثة وكشواهد للقبور
•التسمية
فيما يخص معنى اسم كيليزو هو مثل بقية الأسماء الجغرافية من الصعب تحديد معنى لها حتى وإن وجدت مفردة قريبة منها ولها معنى فلا نستطيع إثبات الصلة معها، الكلمة القريبة من الاسم هي Kullizu/I ومعناها «ثور الحراثة» أو راعيه ولكن لا نستطيع إثبات الصلة، وكذلك أن كلمة kalzu الأكدية التي يرجح أن تعني «باحة القصر» لها صلة محتملة باسم كِلِزِ. وهناك العديد من الآراء الأخرى في تفسر اسم شمام ويسمى التل (تل سعداوة) نسبة إلى قرية سعداوة التي يقع في عقارها هذا التل الأثري وسميه التل أيضاً (قصر شمامك) لوجود قصر أو حصن في الفترة العثمانية (1534 - 1920م) والتي أعطت الموقع أسمه.
•التنقيبات الفرنسية

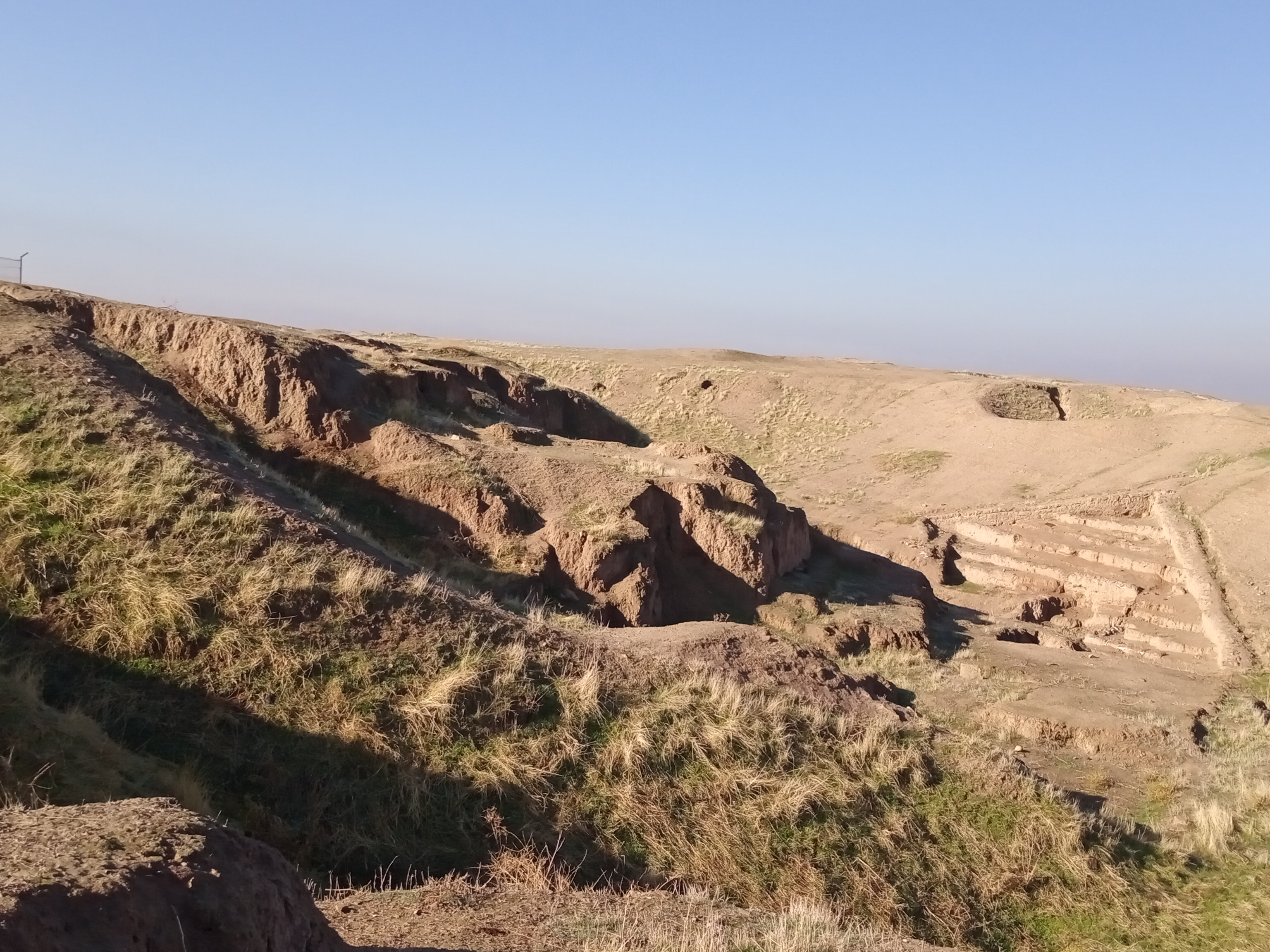

بدأت البعثة الأثرية الفرنسية بالتنقيبات في الموقع ما بين عامي 2011-2014 برئاسة د.أوليفية روو وما بين عامي 2016- 2019 برئاسة د.ماريا غراسيا ماسيتي، فتح موقعين رئيسيين على التلة.
```
الموقع A
 و 
الموقع B
 .استطاعت البعثة الفرنسية لأول مرة تحديد الزمن لطبقات 
التل
 والتي تتكون من عدة طبقات مختلفة، والتي تشمل العصر الإسلامي القديم، الساساني، البارثي، الهيلنستي، الفارسي، البابلي الحديث، الآشوري الحديث، الآشوري الوسيط، الميتاني، وأقدم من ذلك العثور على بقايا مباني تضم (فخار نينوى 5).
[
22
]
```

في الموقع A على المنحدر الجنوبي، قامت البعثة بدراسة بقايا الجدران والأساسات الآشورية المبنية باللبن / الطوب، والعائدة لفترة الألف الأول ق.م .والمبنية بشكل أساسي من قبل الملك سنحاريب وقد اكتشف د. أوليفية روو درجاً ضخماً مبني من قبل الملك سنحاريب لربط المدينة السفلى بقصره الشخصي في قمة القلعة، وقد أعطى هذا الموقع خلال التنقيبات تأكيدا على استمرارية الإستيطان أبعد من فترة البناء العائد إلى الملك سنحاريب، وخلال دراسة الطبقات الأثرية المتأخرة، الساسانية، البارثية، الهيلنستية - الفارسي، كشف عن بقايا مدينة سكنية، موضحة بأن الموقع لم يكن فقط قلعة محصنة وإِنَّما مكان سكن وعمل لمجتمع بأكمله.
وفي الموقع B في الجهة الشمالية حددت طبقتين تابعتين لفترة العصر الآشوري الحديث، وفي نفس الموقع تم الكشف عن بقايا قصر الملك الآشوري الوسيط أداد نيراري الأول، وقد اظهر هذا الموقع تتابع مراحل البناء ومراحل الهدم والهجران بالنسبة للأبنية الإدارية، والسكنية والمساحات المستخدمة للحرف الصناعية.كما اتاحت أعمال البعثة الفرنسية الفرصة لمعرفة جزء هام من مراحل بناء القلعة التي كانت في الاصل ميتانية اعتبارا من قاعدتها مع إعادة بناء وإضافات آشورية وسيطة وحديثة، اكتشاف نصوص مسمارية تحمل معلومات أنه قبل فترة الملك أداد نيراري الأول مباشرة، لم تكن المدينة تسمى كيليزو، ولكن توءي، كان يحكمها ملك يحمل اسماً حوريا ً أسمه Irishti-enni Širenni آريشتني إيني شيريني.
•النصوص المسمارية المكتشفة في تل قصر شمامك
```
من أهم الآثار التي تم اكتشافها في موقع تل قصر شمامك، هي النصوص المسمارية، واثناء التنقيبات الفرنسية تم العثورعلى العديد من الكتابات المسمارية تحمل معظمها نصا يذكر فيه لقب الملك 
سنحاريب
 ذاكرا بناء ‐ إعادة بناء سورين للمدينة (كيليزو) وبناء قصر في المدينة .
```

خلال التنقيبات الفرنسية تم العثورايضا على نصوص مسمارية تعود لعصور أقدم كالعصر الآشوري
الوسيط (1500- 911 ق.م) وقد عثر على هذه النصوص في المنطقة A وB وقد اعطت هذه النصوص معلومات أكثر حول المراحل الأبكر لأمتداد سلطة الملوك الآشوريين في هذه المنطقة .
عثر أيضاً في الموقع على نصوص مسمارية، تشير هذه النصوص إلى وجود قوة سلالة حورية - ميتانية إبان فترة البرونز المتأخر في الموقع، مباشرة قبل السيطرة الآشورية ، إحدى النصوص وهي عبارة عن (لوحة تأسيسية) مكتوبة باللغة الأكدية تذكر اسم الملك آريشتني إيني، وهو اسم حوري - أكدي، تحتوي تقدمة ل (رب العاصفة) المحلي مخلدة ذكرى بناء سور المدينة من قبل ملكها Irishti-enni Širenni آريشتني إيني شيريني ، ملك مدينة توءي Tu'e في بلاد كونسيه Kunsihhe ، المدينة التي أحبها إشكور (أدد أو ربما تيشوب) إله العاصفة المحلي. وقد فتح هذا الاكتشاف امام لجنة التنقيبات فرضية جديدة لدراسة تاريخ مدينة كيليزو، ليس كونها حاضرة آشورية ملحقة وتابعة ل (أربيلا) ولكن أيضا كأقدم مركز مرتبط بالحضارة الأمورية - الحورية في شمال بلاد الرافدين

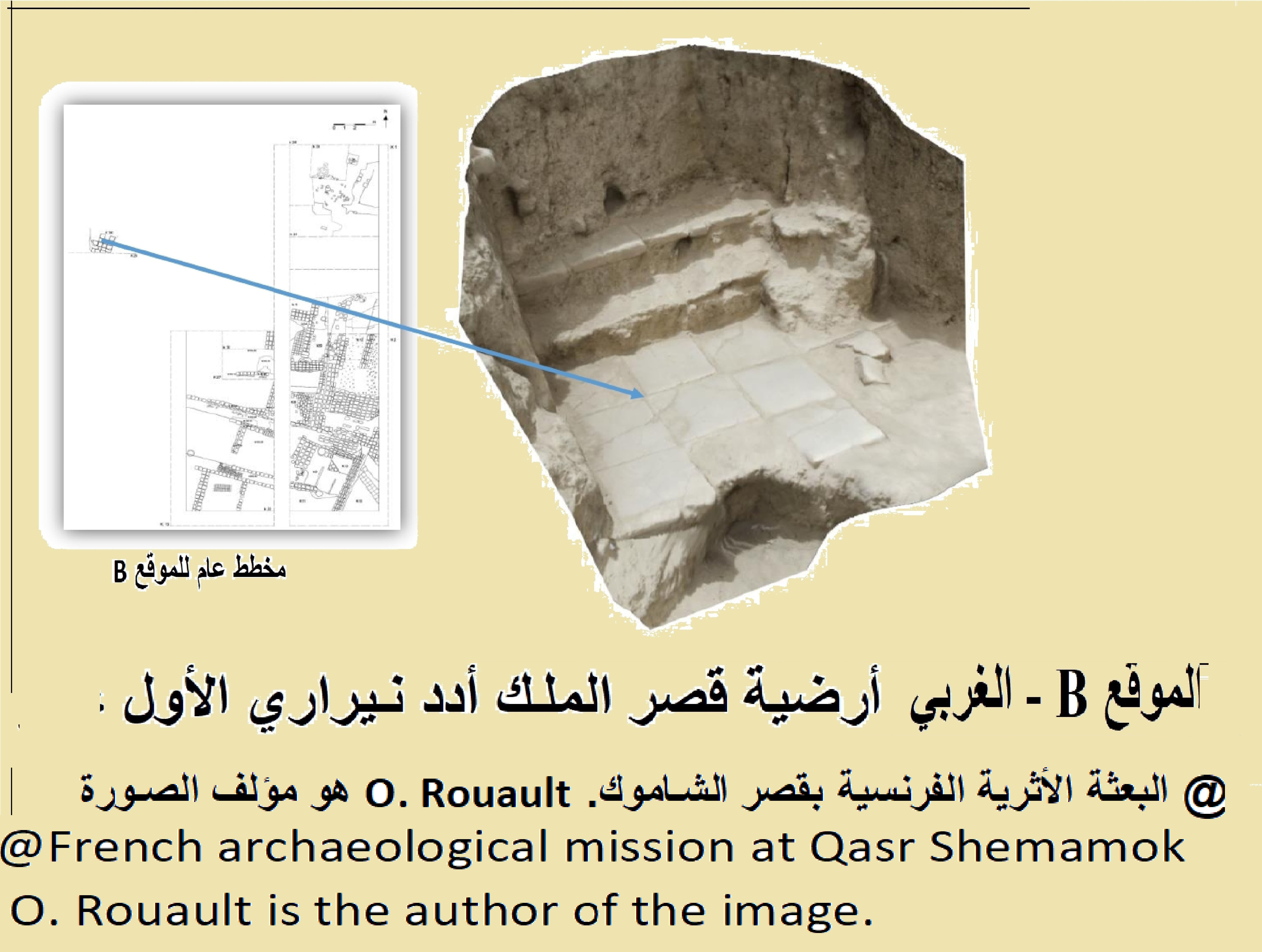
أرضية قصر الملك أدد نيراري الأول عثر عليه في تل قصر شمامك الأثري في أربيل

### تل ماموستايان

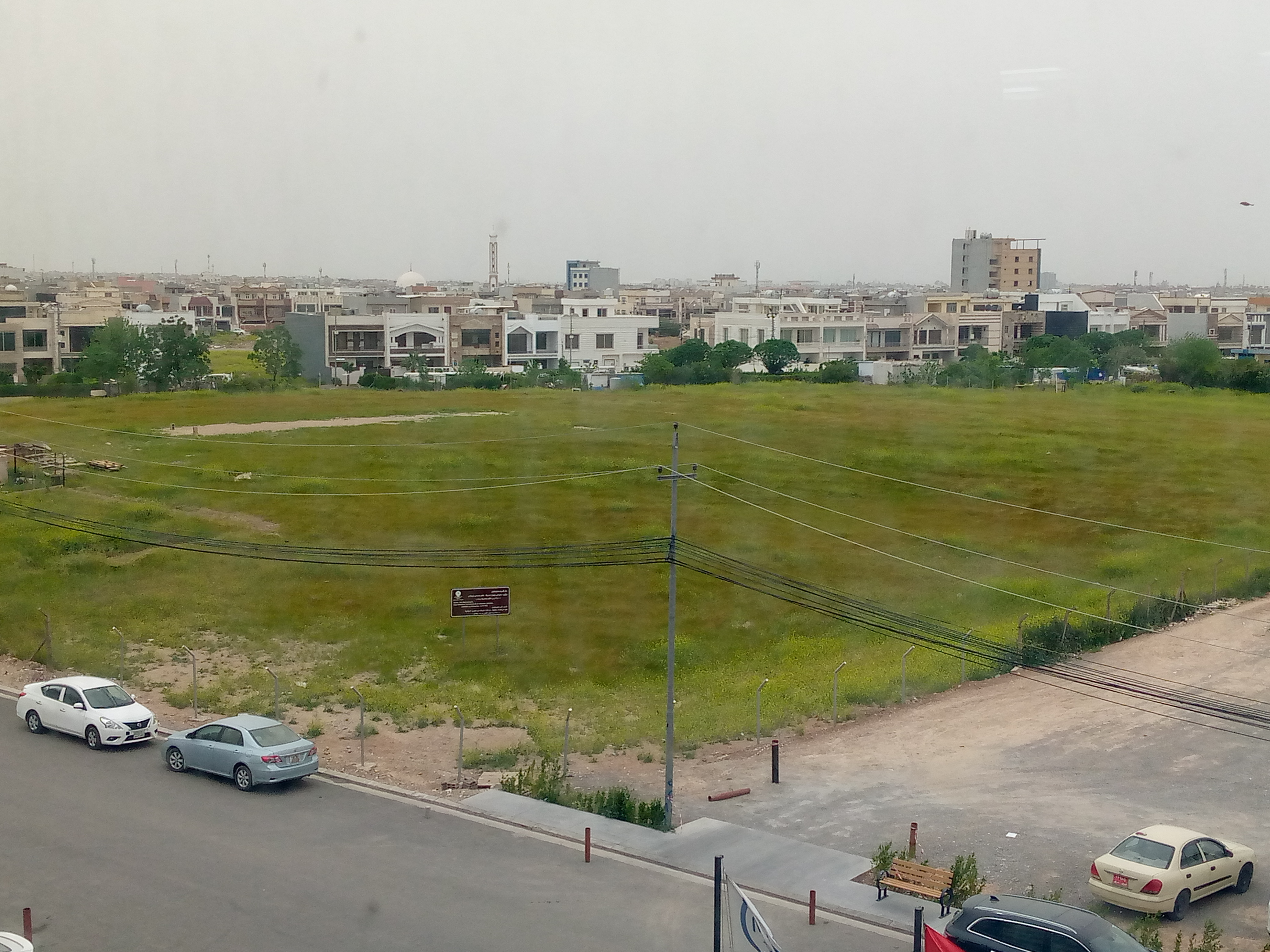
تل ماموستايان

يقع التل جنوب شرق قلعة أربيل على بعد 6 كم ضمن المقاطعة رقم 76 من الأراضي الواقعة في شمال غرب قرية كونه كورك الواقع بين وادي بستى مزوران من الجنوب وشيوى ئالاى بكى من الشمال الموقع عبارة عن تل أثري لم يعلن عن أثريتها وغير مثبت في سجلات دائرة الآثار والتراث العراقية واقليم كردستان معًا. مع ذلك وجد أن الموقع مؤشر على شكل تلين باسم مقبرة شيخ جبرائيل في خارطة الكادسترو وتحت رقم 76 قرية كونه كورك ضمن مركز مدينة أربيل منذ كانون الثاني من عام 1957م. حسب مسح الموقع عثر على فترات أحدث التي تبدأ من وركاء وينتهي في العصر الإسلامي المتأخر وهذا يعني أن الحياة استمرت في هذا التل.

### تل كورد قبرستان

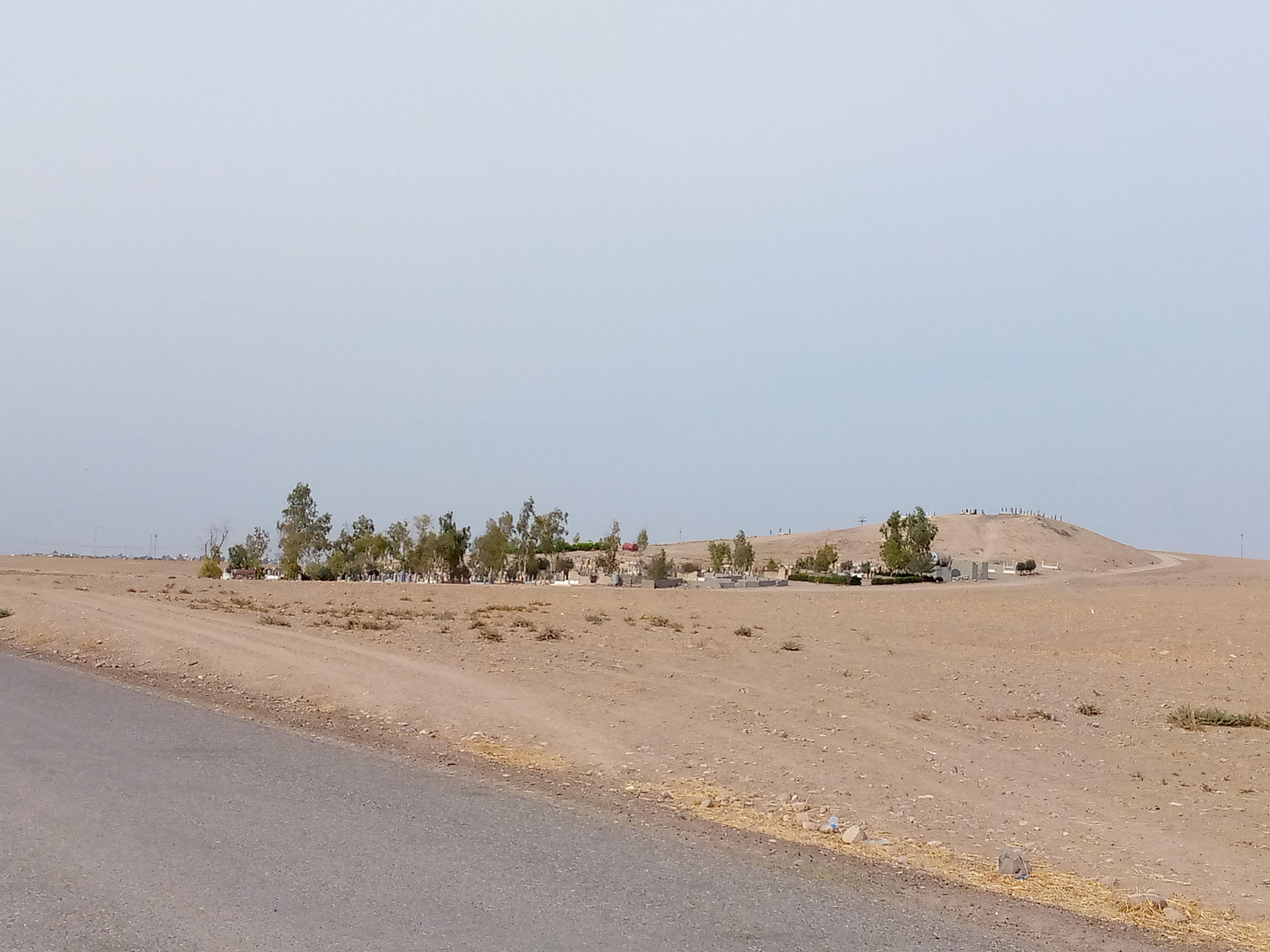
تل كورد قبرستان

تعد تل كورد قبرستان واحدة من أكبر مواقع العصر البرونزي في جنوب غرب مدينة أربيل ، ويتكون من تل مركزي مساحته 11 هكتارًا بارتفاع 17 مترًا تحيط به بلدة منخفضة مسورة بمساحة 107 هكتار.
جرت تنقيبات في موقع كورد قبرستان من قبل جامعة جون هوبسن في عامي 2013 و 2014 . العصر البرونزي المتوسط (فترة بابلية قديمة) هو فترة الاستيطان الرئيسية في الموقع، ولهذا يهدف المشروع إلى دراسة طبيعة هذا المركز الحضري الواقع في شمال بلاد ما بين النهرين والذي يعود تاريخه إلى فترة مبكرة من الألف الثاني قبل الميلاد. كشفت الحفريات التي تمت على تل عال عن ثلاث مراحل من استيطان (مملكة) ميتاني (العصر البرونزي المتأخر) وتتضمن أدلة على تواجد هندسة معمارية سكنية
ذات مستوىً عال. تضمنت الأدلة التي عثر عليها على التل الصغير وعلى المنحدر الجنوبي من التل الكبير على آثار منزلية وعدد كبير من الأواني الخزفية لم تزل في مواقعها الأصلية. كما عثر من العصر البرونزي المتوسط على أدلة عن جدار لمدينة يقع على حدود الموقع. شمل الاستيطان اللاحق مقبرة لعلها من العصر الأخميني، وذلك على المنحدر الجنوبي من التل العالي وكذلك مستوطنة من العصر الإسلامي المتوسط في المدينة الجنوبية السفلى. قدمت تحليلات علم الحيوان والنباتات الأثرية معلومات عن الاقتصاد الحيواني والنباتي لمستوطنات الألف الثاني قبل الميلاد، كما وثّقت التحاليل الجيوفيزيائية عمارة كثيفة من العصر البرونزي المتوسط في مساحة من الأرض تبلغ واحد وثلاثين هيكتار في المدينة الشمالية السفلى.
• تل كورد قبرستان و(مملكة قبرا ):
نظراً لحجم الموقع الكبير ووضعه الجغرافي وتاريخ السكنى فيه استنتج د. جايسون أور بأنه يعود إلى مملكة قبرا، لا يعرف بالضبط الموقع الجغرافي لهذه المملكة لكن جميع الآراء تؤكد انها بين نهري الزاب الاعلى والأسفل  لا يُعرف سوى القليل جدًا عن مملكة قبرا ، الغالبية العظمى من المراجع التي وصلتنا من النصوص المسمارية تتعلق بالحملة العسكرية المشتركة بقيادة الملك شمشي-أدد الأول ،والملك دادوشة من إشنونّا ، ضد الملك بونو عشتار ملك مملكة قبرا وقد وصلت الينا اخبار هذه الحملة من مصدرين مهمين: المصدر الأول مسلة النصر العائدة للملك شمشي أدد الأول، والمصدر الثاني مسلة النصر العائدة للملك دادوشة وقد أدعى كلا الملكين بالاستيلاء على مملكة قبرا .

### تلة لشكر

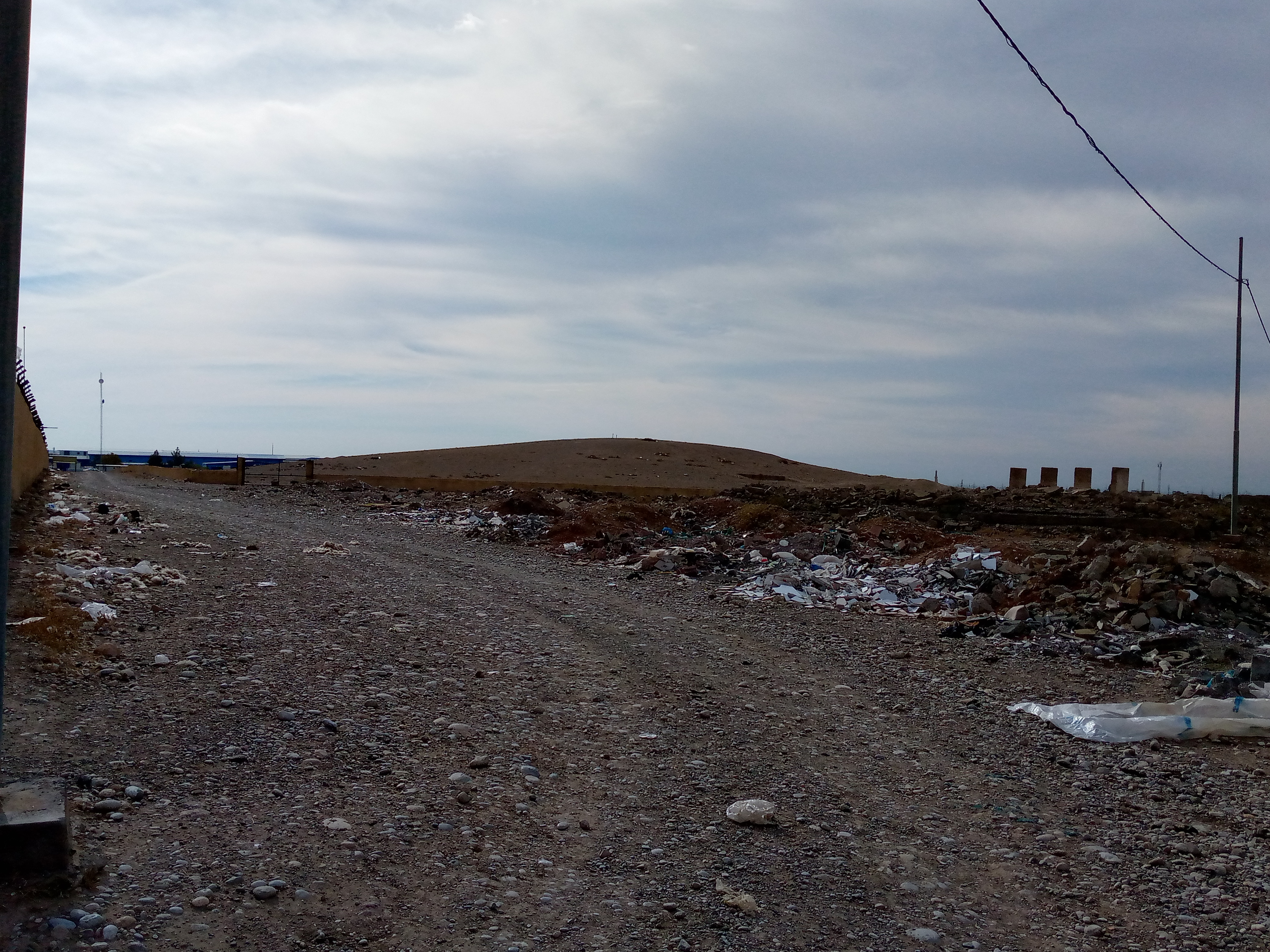
تلة لشكر

تمخضت عمليات التنقيب التي أجراها فريق مشترك من مديرية آثار أربيل وجامعة برشلونة الإسبانية وقسم الآثار في جامعة صلاح الدين بإقليم كردستان العراق، عن اكتشاف قطع أثرية وهياكل عظمية في "تلة لشكر" الواقعة في ناحية كسنزان شرق مدينة أربيل.أسفرت التنقيبات عن العثور على هيكل عظمي لامرأة، مدفونة بطريقة نادرة تمثلت في وضع جرة عند قدميها ووجود ختم أسطواني عند خصرها، وهذا يظهر أنها كانت ذات سلطة في المنطقة"

### تل باقرته

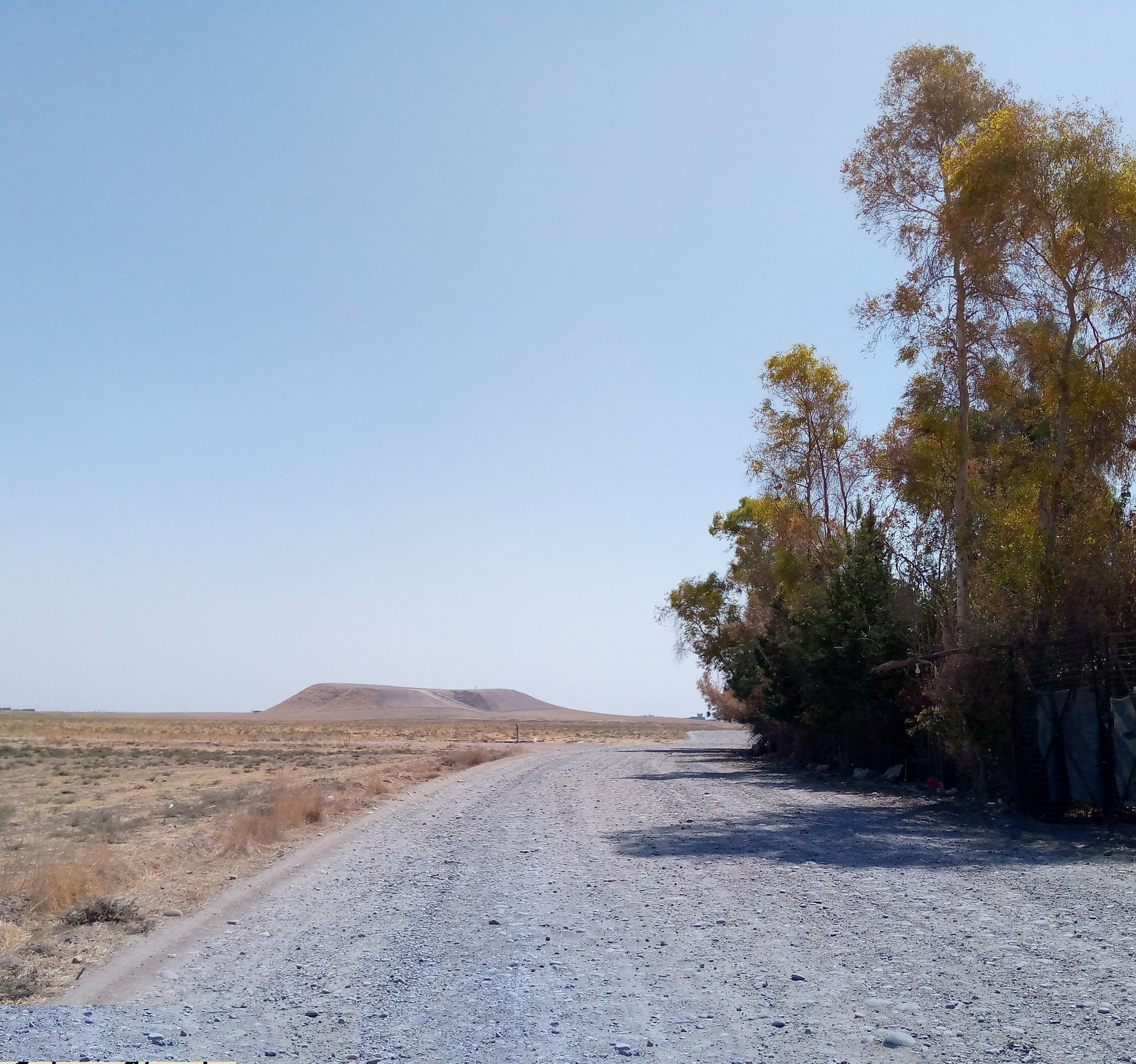
تل باقرته

في عام 2012، تم إجراء مسح غير مكثف في تل باقرتا من قبل الدكتور جيسون أور والذي أظهر أن هذا الموقع يحتوي على مدينة منخفضة واسعة جدًا، والتي وصلت مساحتها إلى 90 هكتارًا في اواخر العصر البرونزي المبكر وأيضًا الفترة البارثية. .
تم حفر خندقين في الجزء الغربي من التل.في الخندق (A) أعلى المنحدر الغربي، وصلت الحفريات إلى عمق 7 أمتار. تم تحديد أربع طبقات طبقية (1A4A). تحتوي الطبقات 1A و2A و3A على فخار يعود الى العصر البارثي إلى العصر الحديث. احتوت الطبقة 4A بشكل أساسي على الفخار البارثي والفخاري الأقدم. وفي الخندق B كشفت التنقيبات عن طبقة تعود إلى العصرين والآشوري الوسيط والحديث

## تل سوريزه

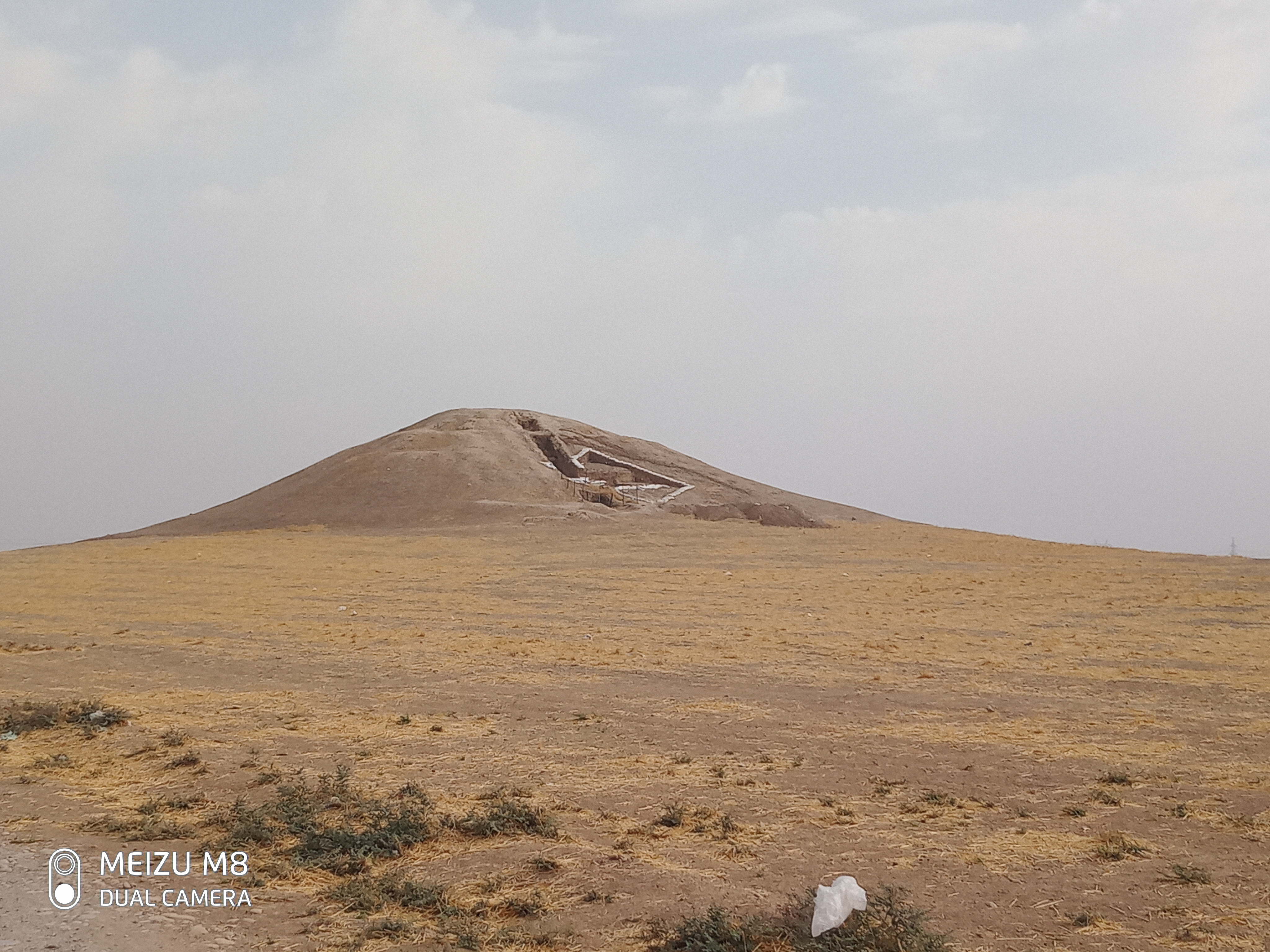

تُعد سوريزة موقعًا مثاليًا لاستكشاف التسلسل الزمني والاقتصادي والتسلسل التنموي لسهل أربيل خلال العصر النحاسي من حوالي 5500 إلى 3500 ق.م، لأن التل المرتفع في سوريزه يعود في معظمه إلى عصور ما قبل التاريخ، مع وجود احتلال لاحق محدود فقط من العصر الآشوري الوسيط والعصر الحديدي. يقع موقع سوريزه الأثري على الحافة الجنوبية الغربية لقرية سوريزهفي مدينة أربيل.

## صور التلال الأثرية

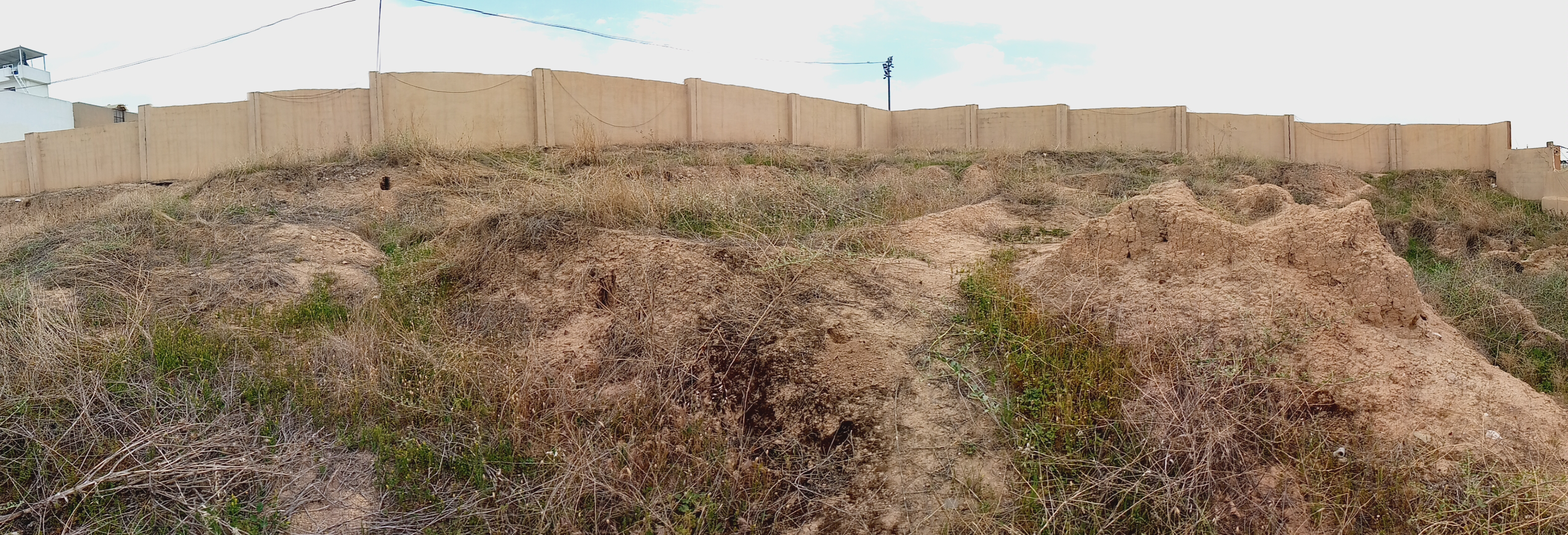
تل قالينج آغا
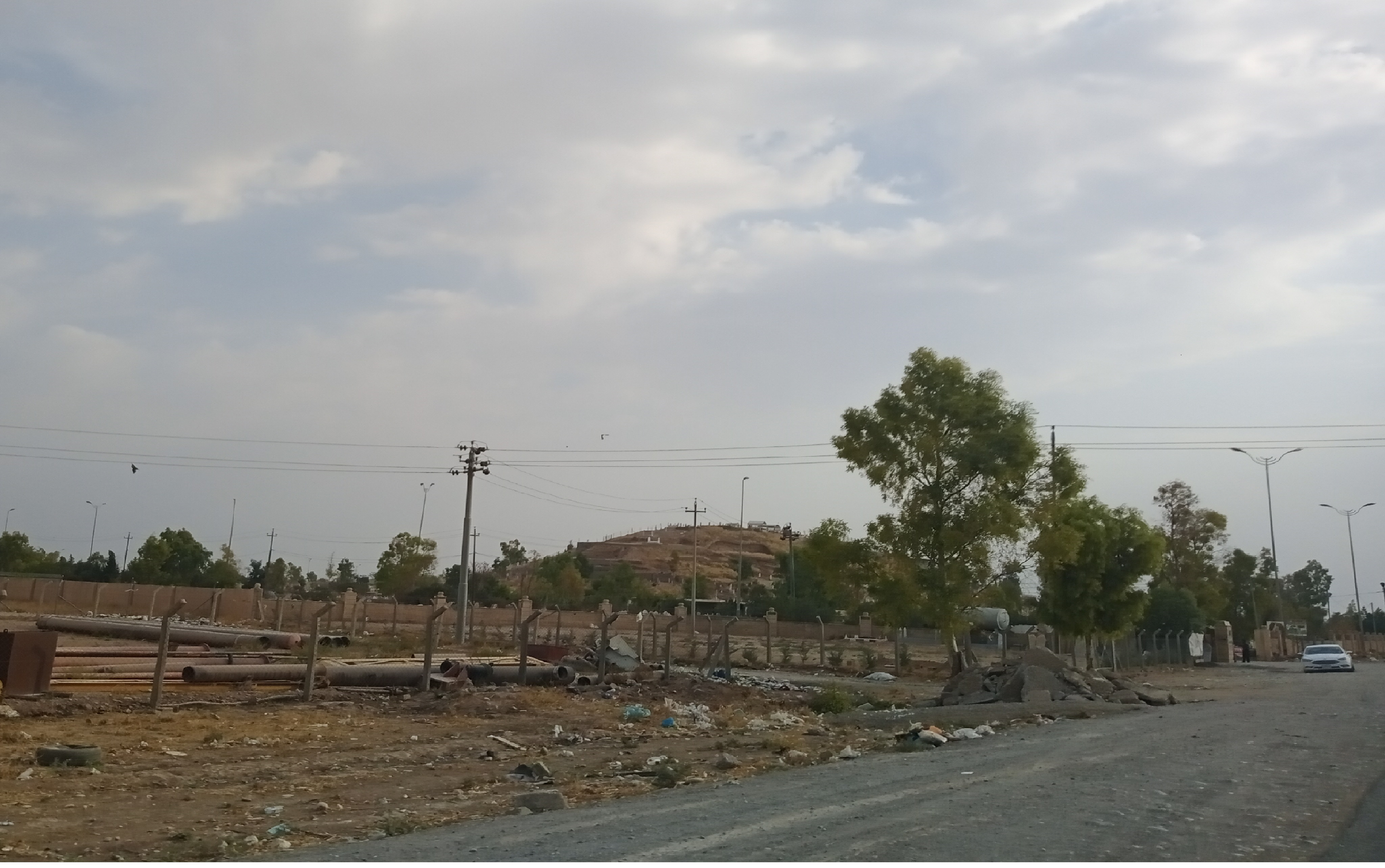
تل بيرداود
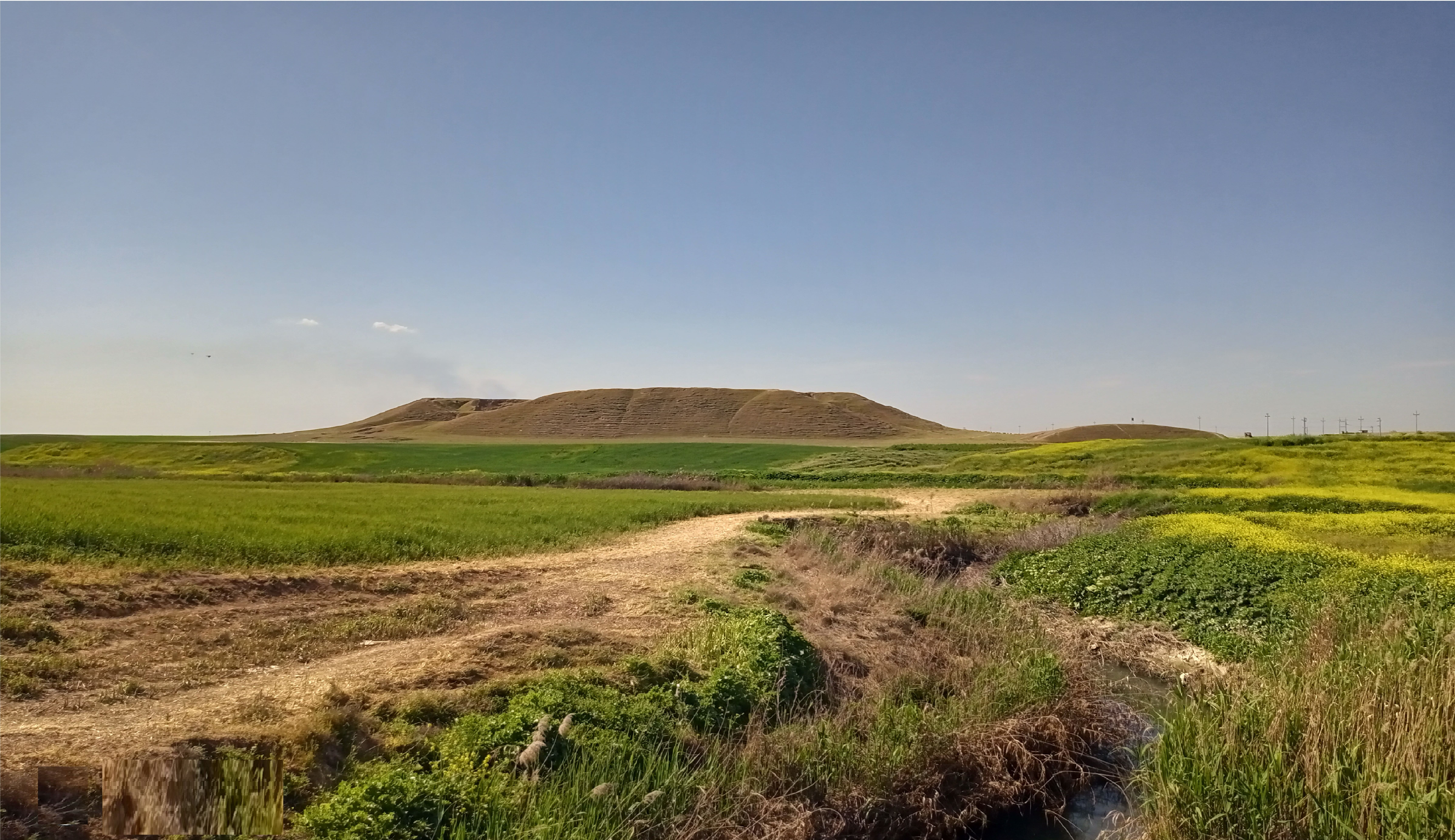
تل قصر شمامك
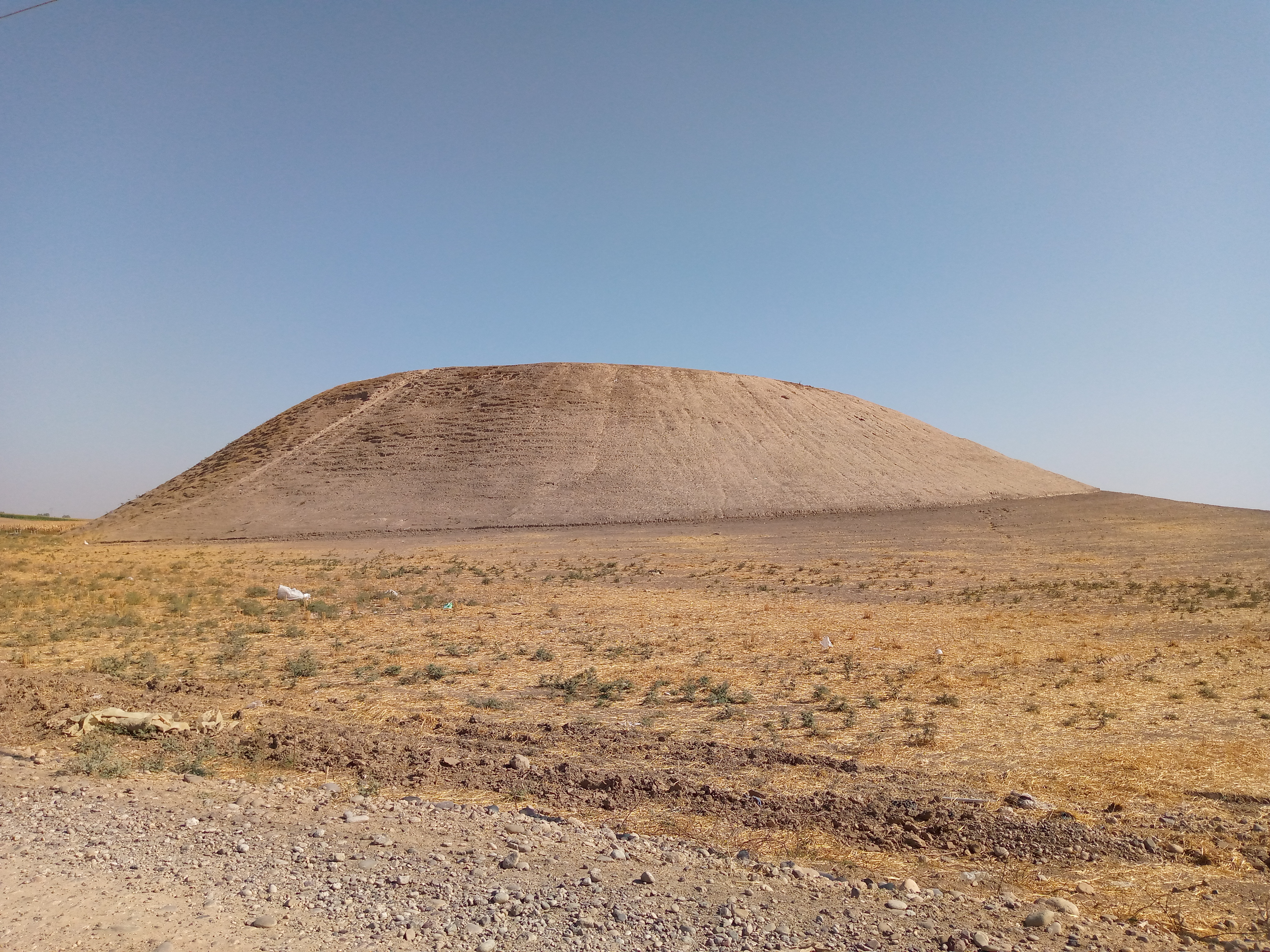
تل علياوا
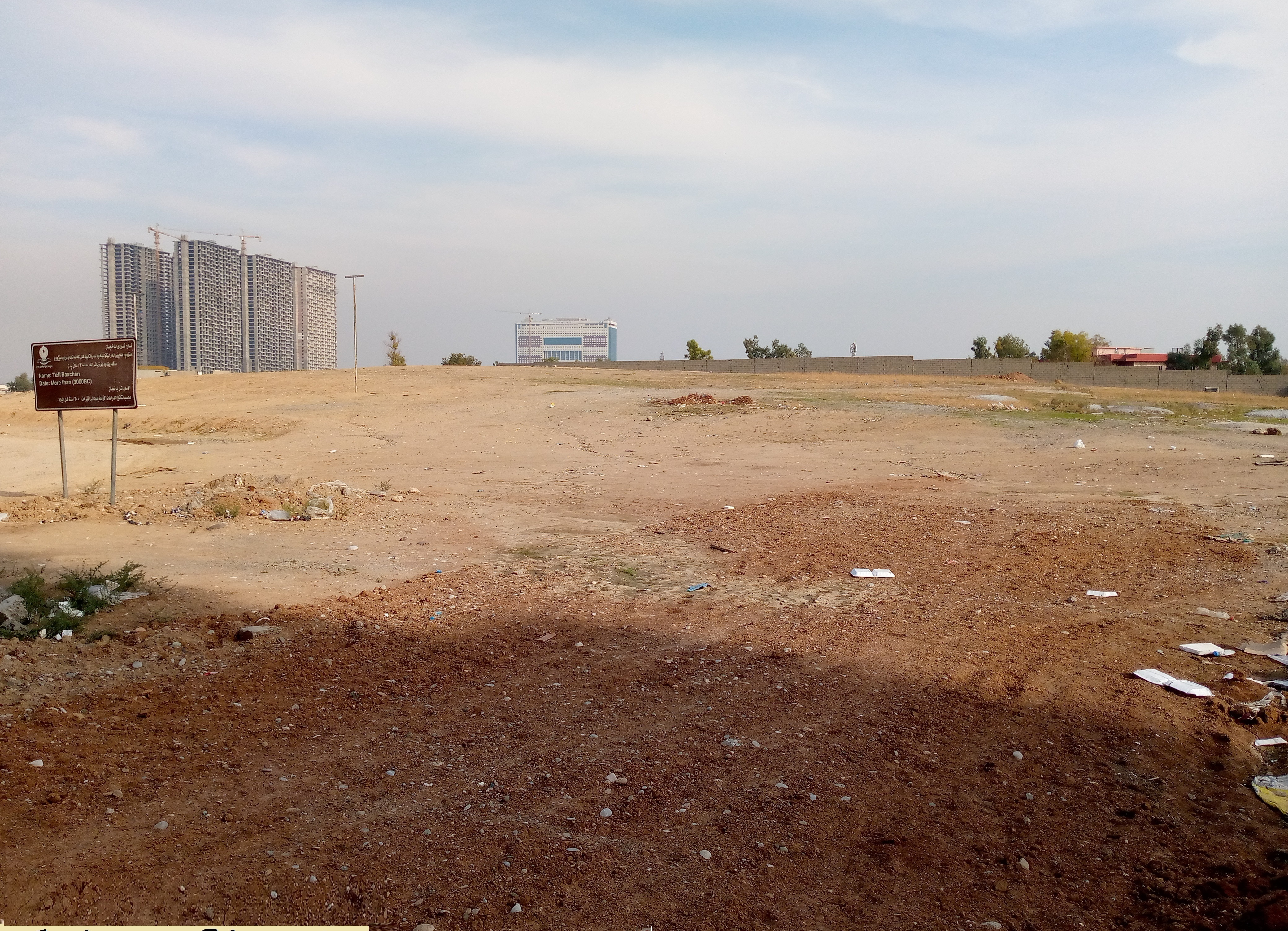
تل باخجان
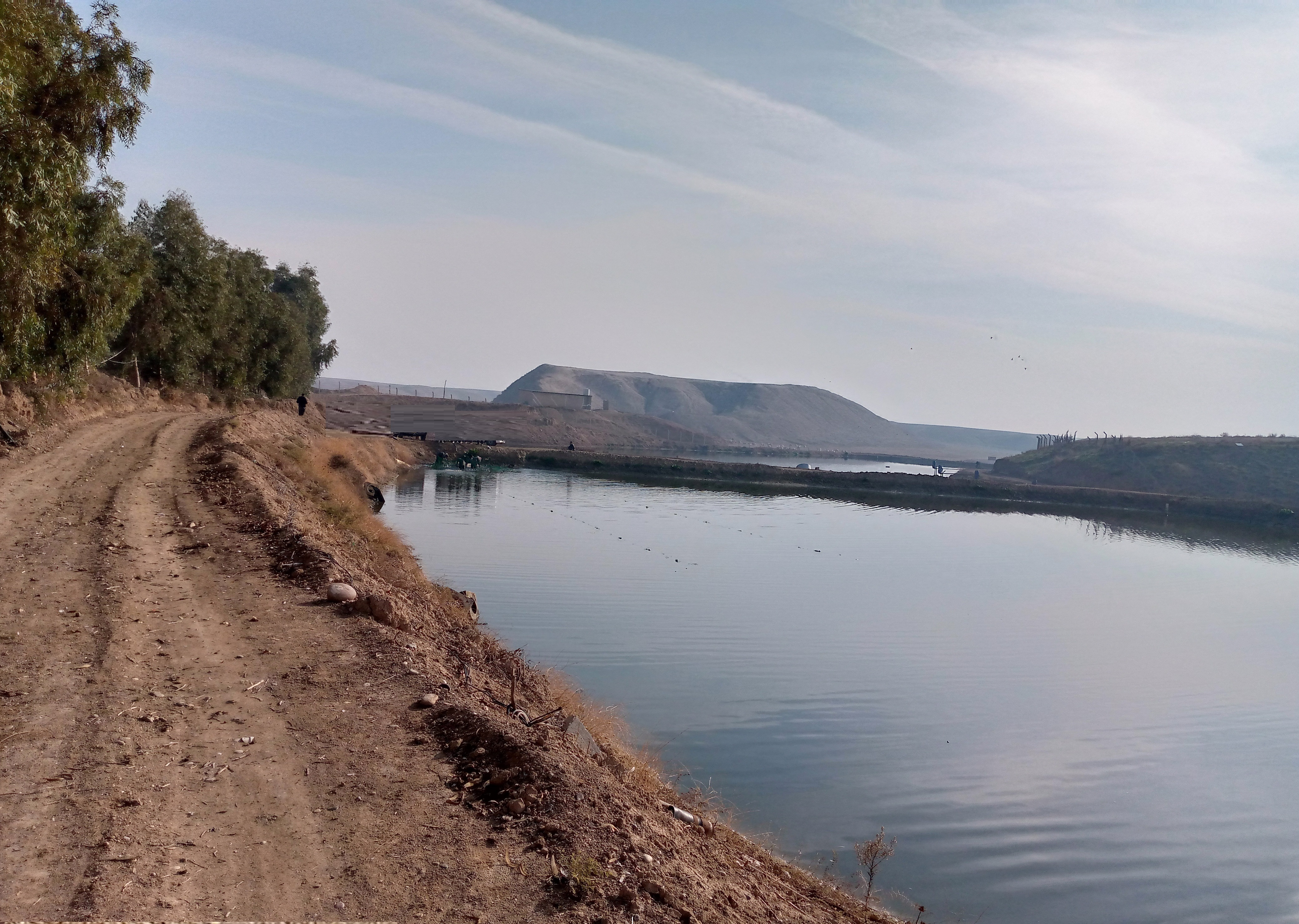
تل عوينة
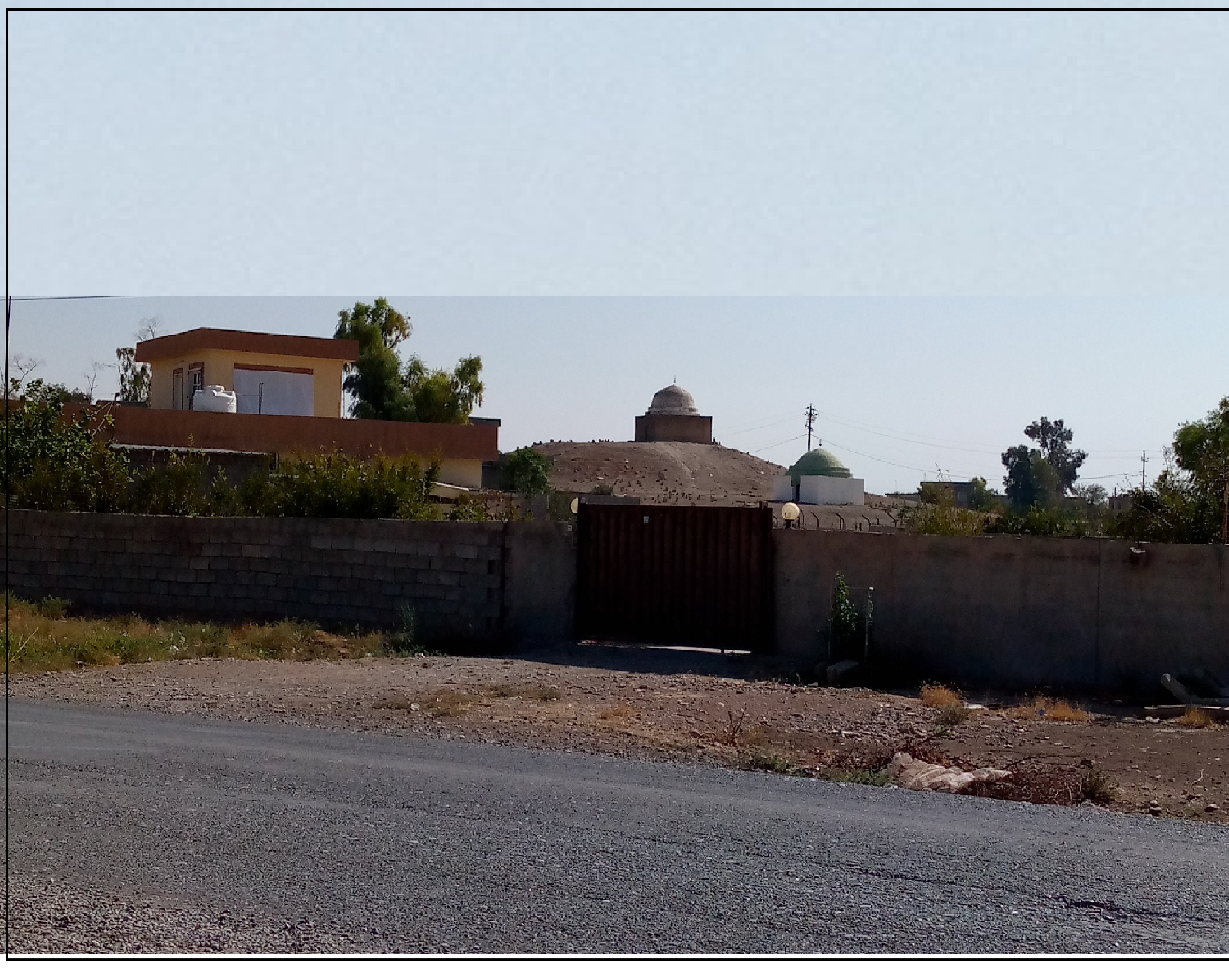
تل عازبان
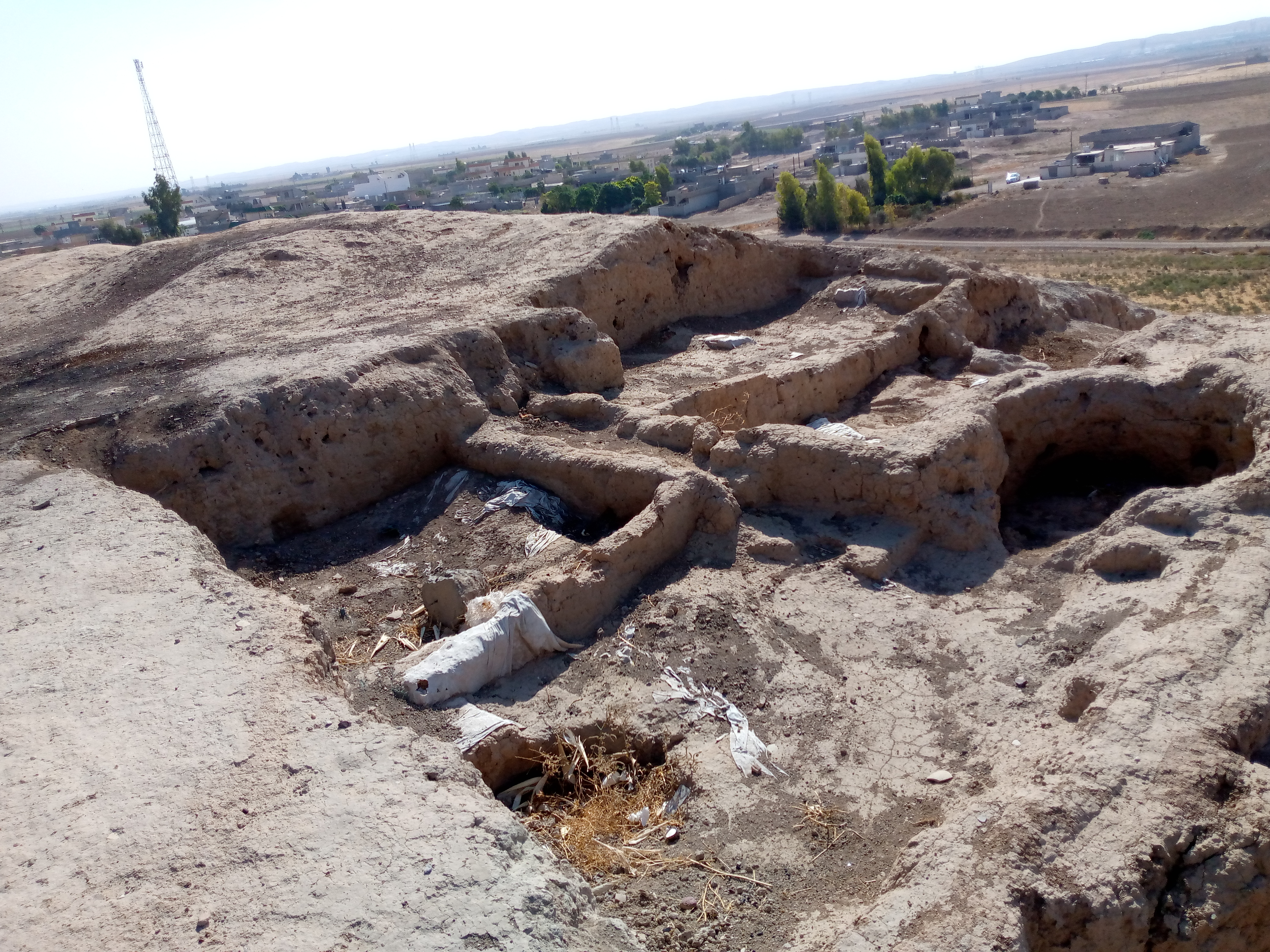
اطلال تل هيلاوة
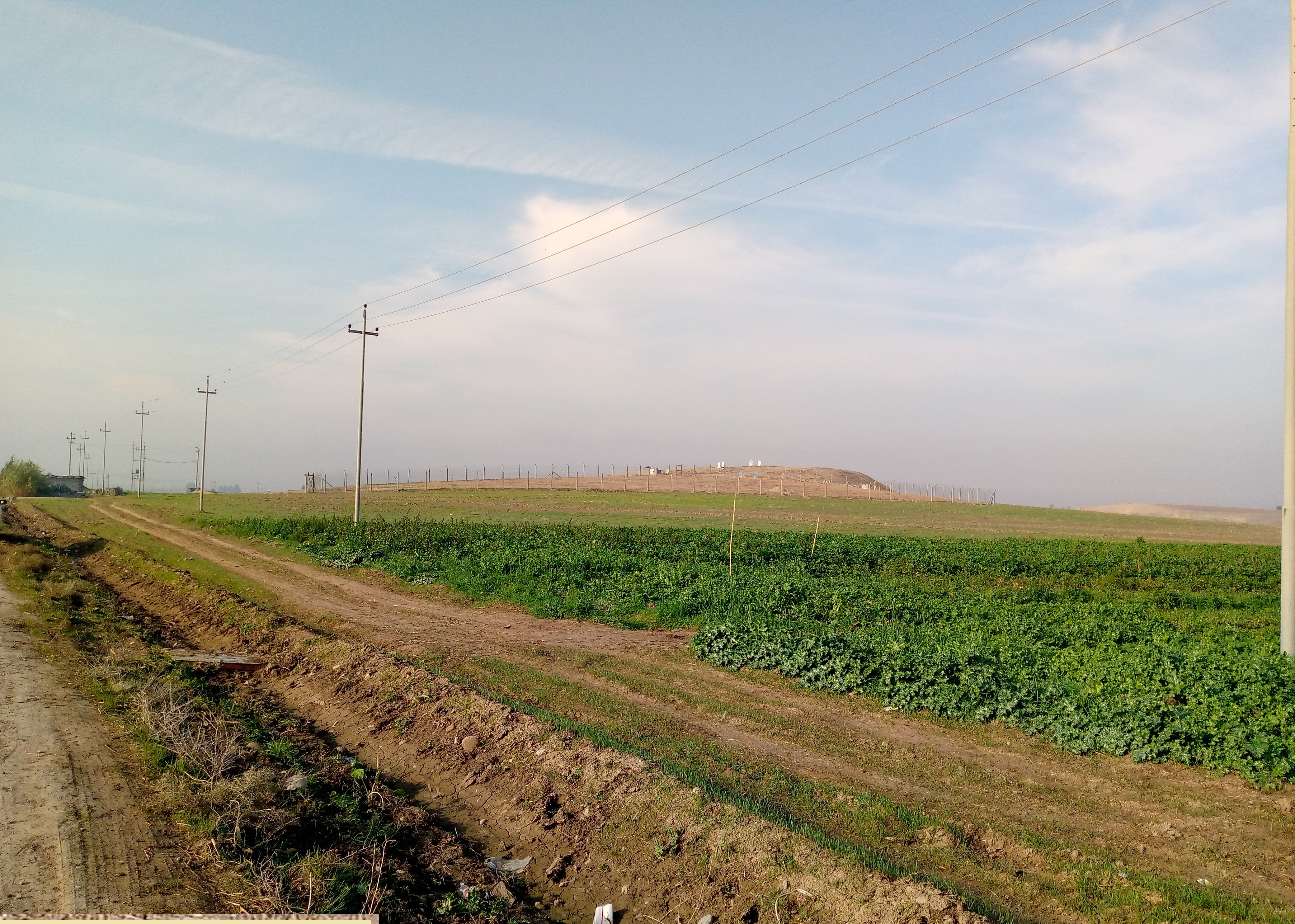
تل ملا محمود ( دلوكول)
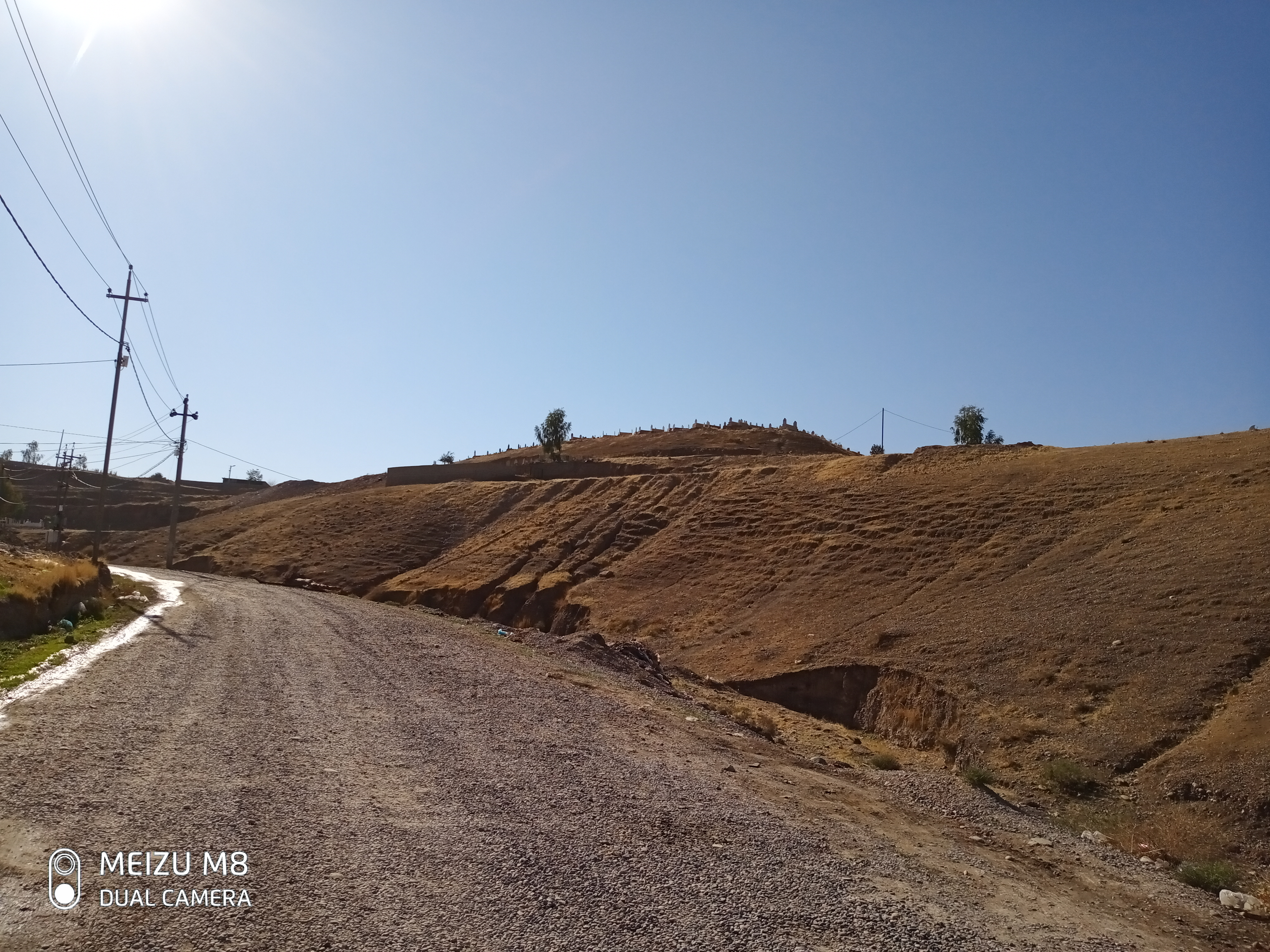
تل باستام
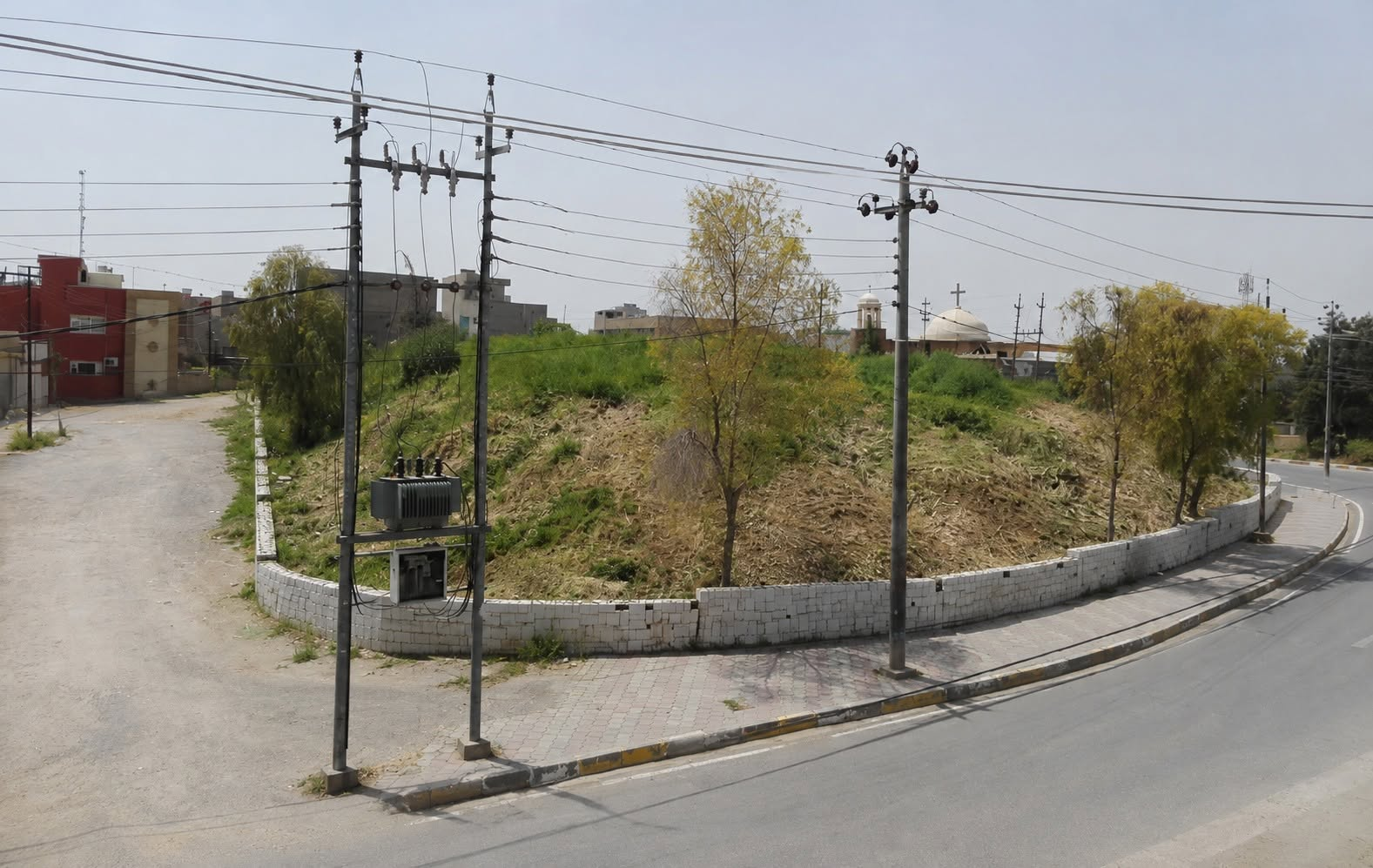
تل قصرا
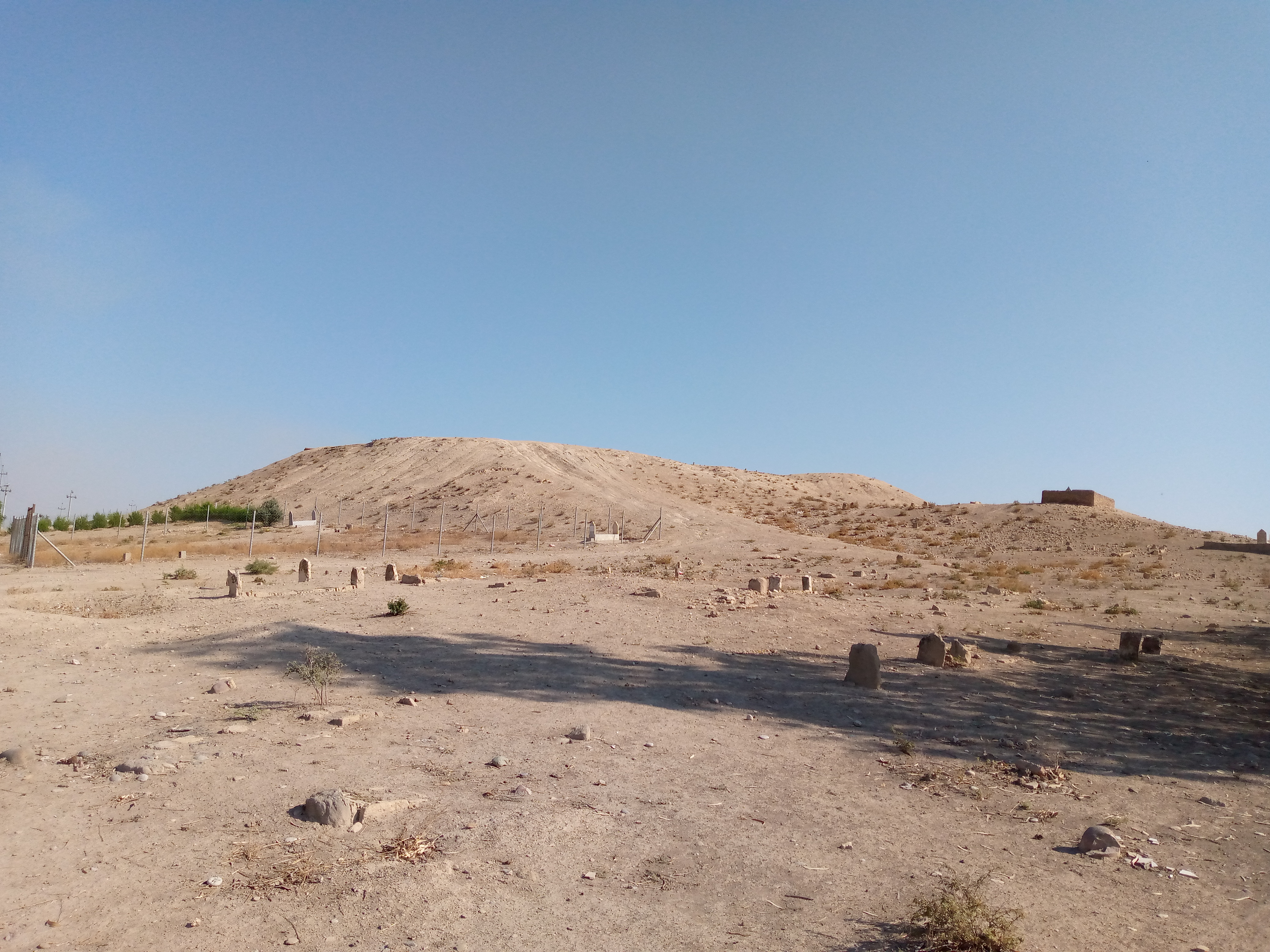
تل عبدالعزيز
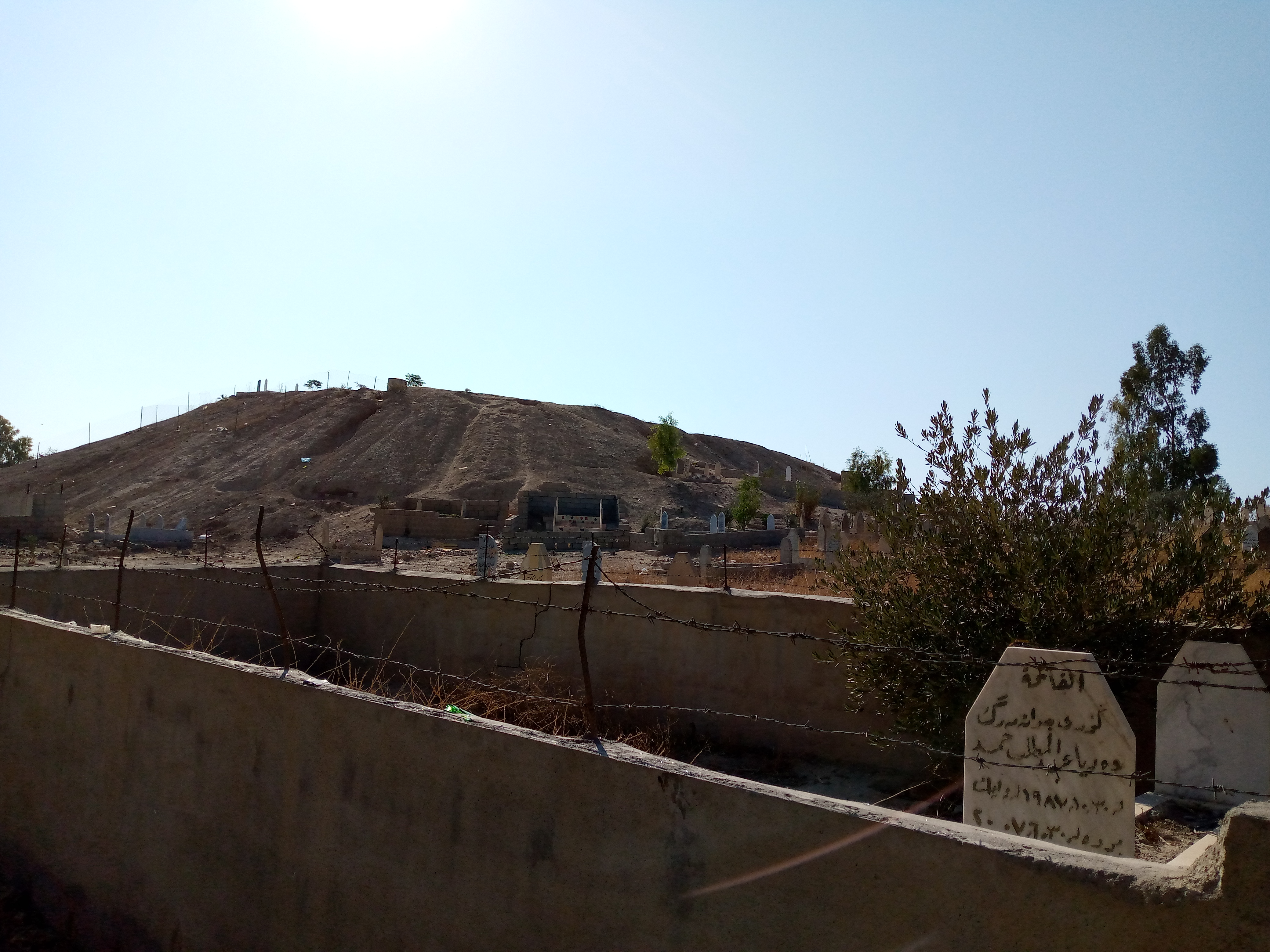
تل قتوي
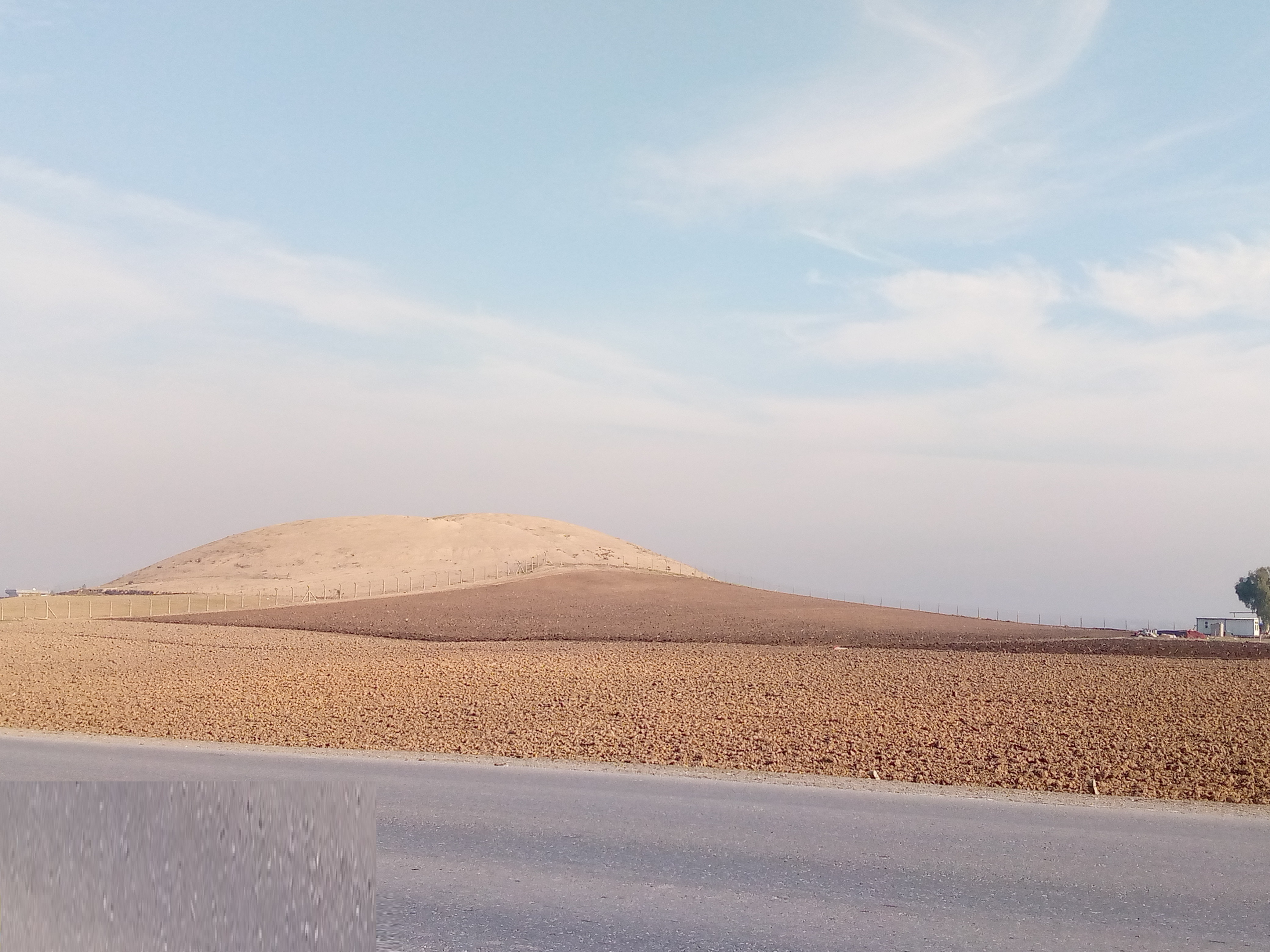
تل سيد احمد
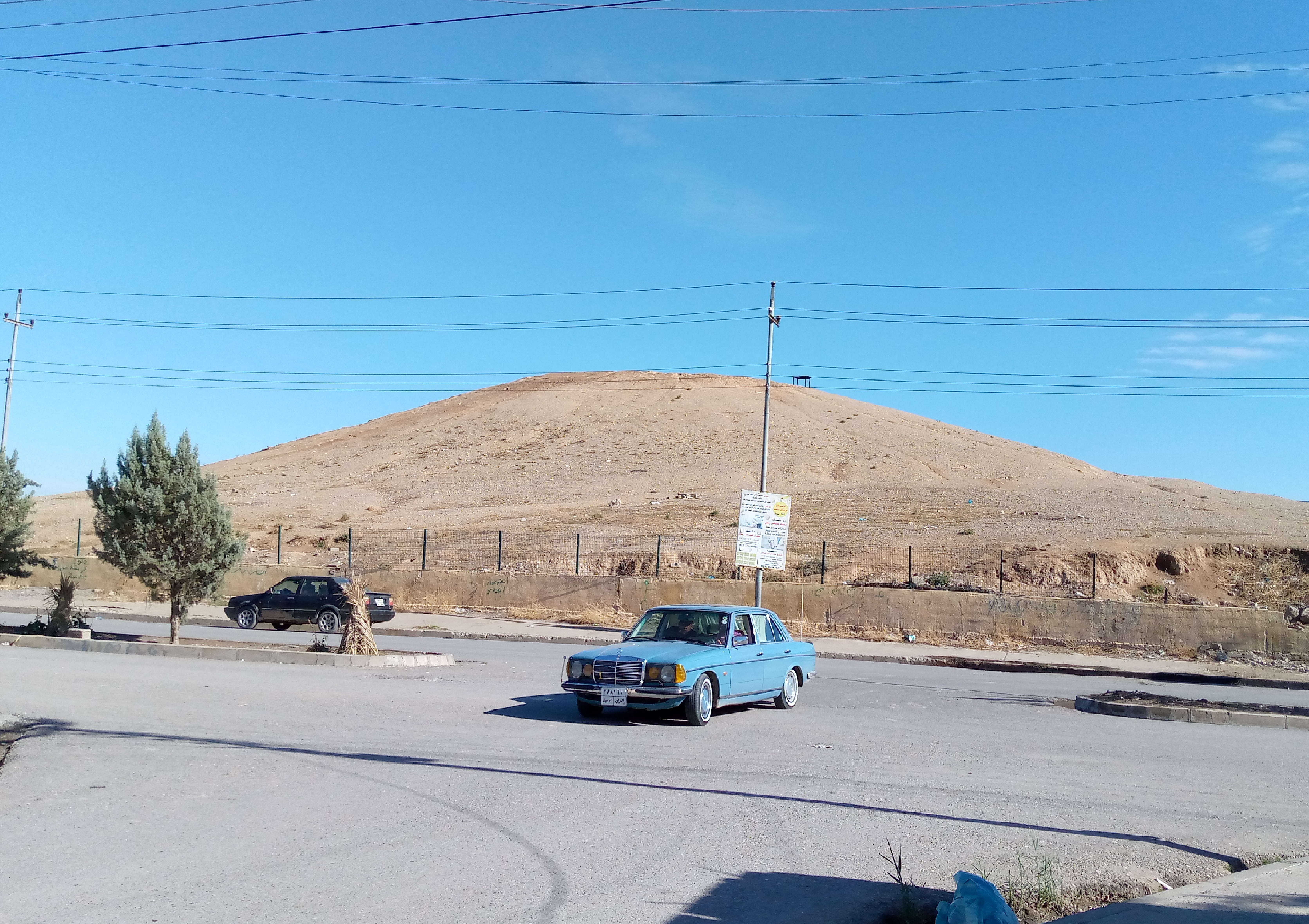
تل قوش تبه
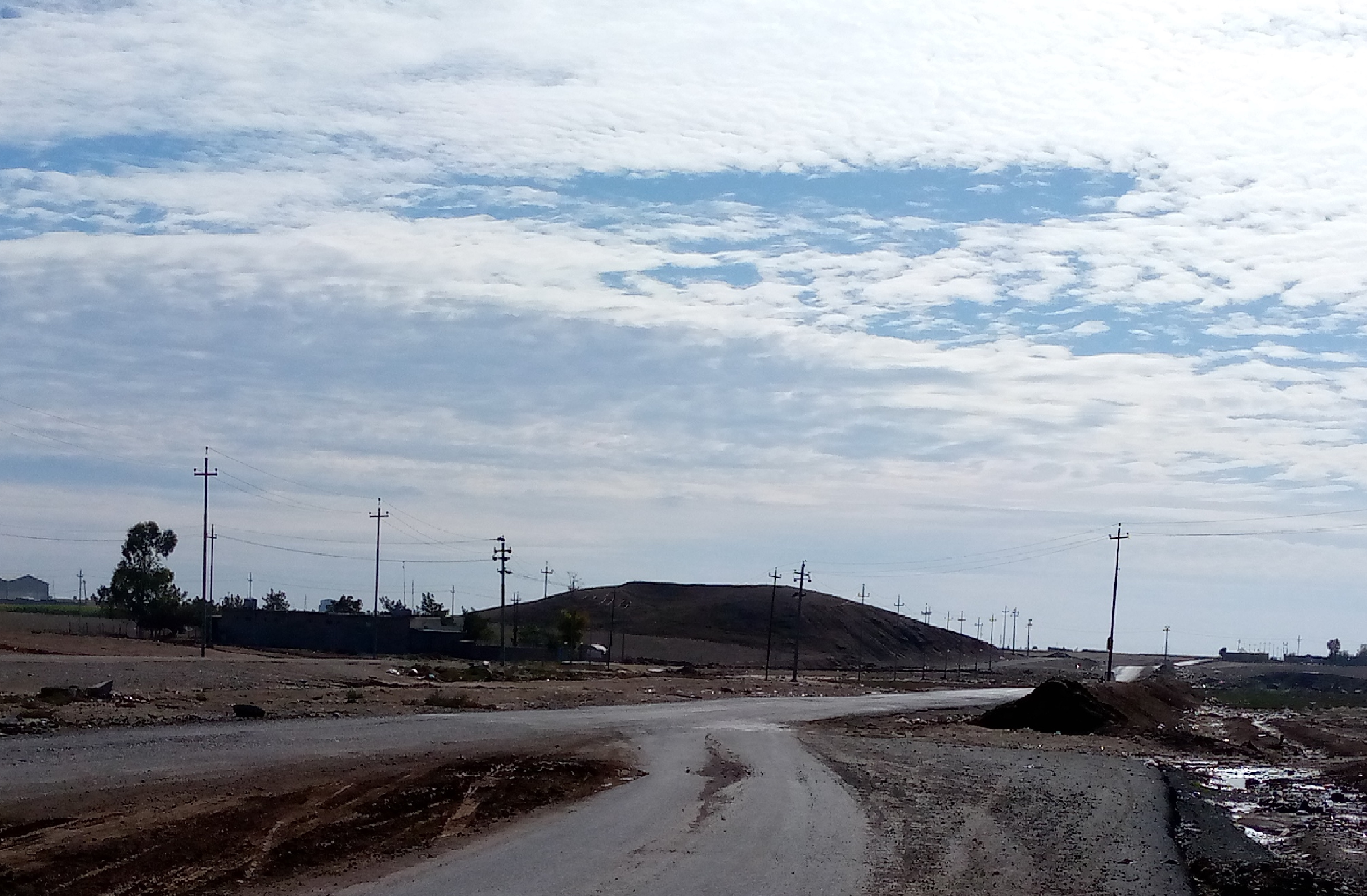
تل قول تبه
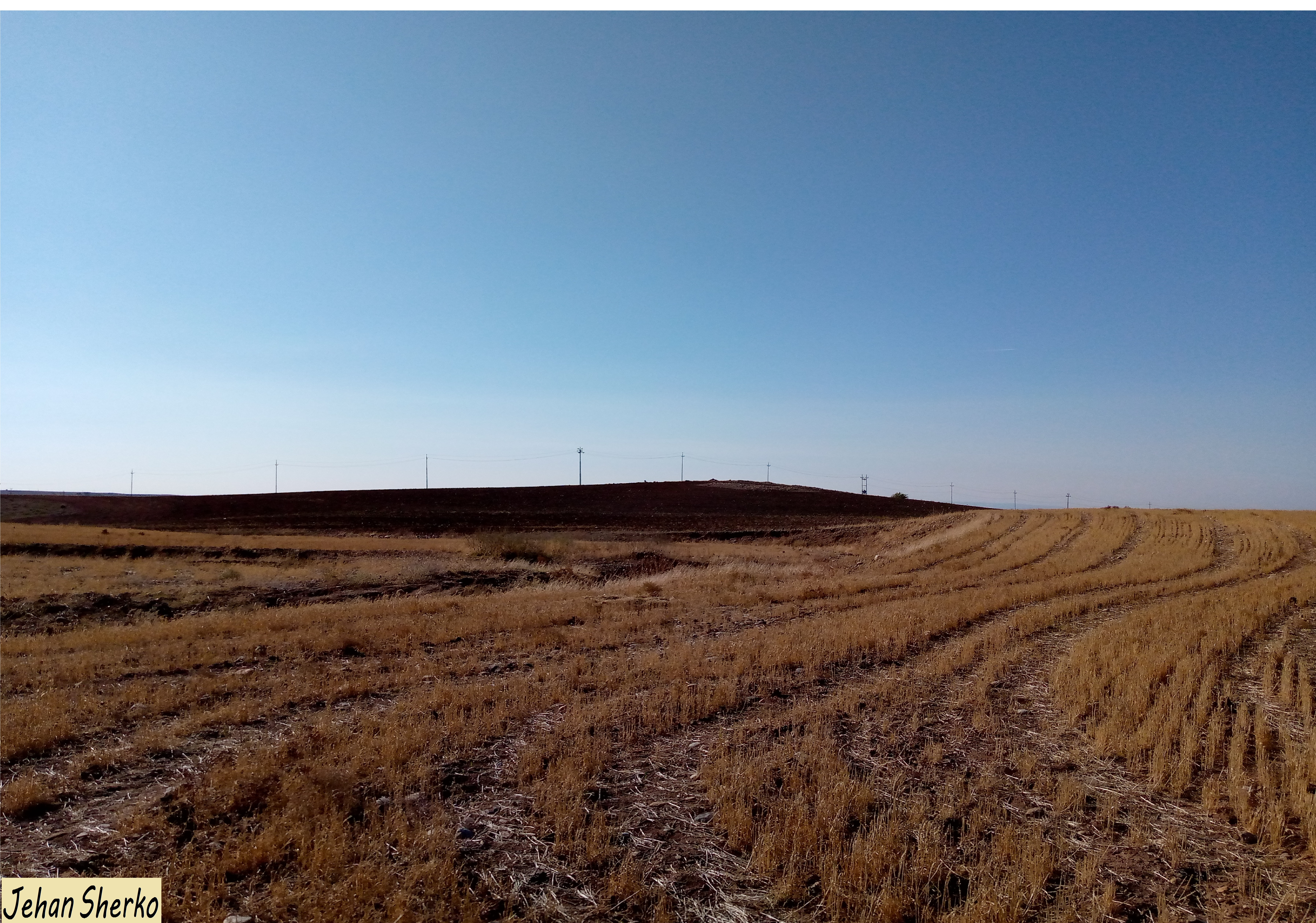
قوج ( خربة )
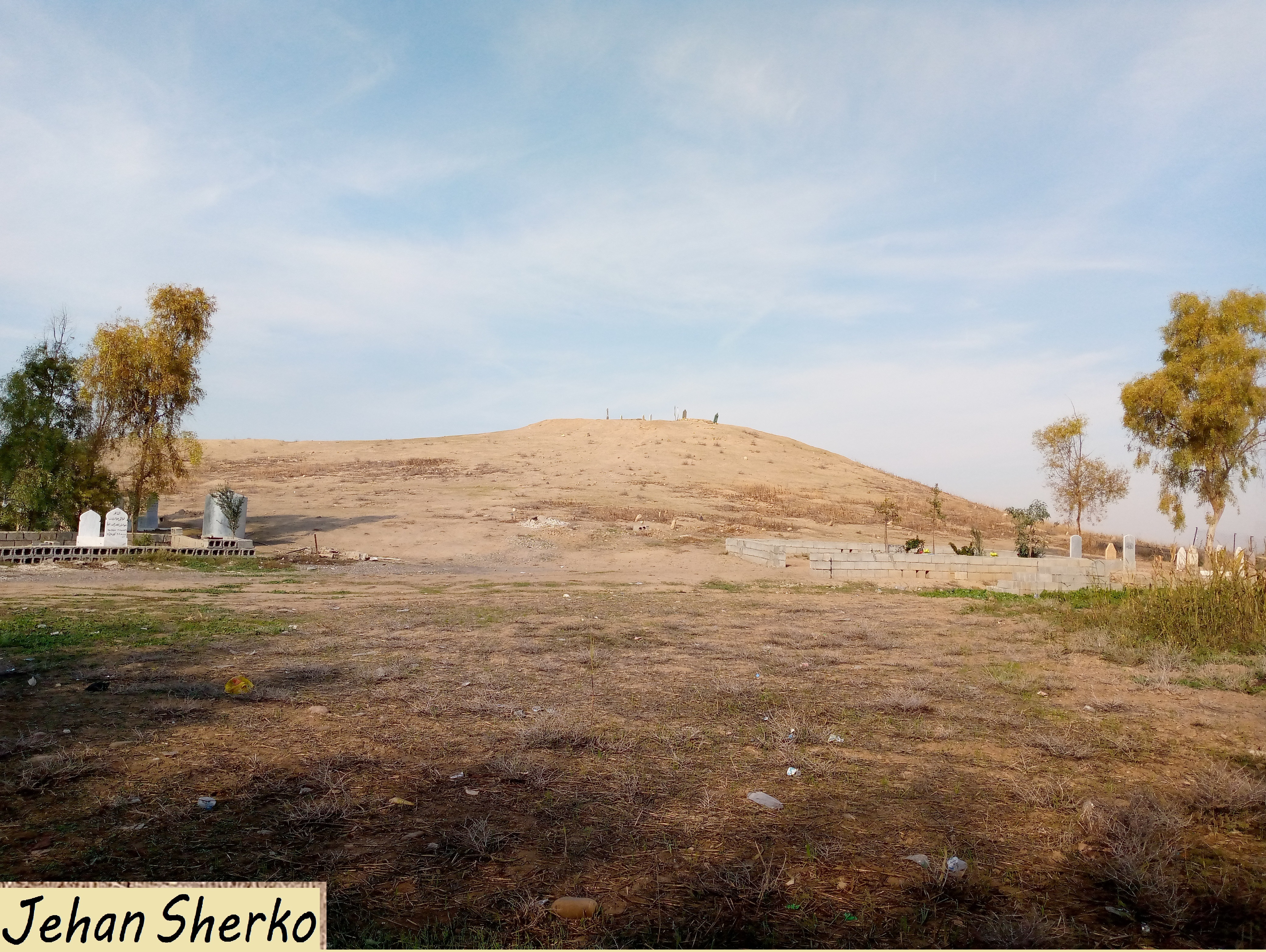
بعرور أو تل شمامر
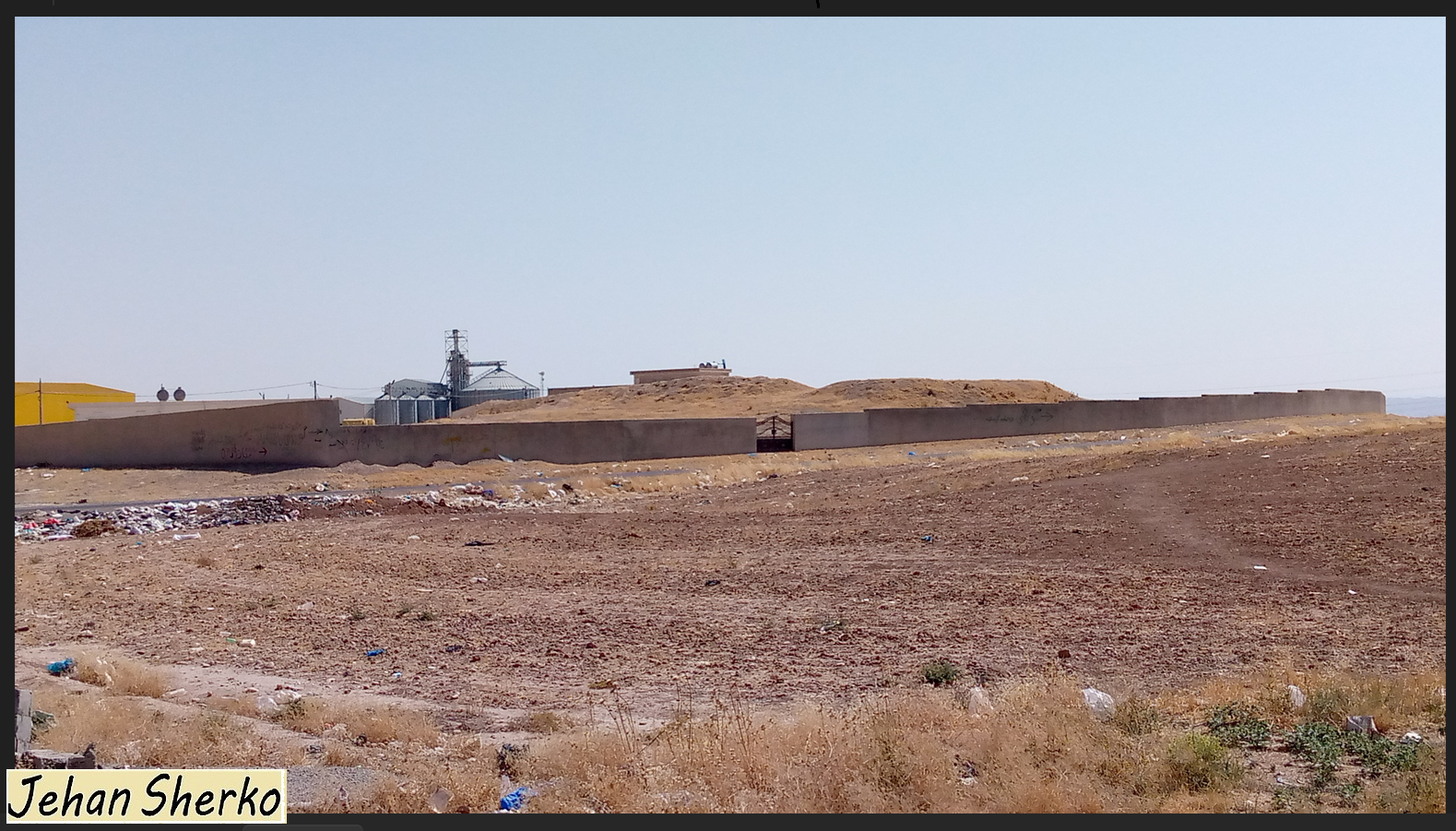
تل رشه دوله بكره
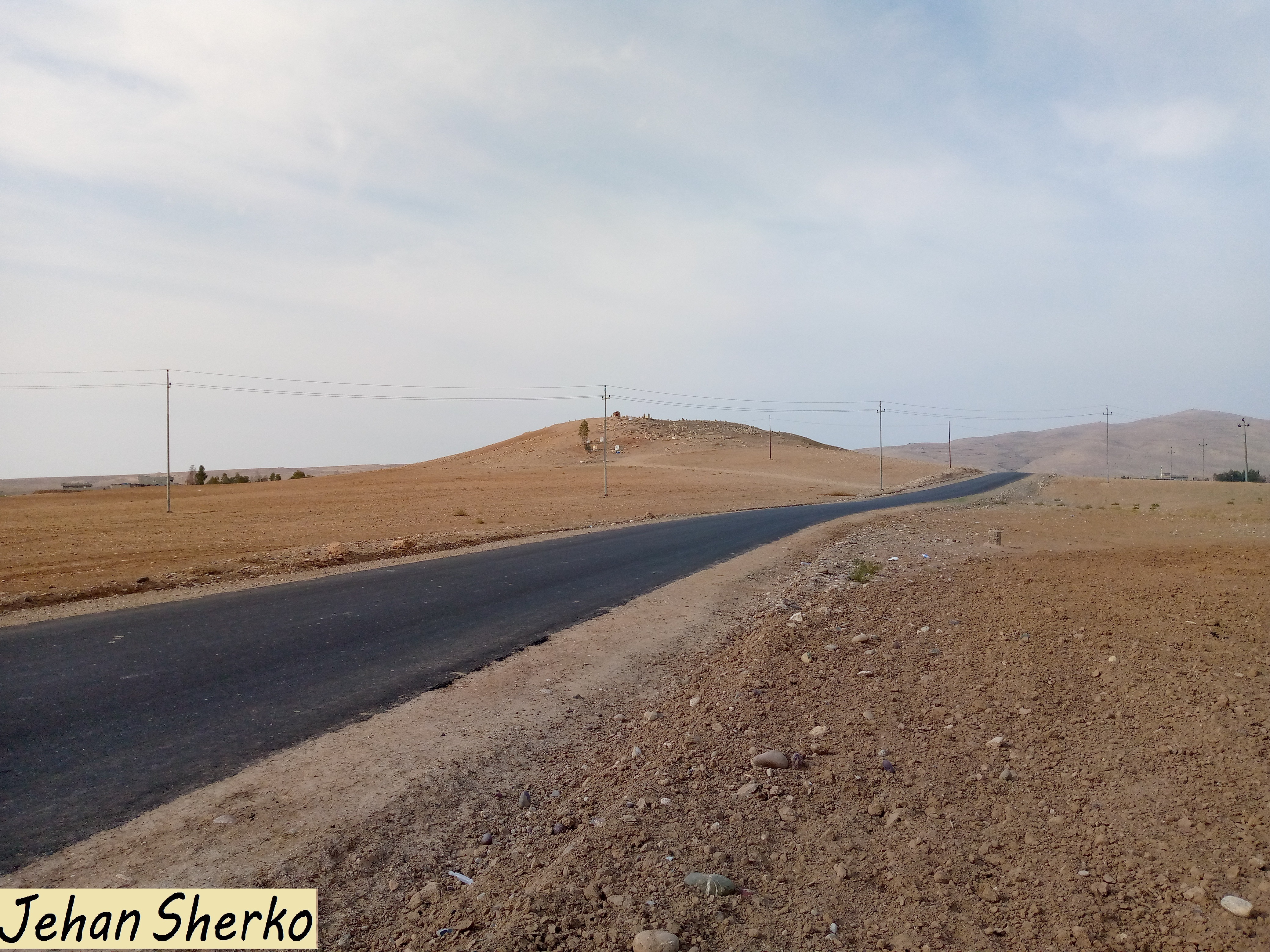
تل شينا
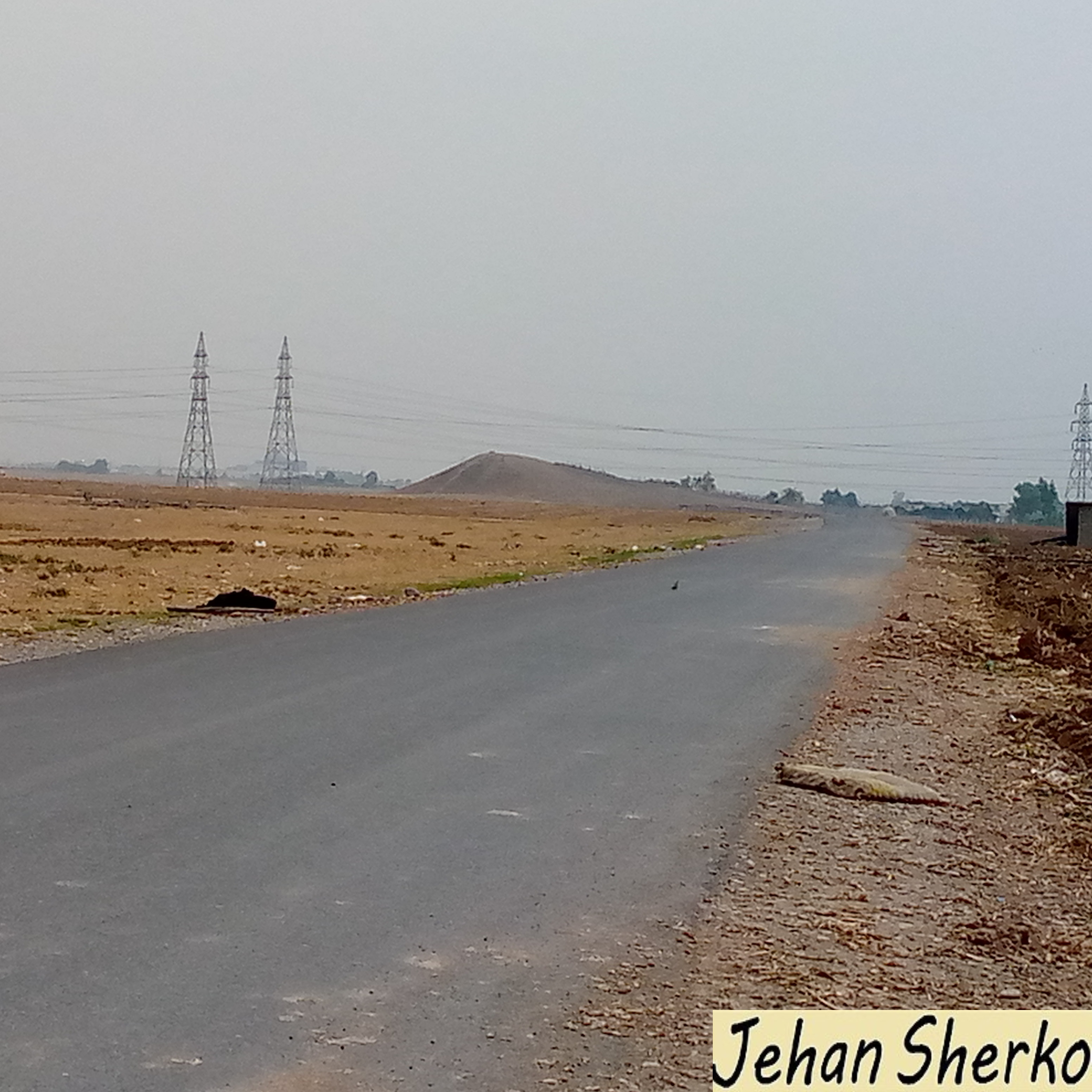
تل بيريات
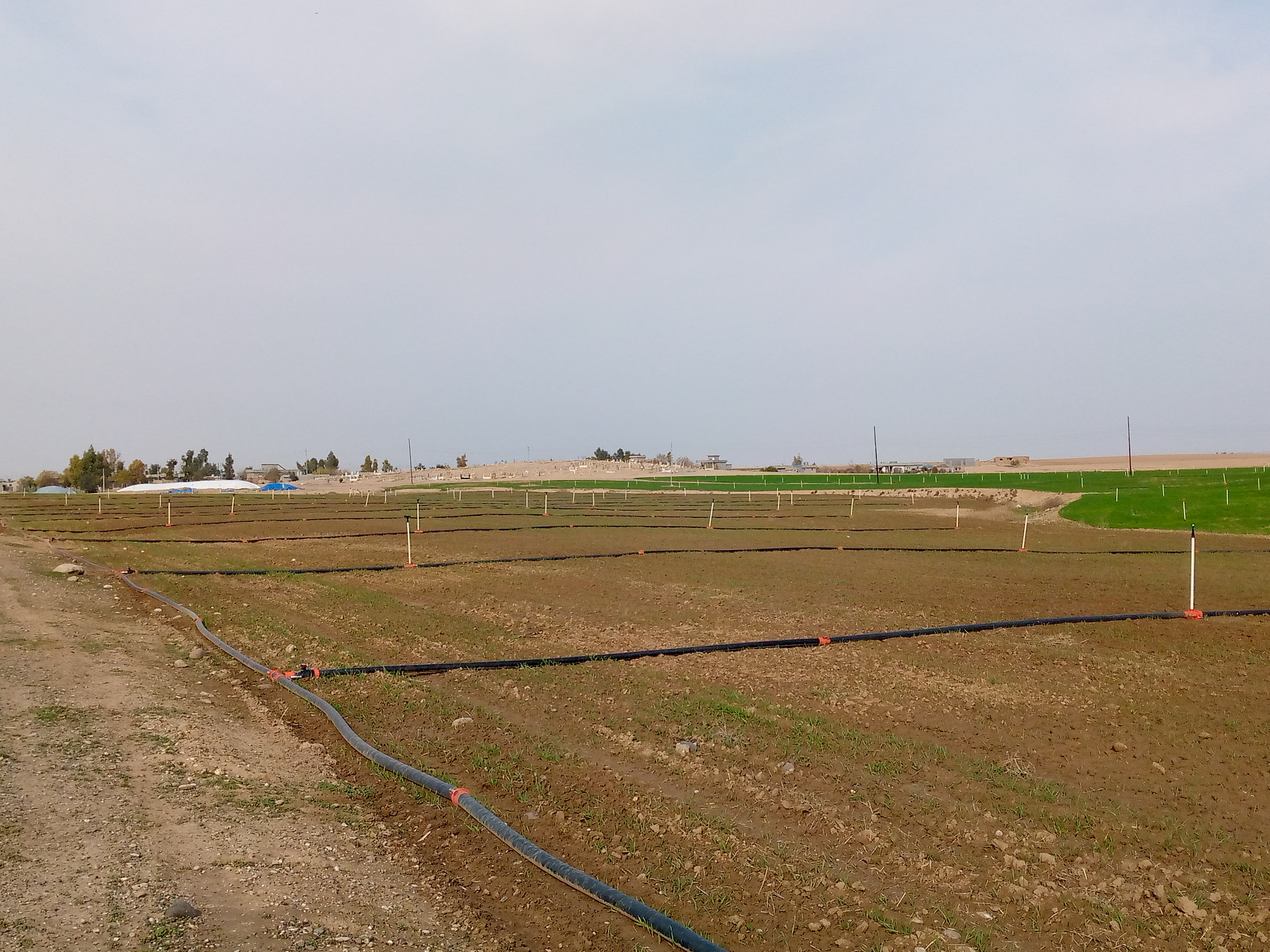
تل كوزابنكا
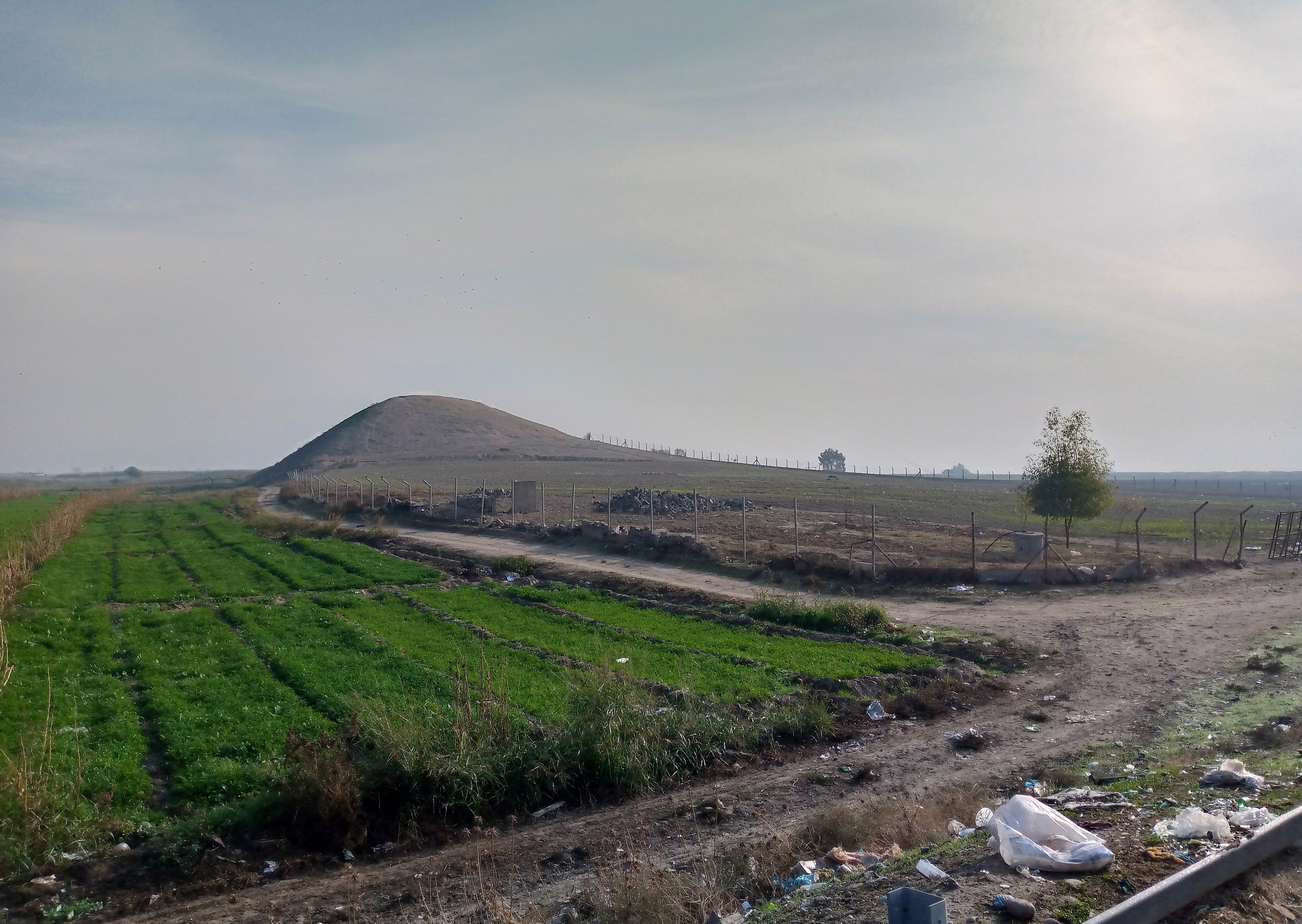
تل جمكه
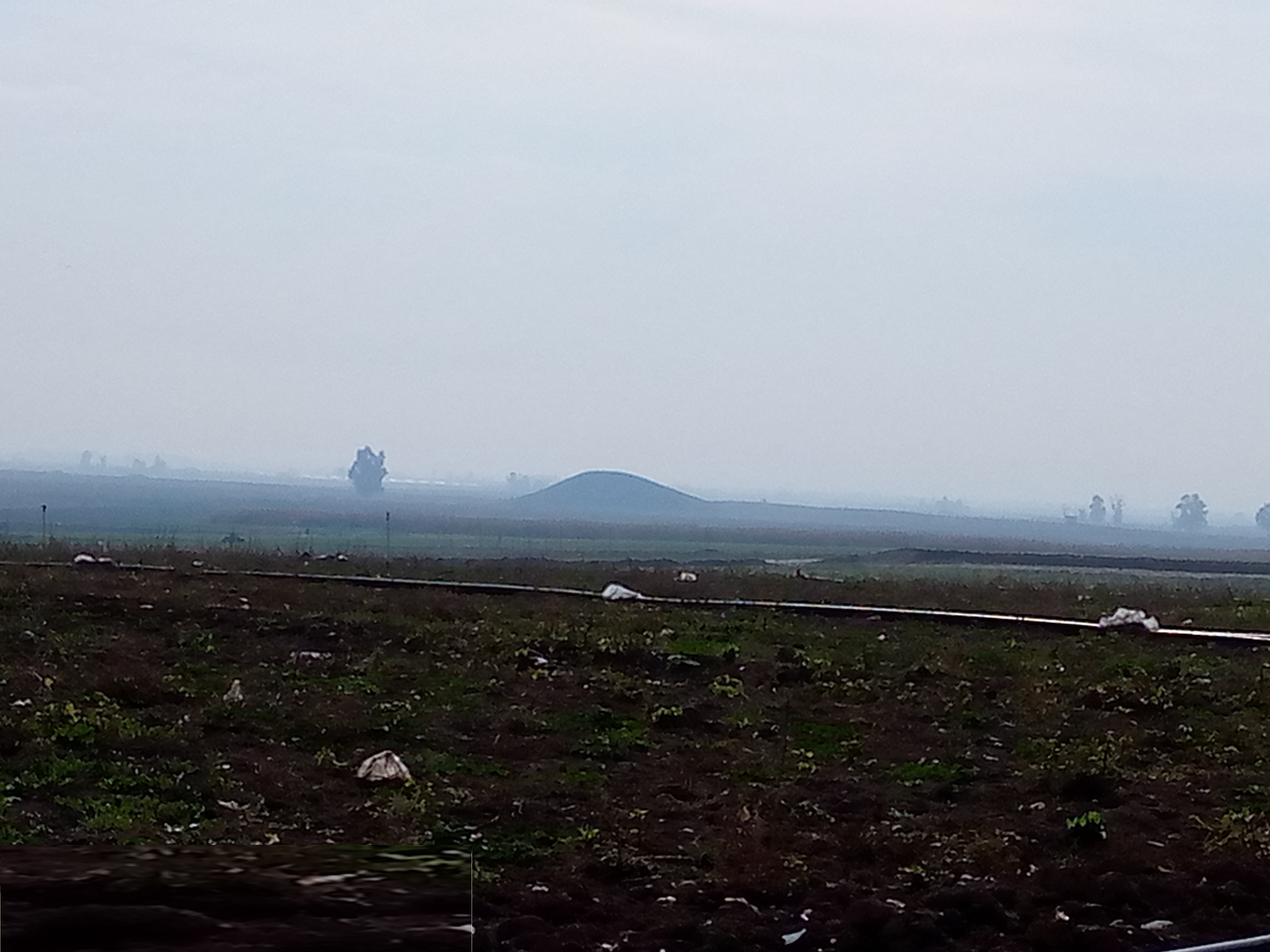
تل بابا جعفر
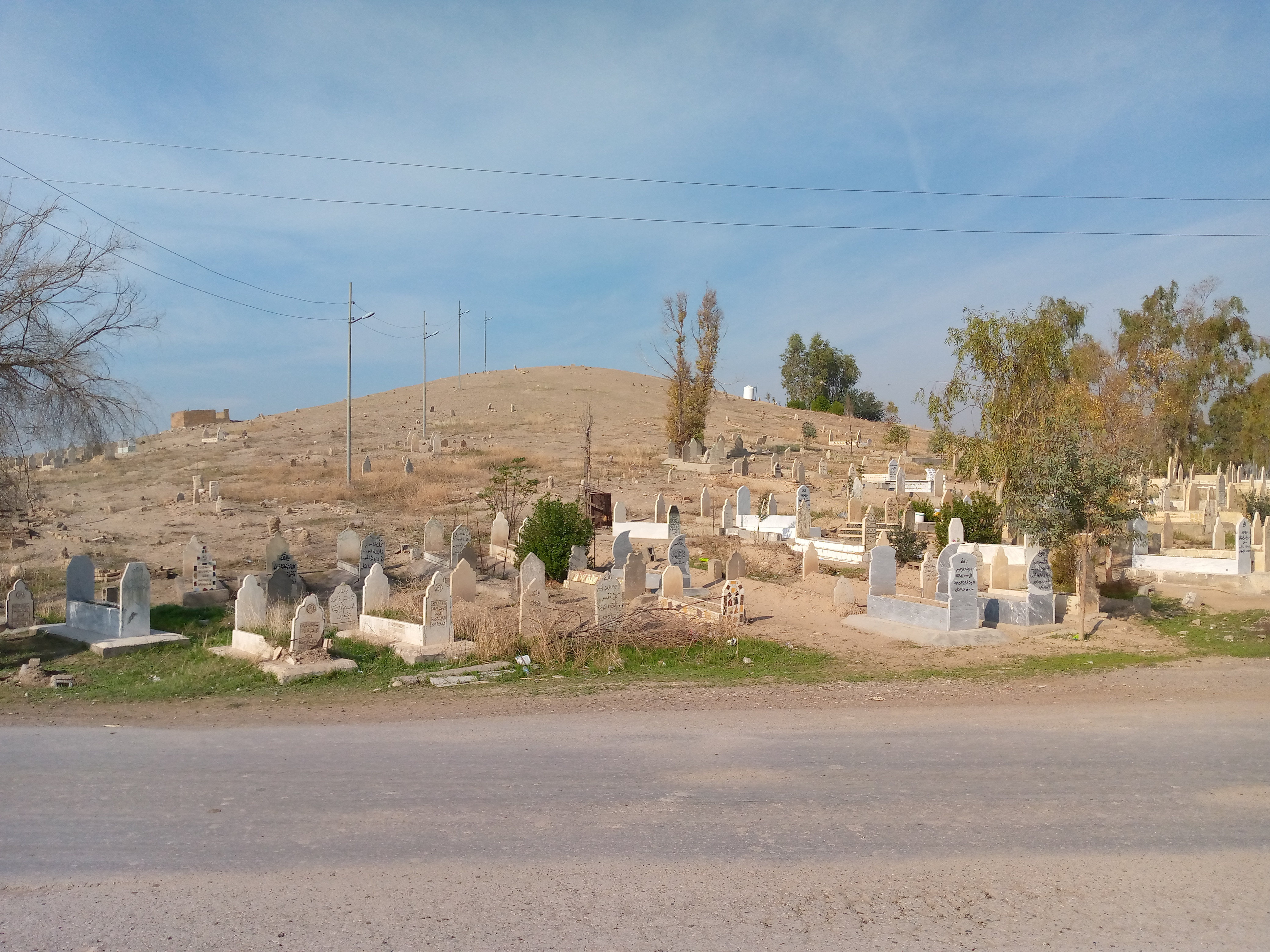
تل سويري
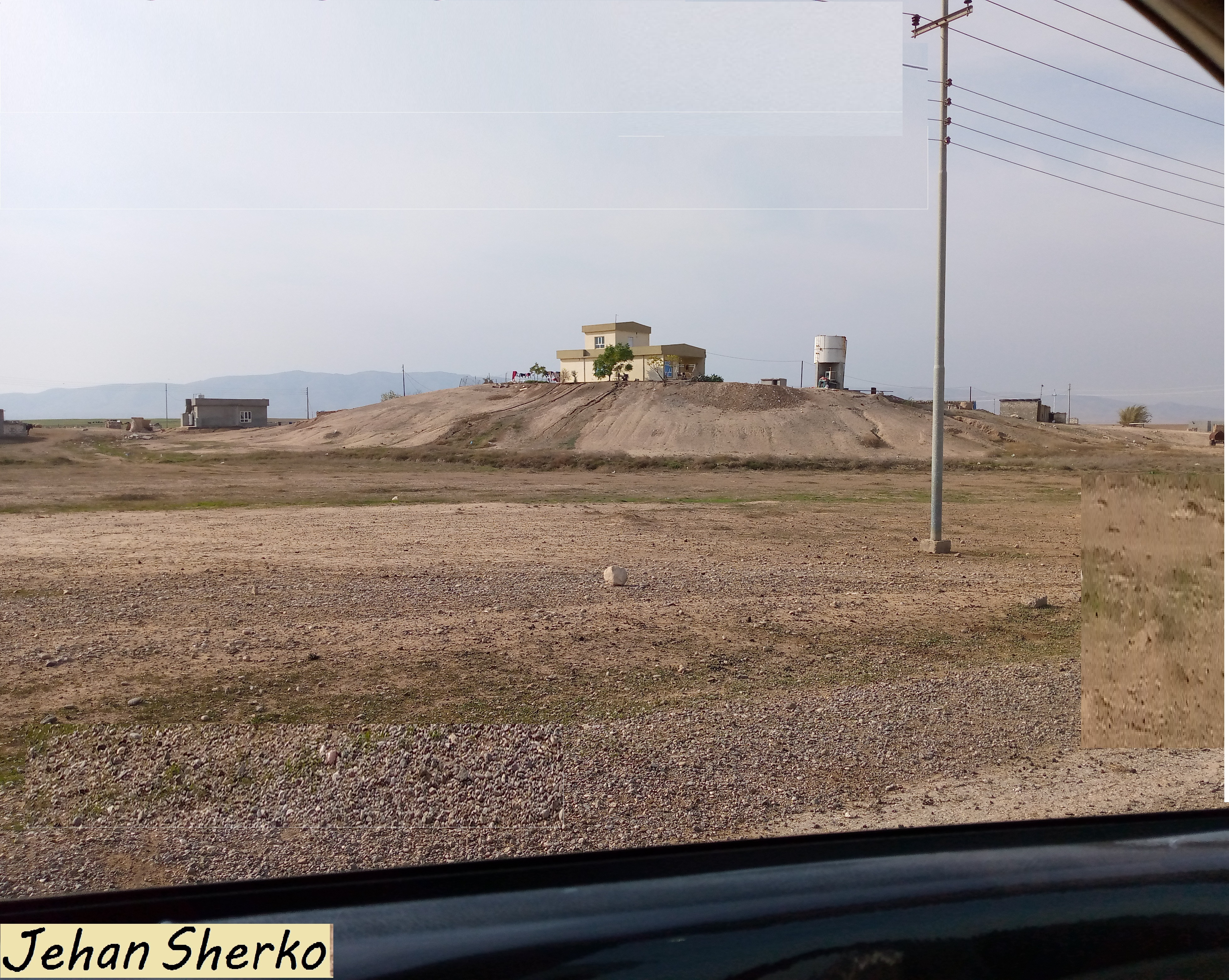
تل كومى
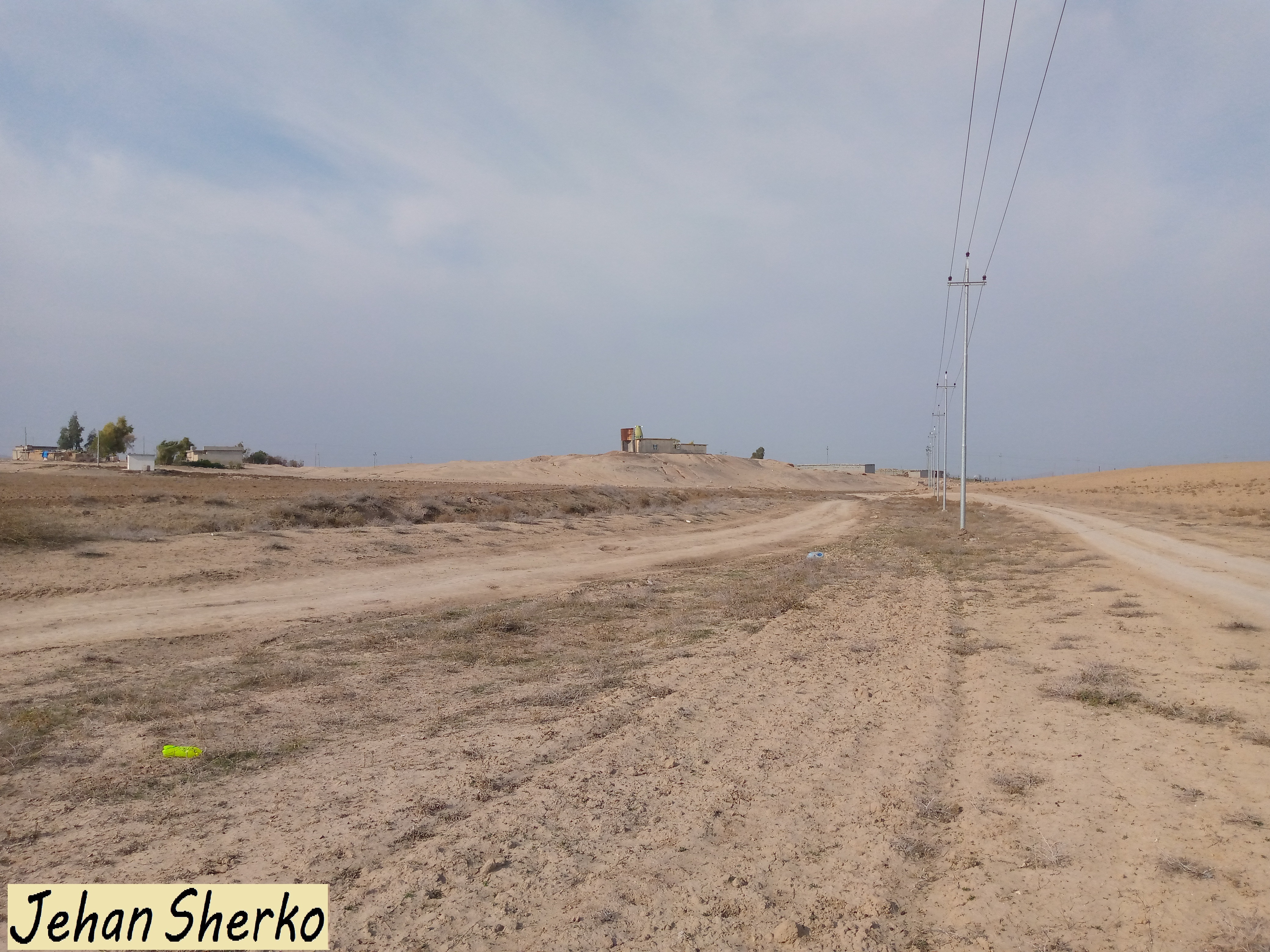
تل حسن بك
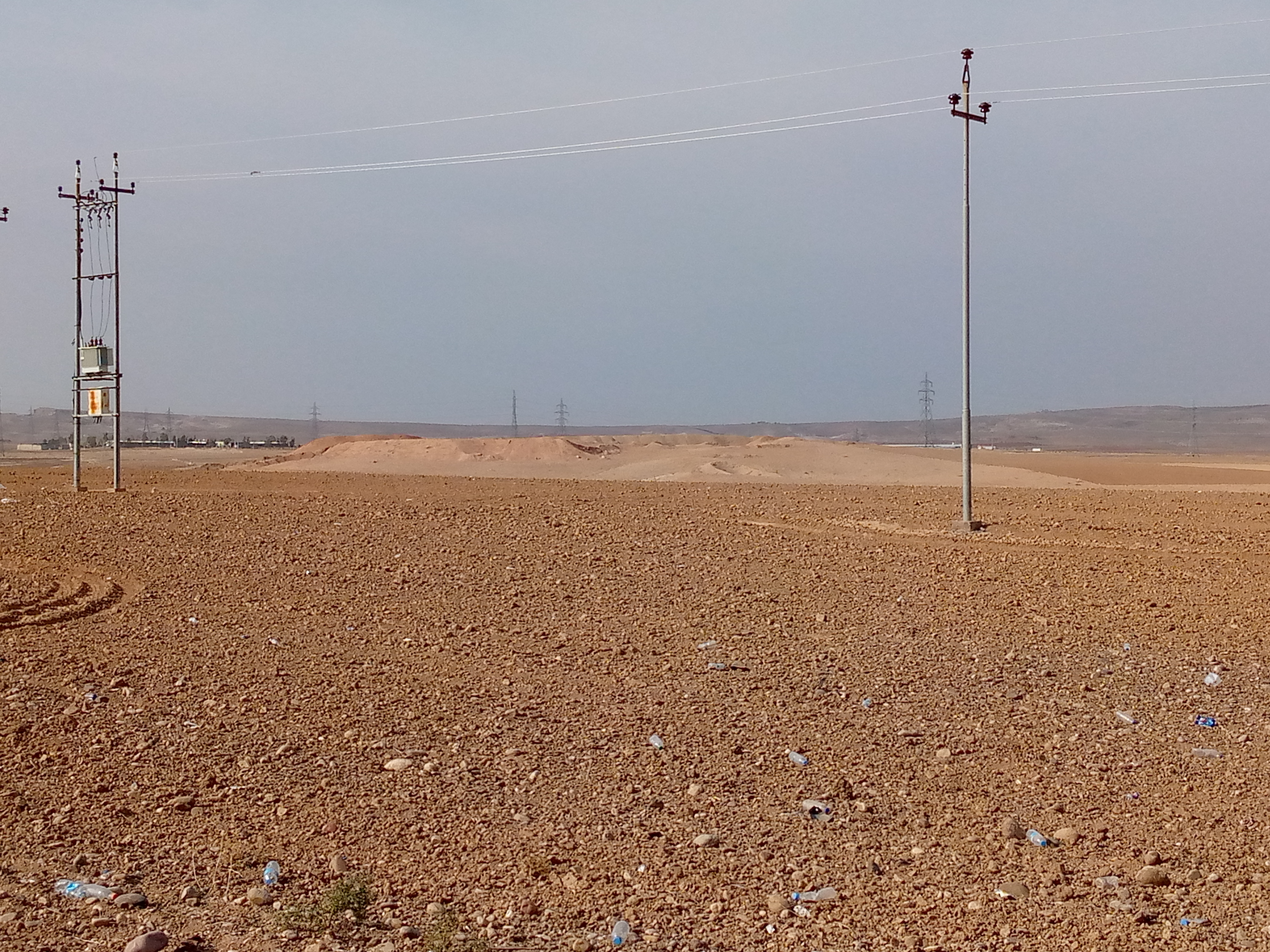
تل كندال يارمجه
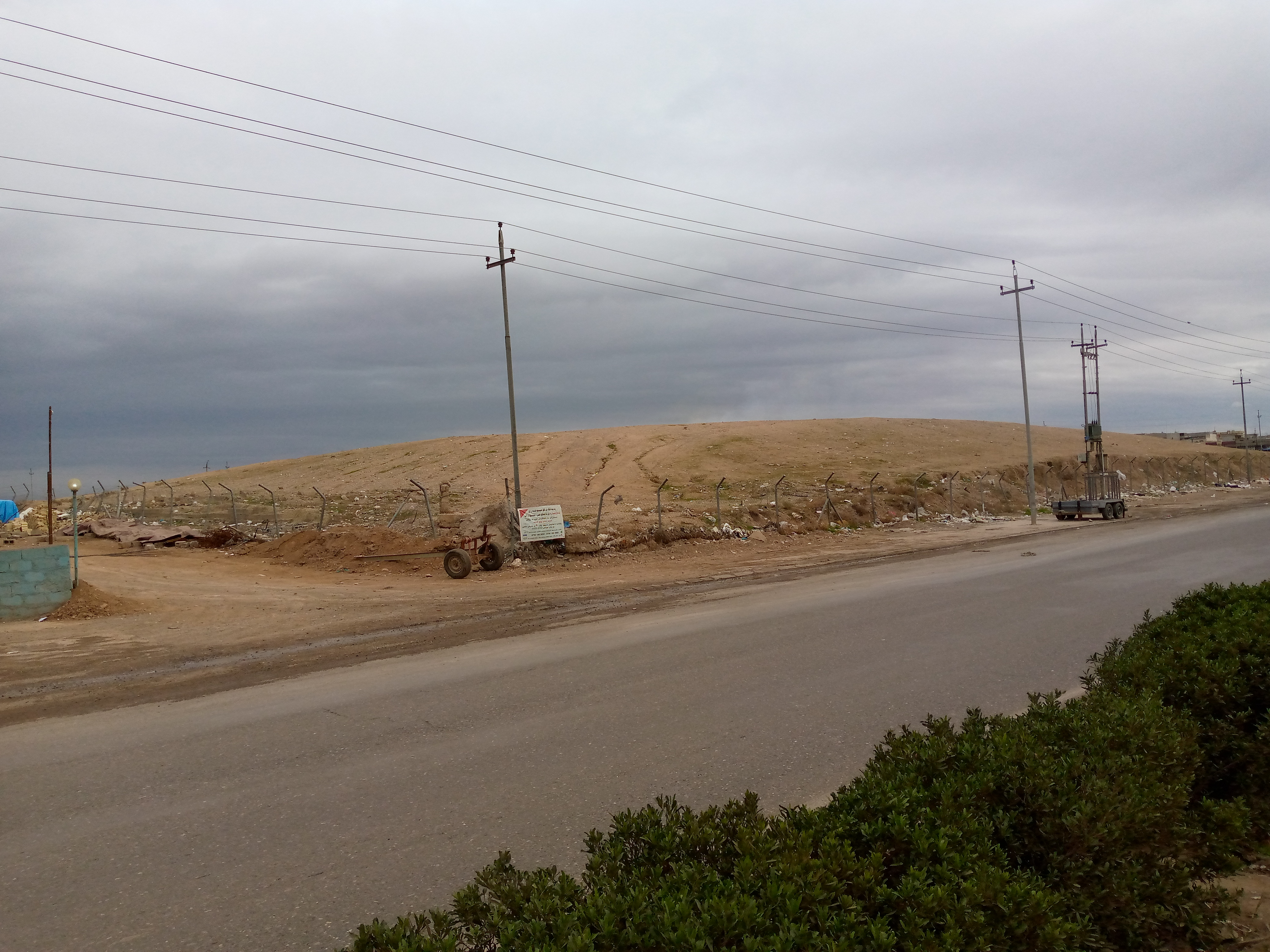
تل شيخ احمد (طريق مخمور)
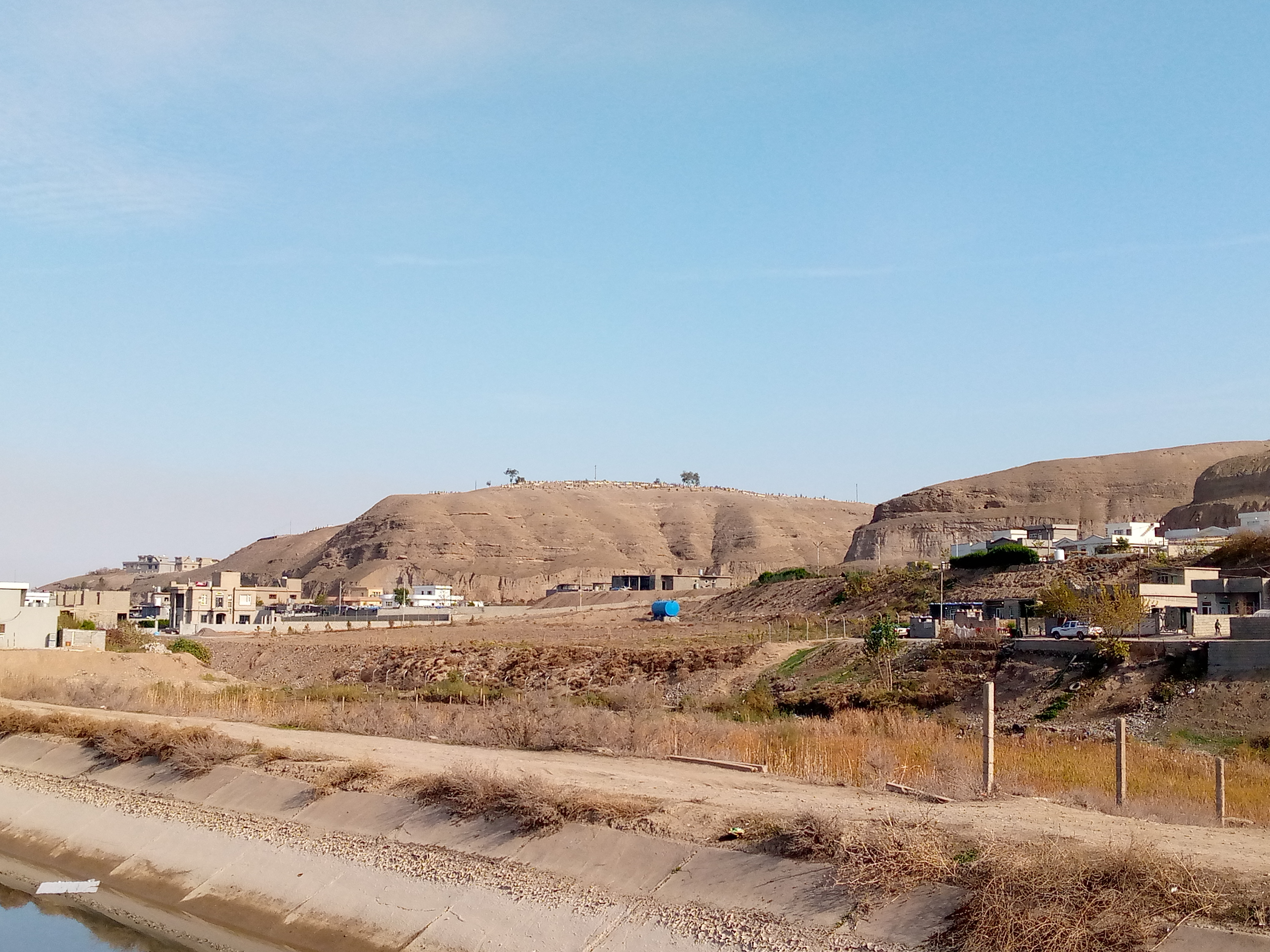
تل باستام
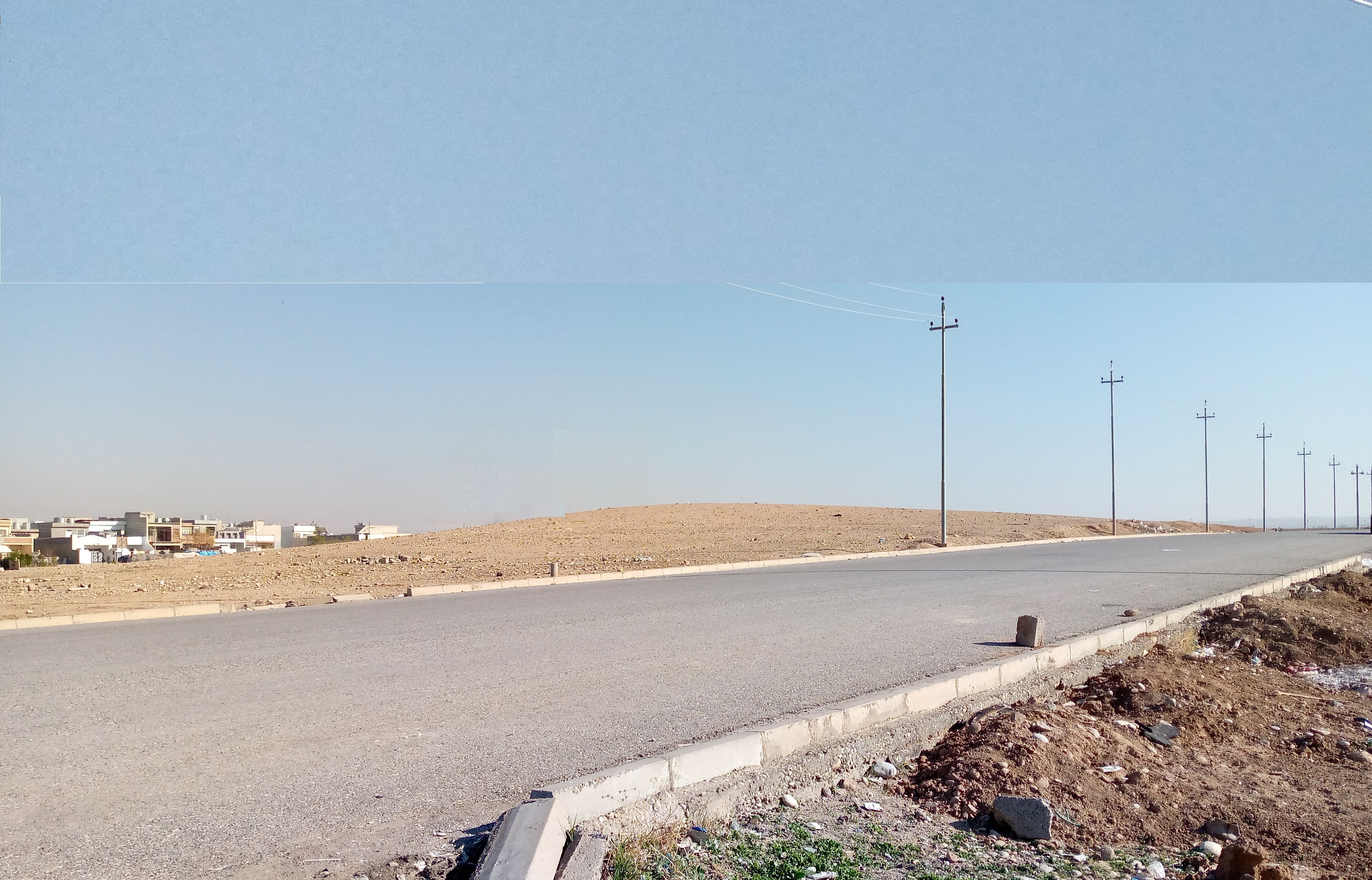
تل علي مولان
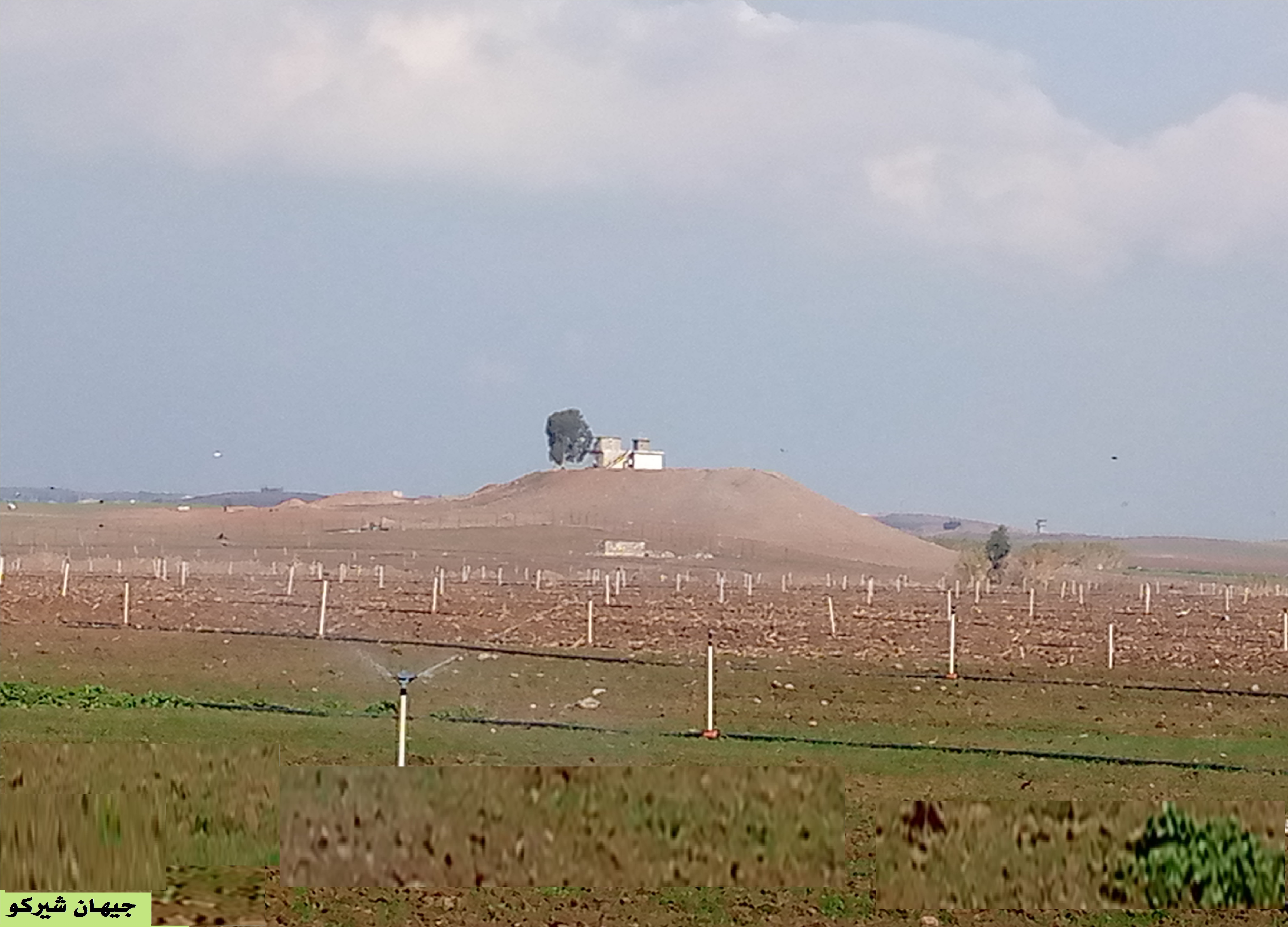
تل حاجي لر
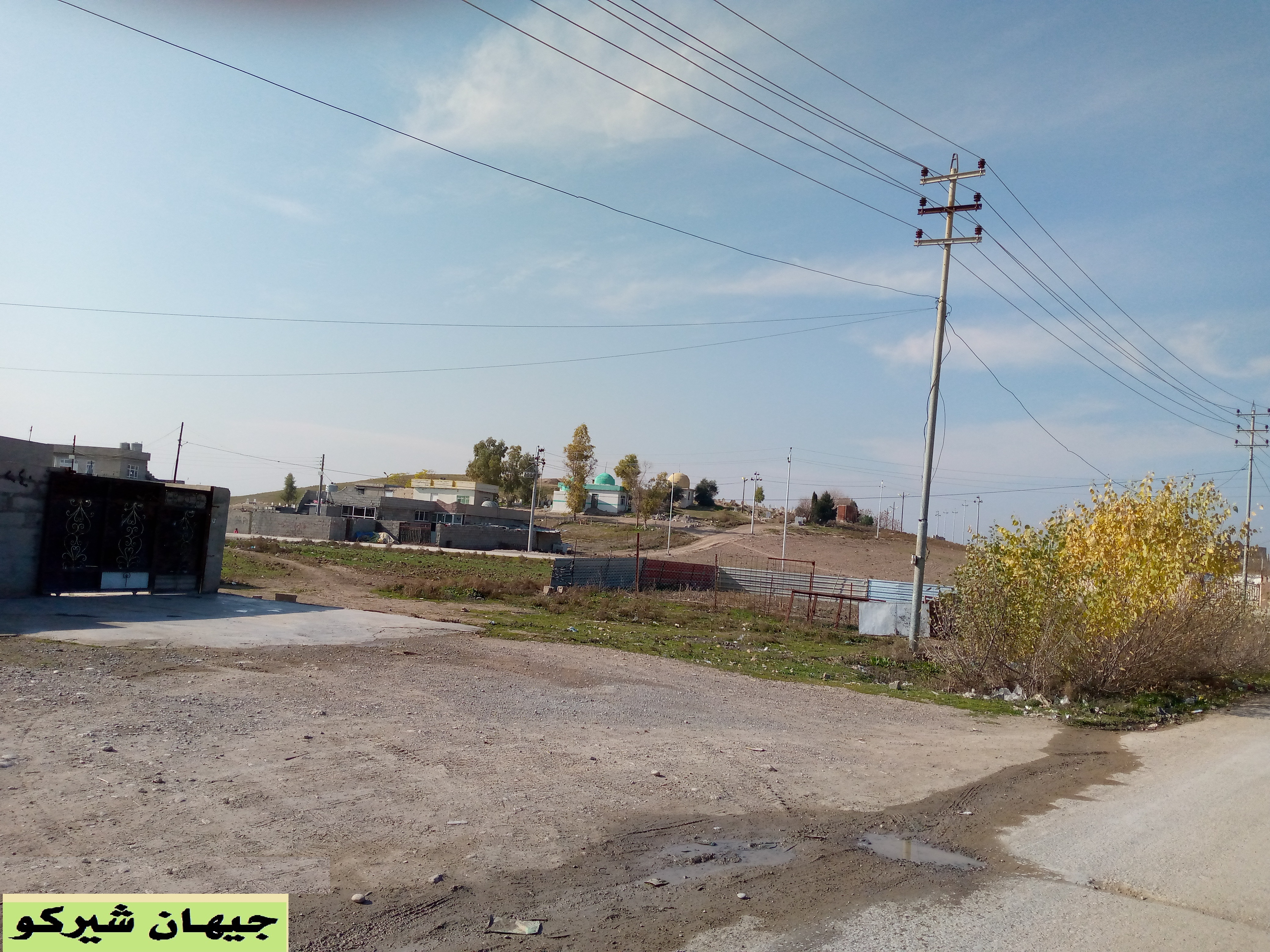
تل قلاجوغان
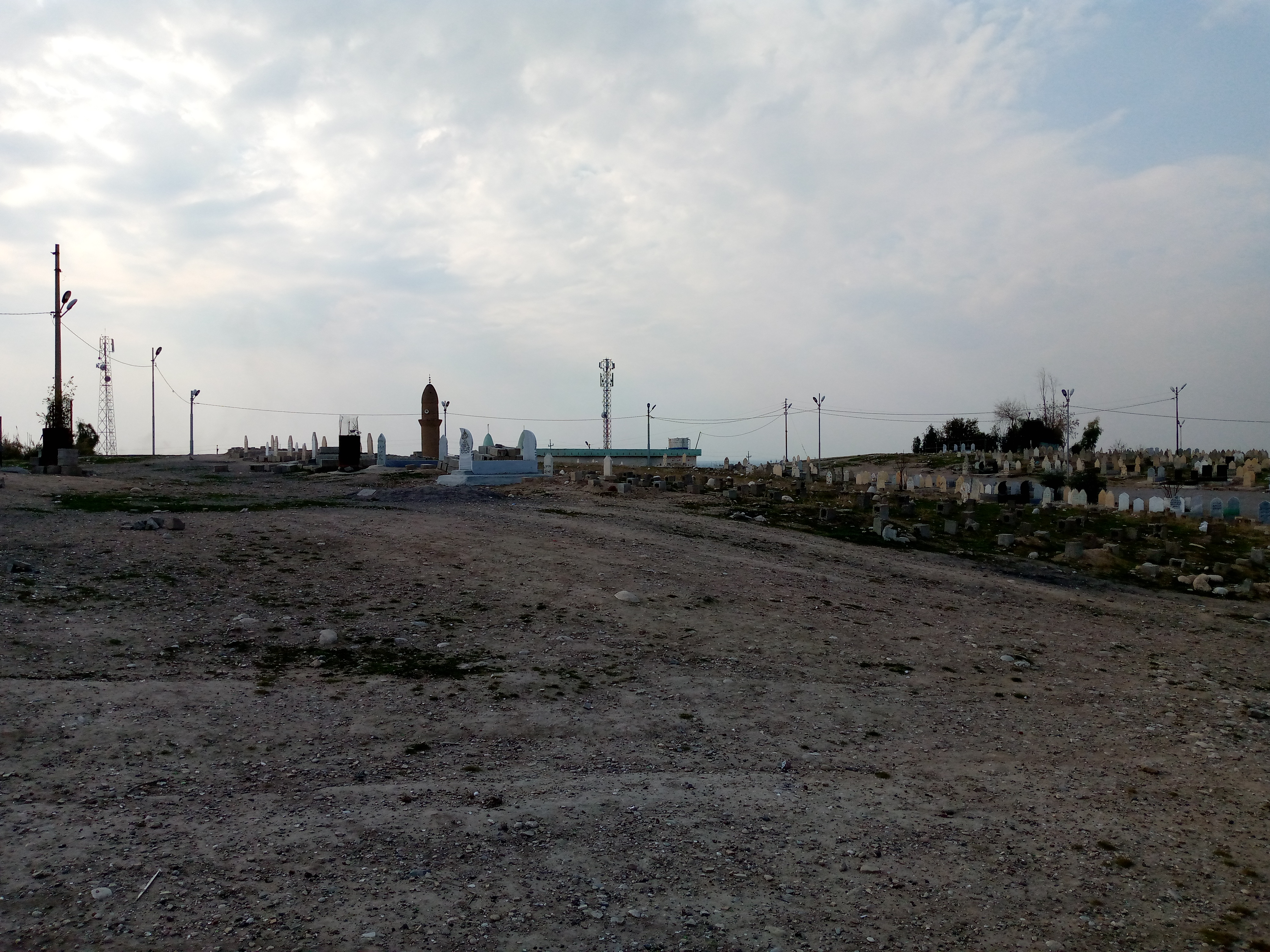
تل كزنة
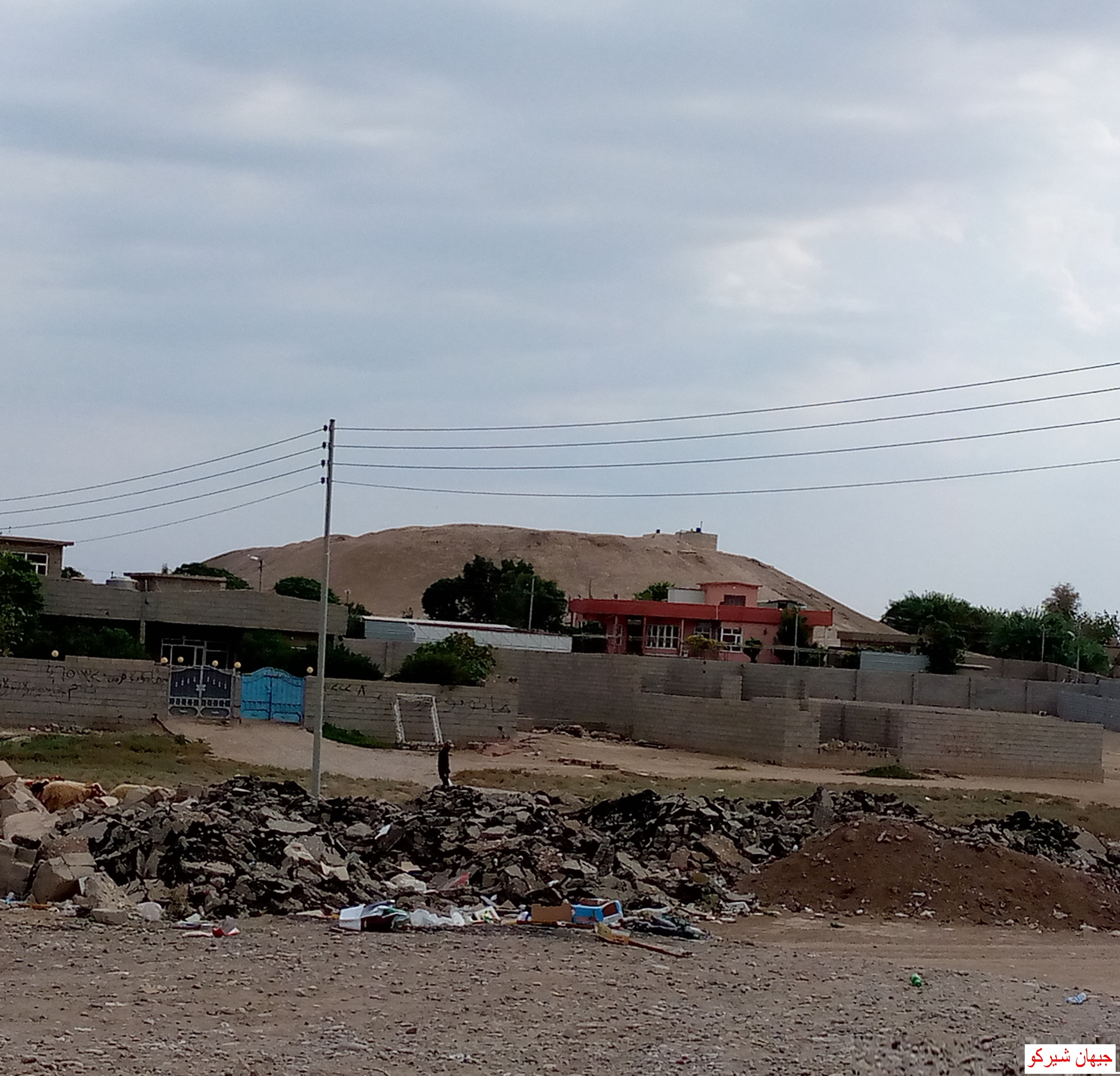
تل قورشاغلو
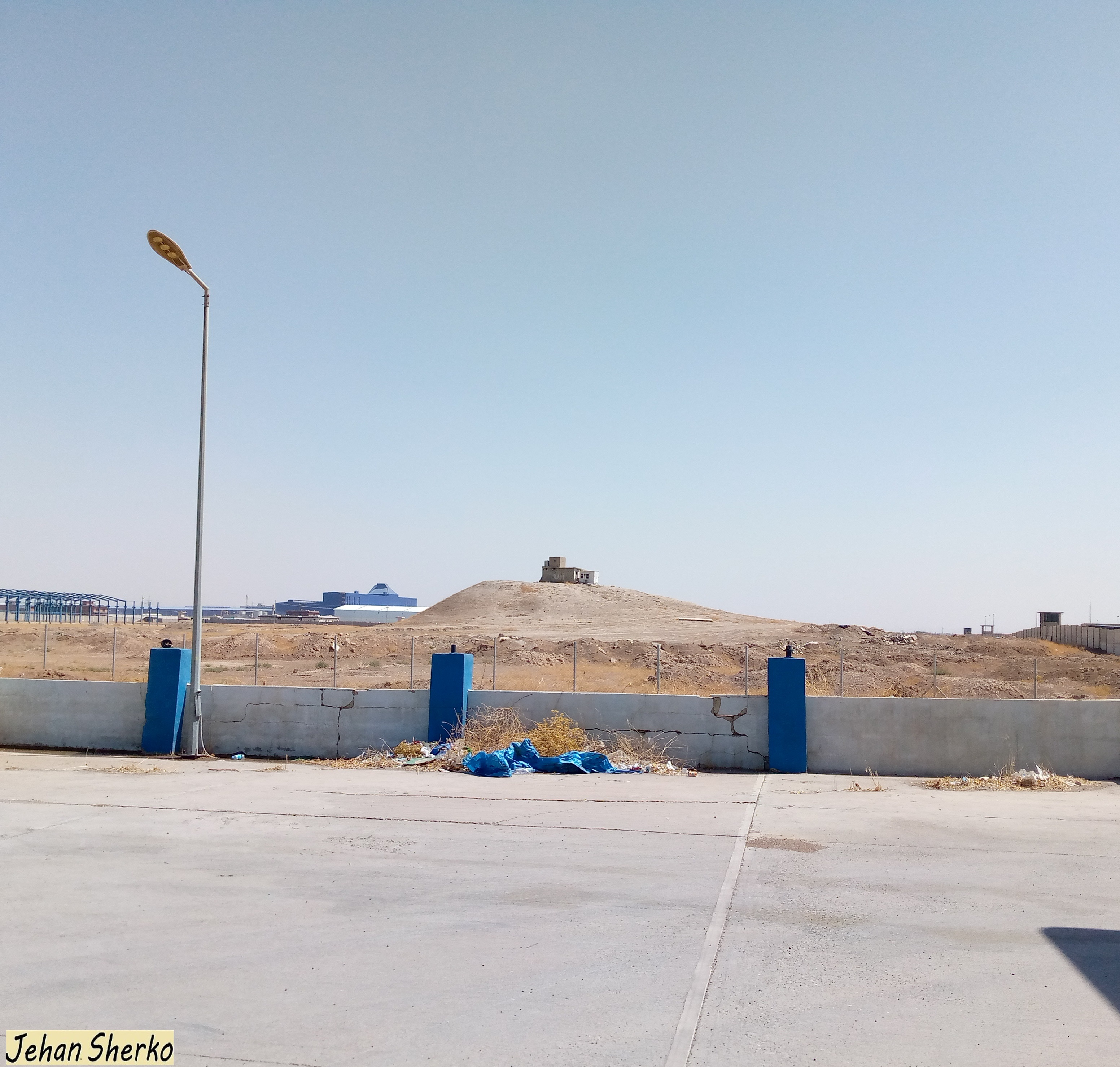
تل ساراوا
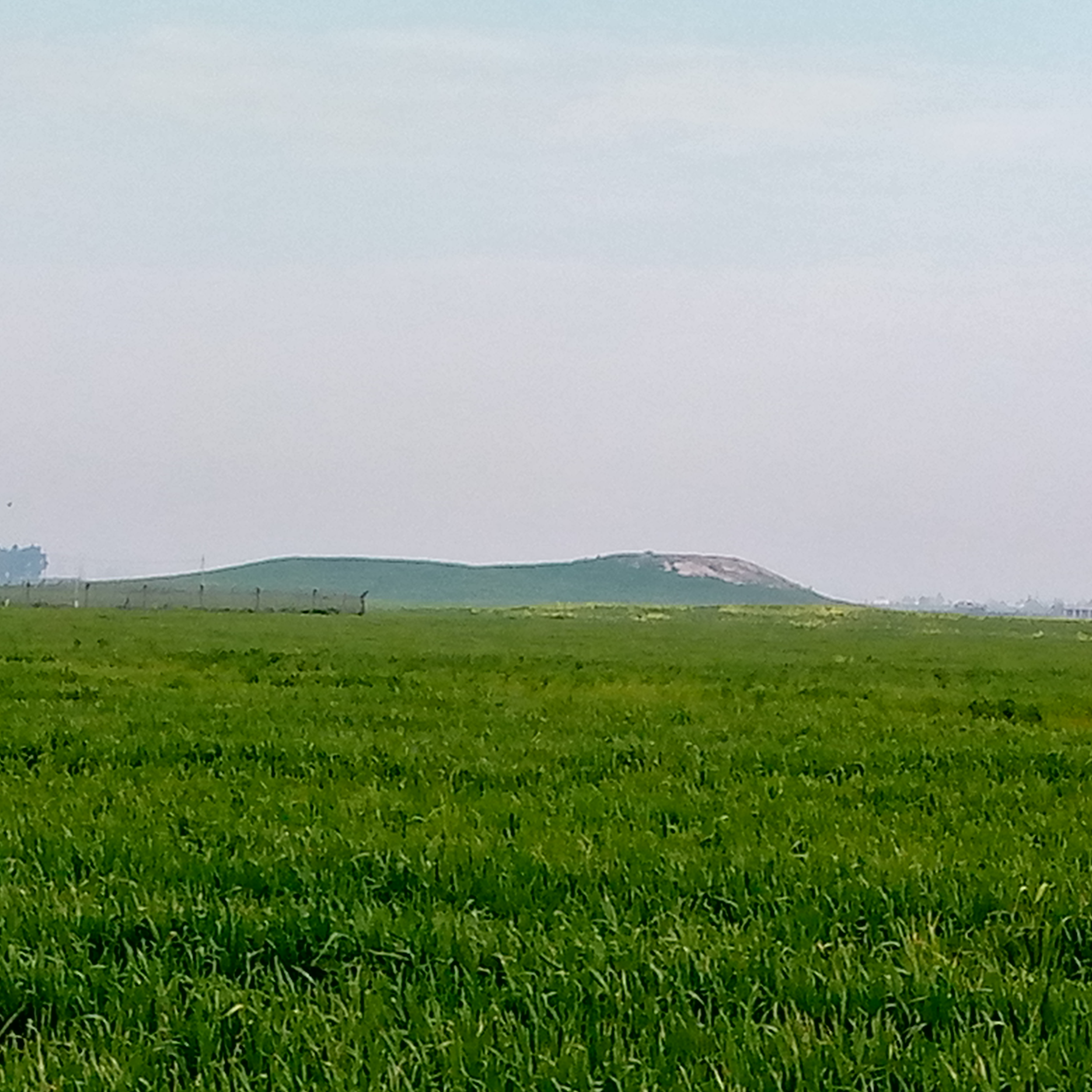
تل دوسره
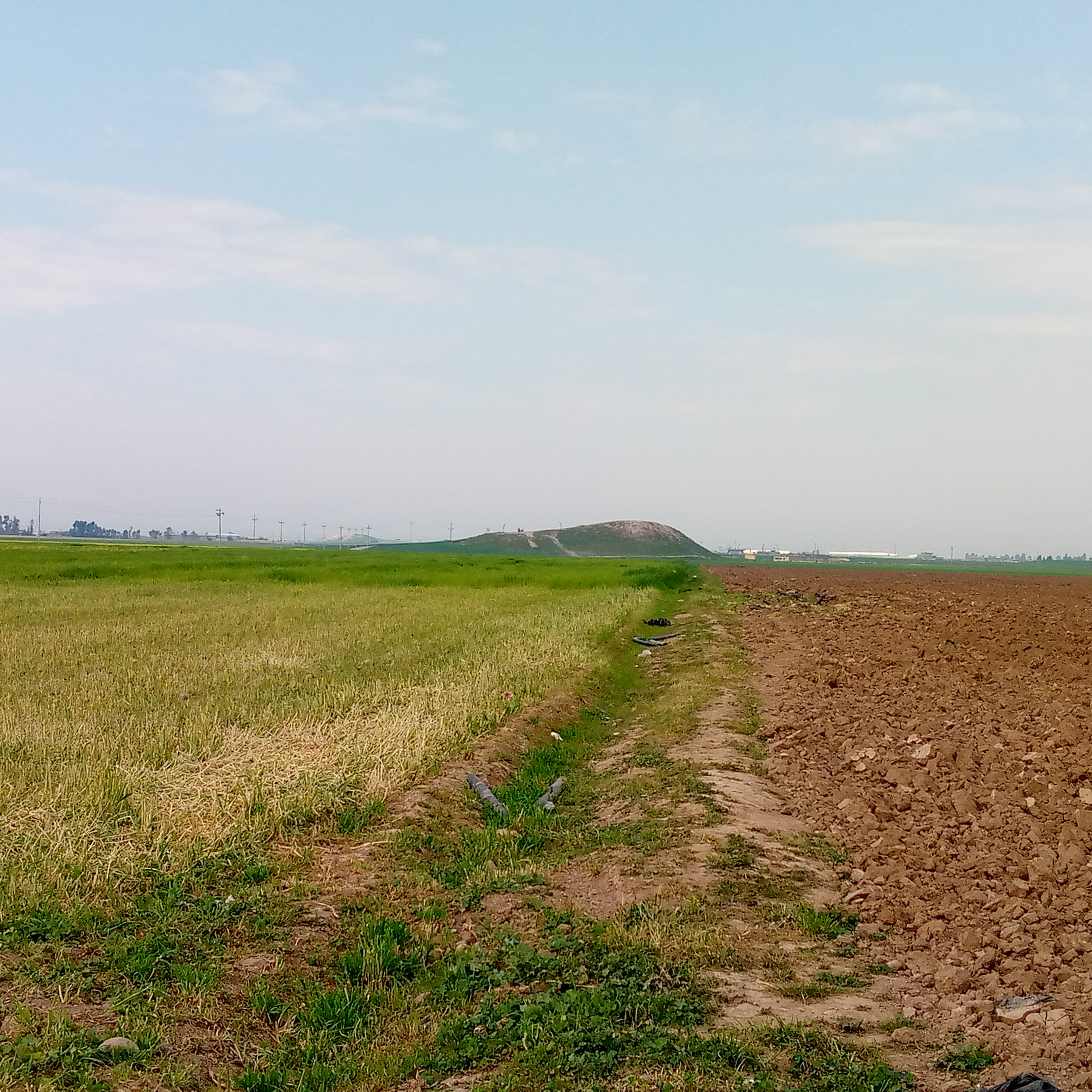
تل سيد خدر
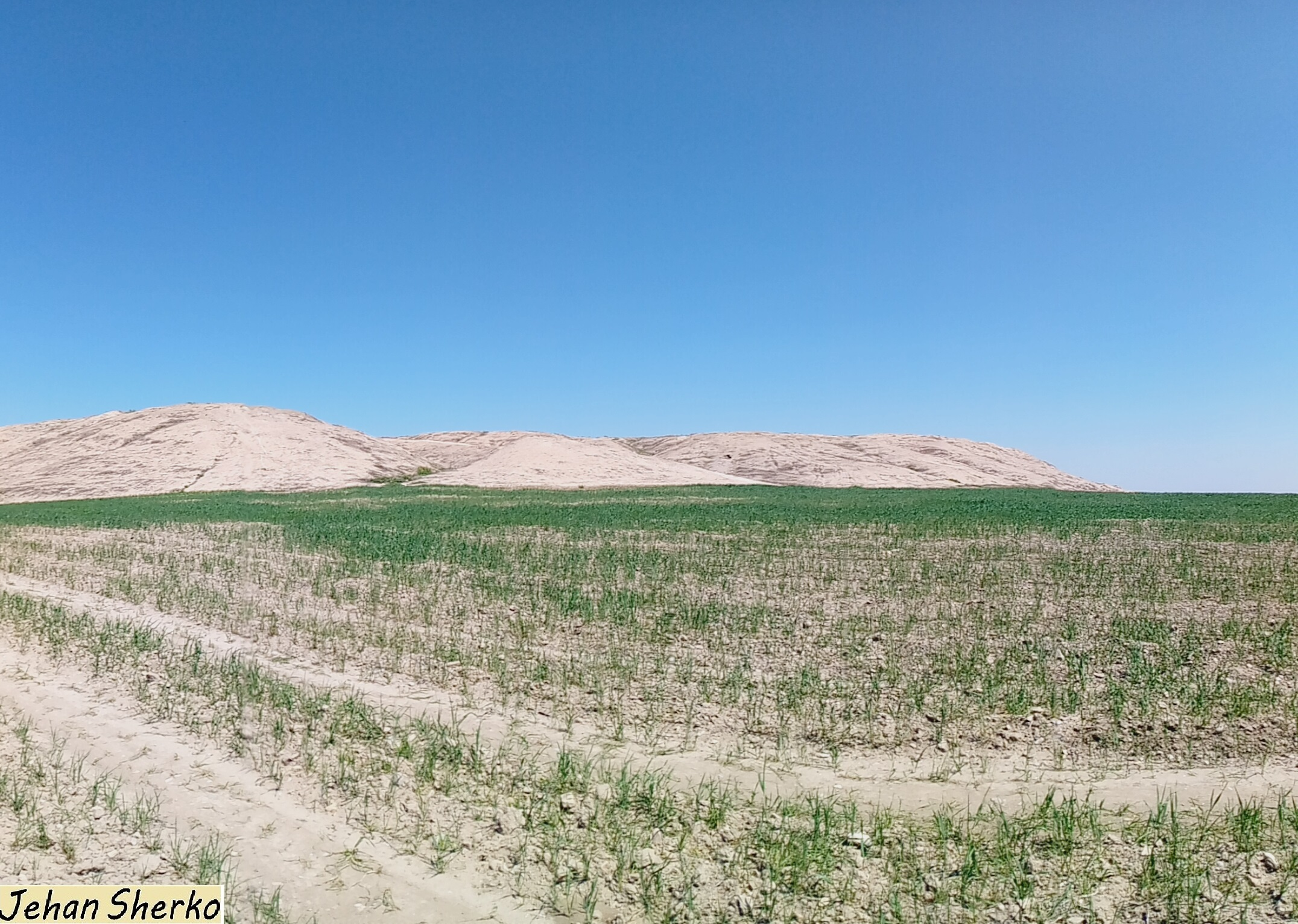
تل باشتبه
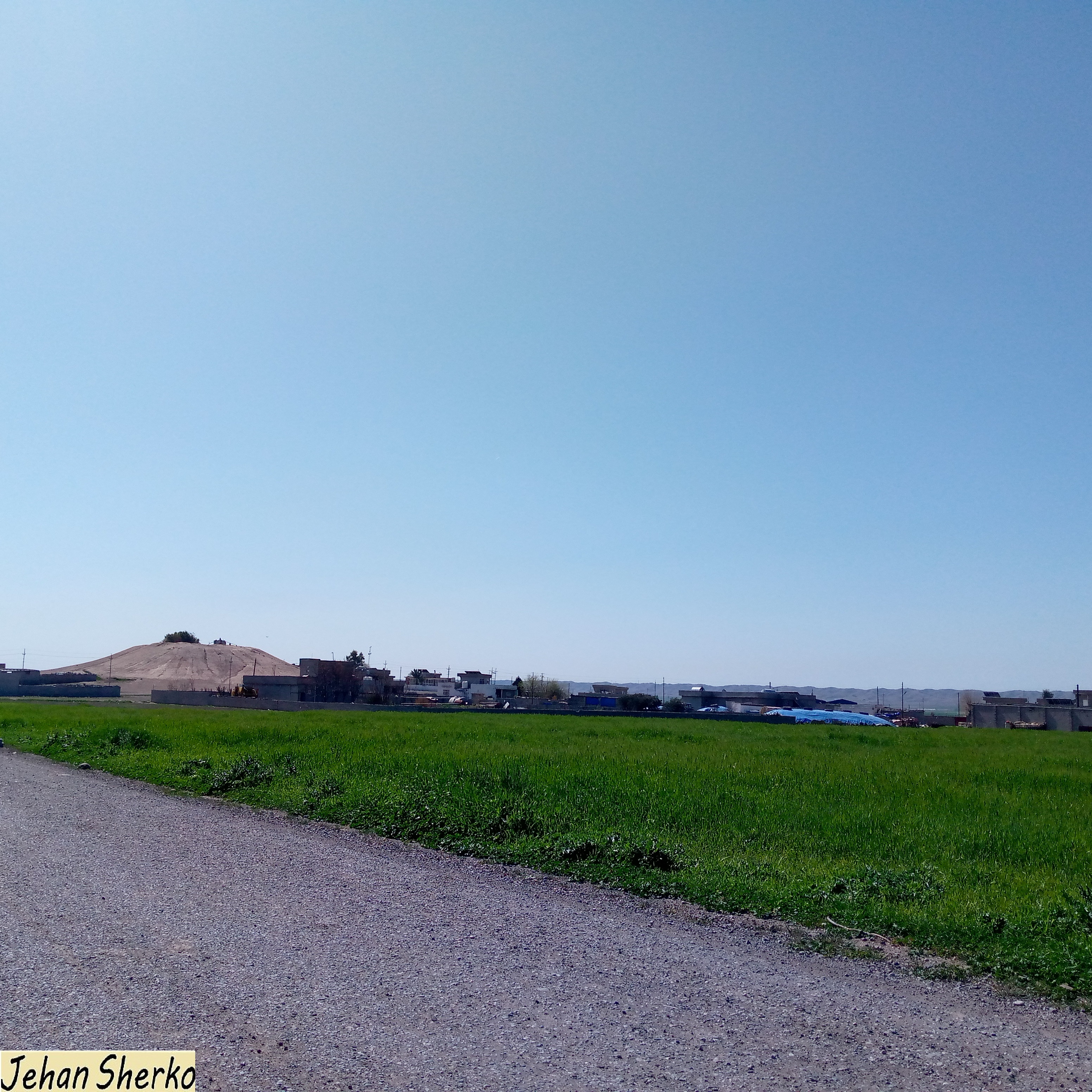
تل سوربه ش خدر
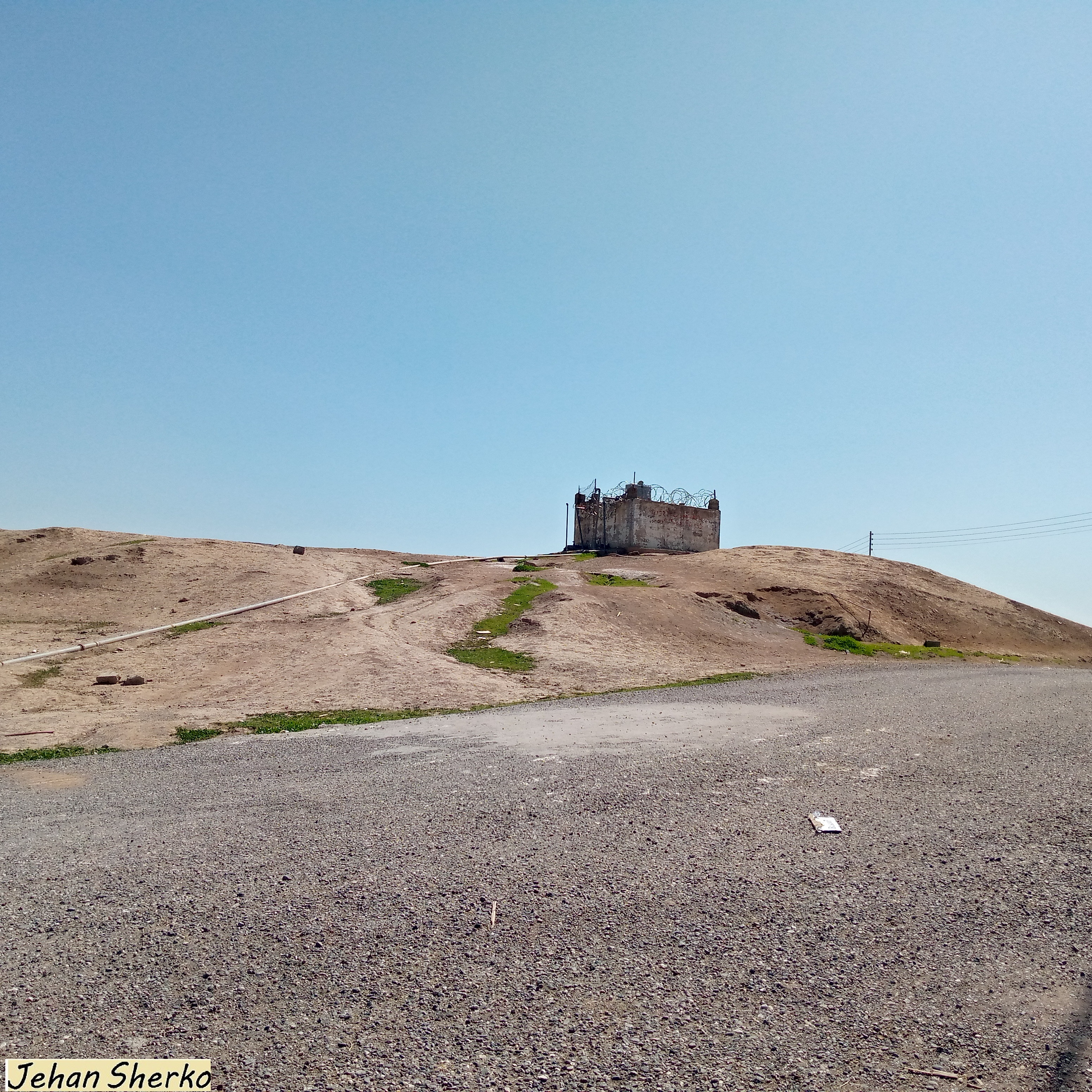
تل قازى خانه

## الأكتِشافات الأثَرية

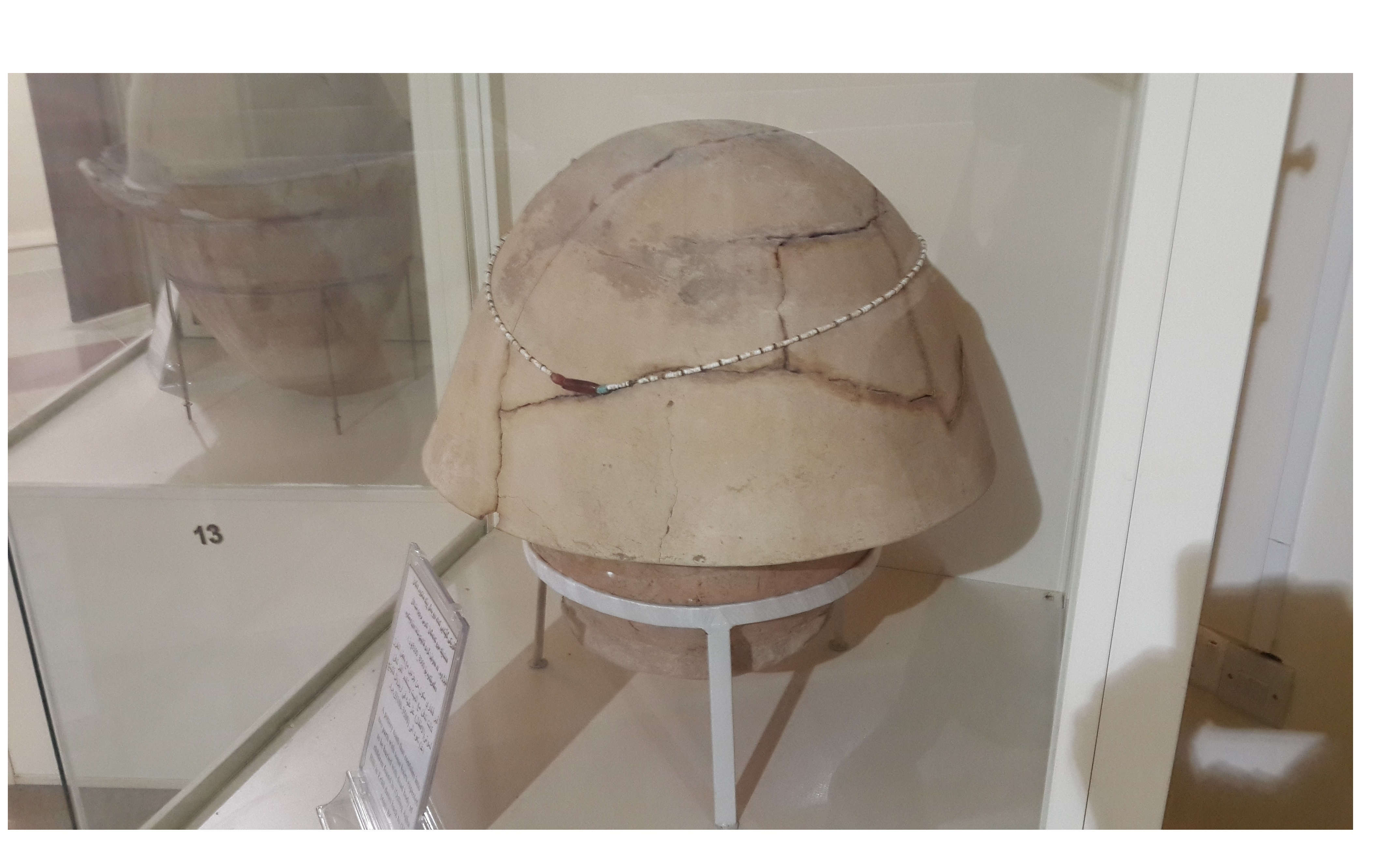
قبر فخاري عثر عليه في تل قالينج آغا
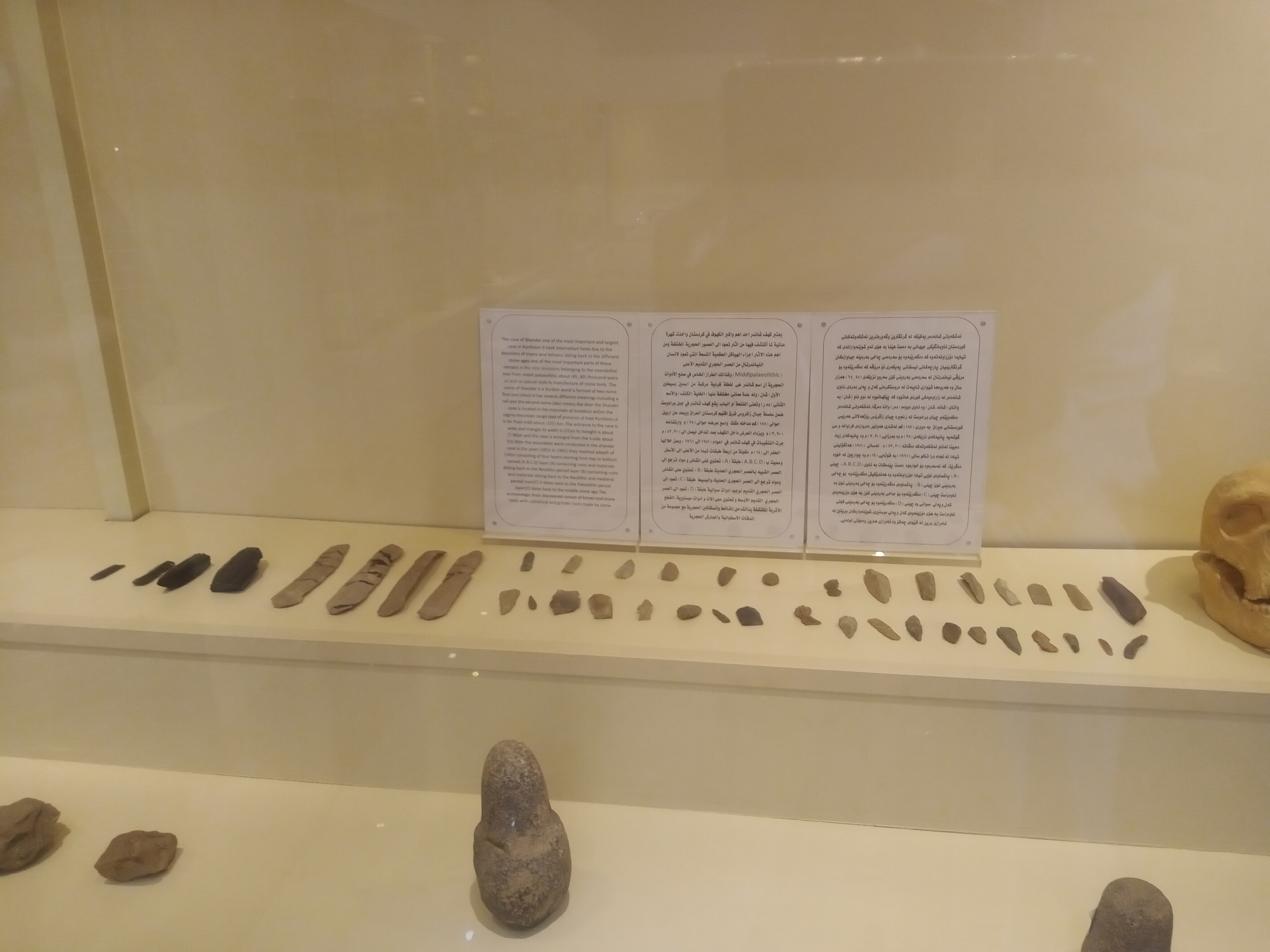
اثار كهف شانيدر في متحف أربيل الحضاري
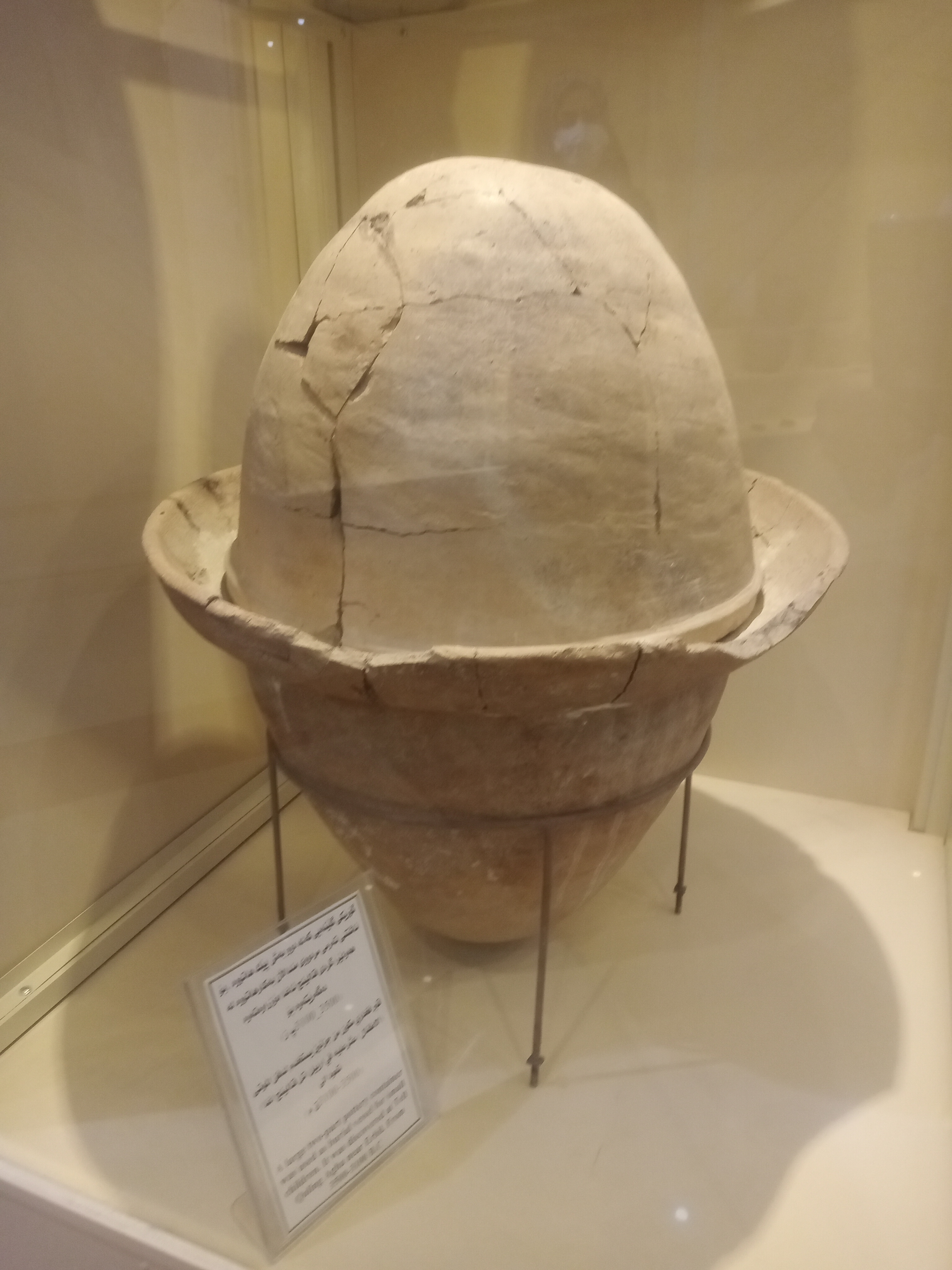
قبر فخاري عثر عليه في تل قالينج آغا
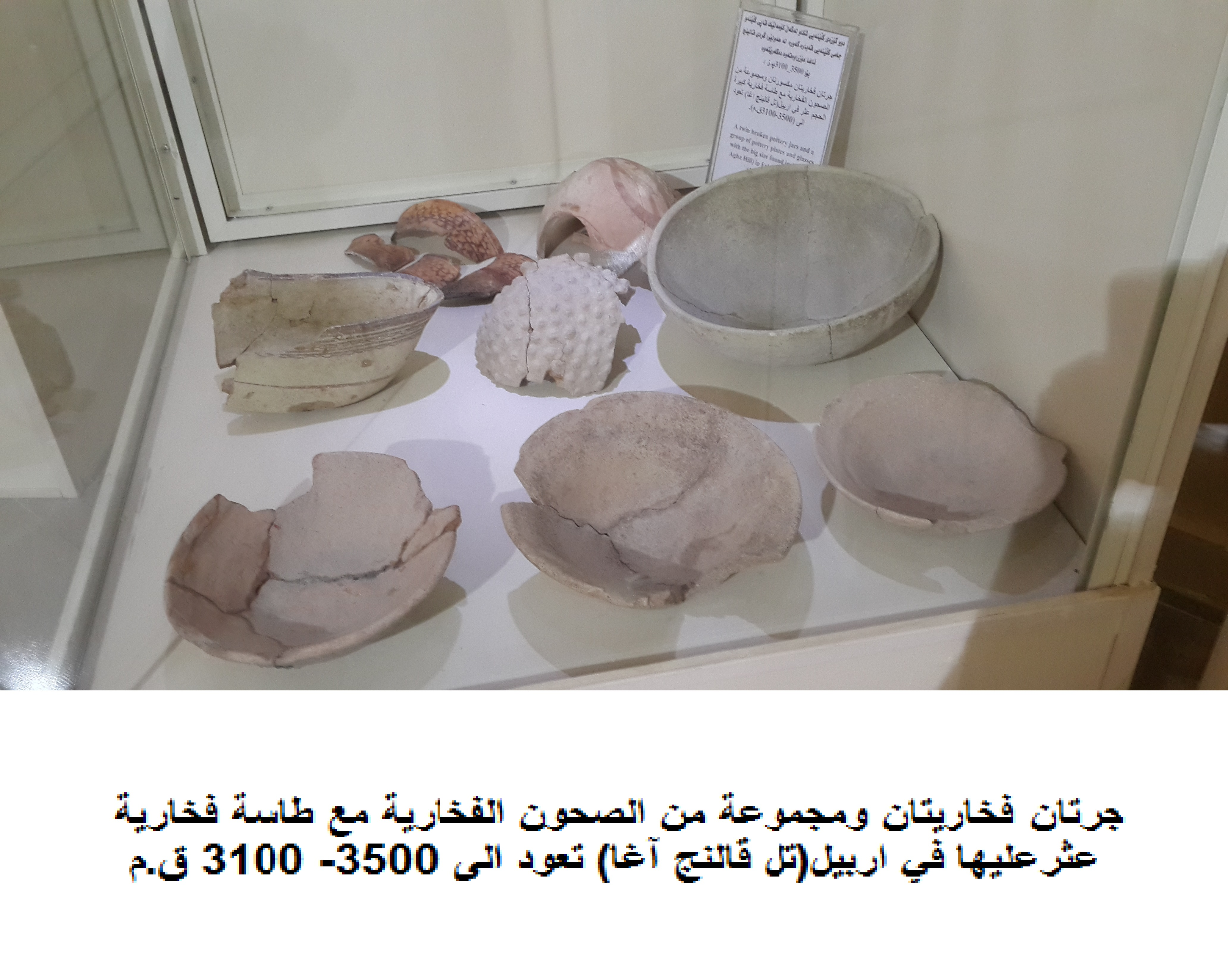
فخار تل قالينج آغا
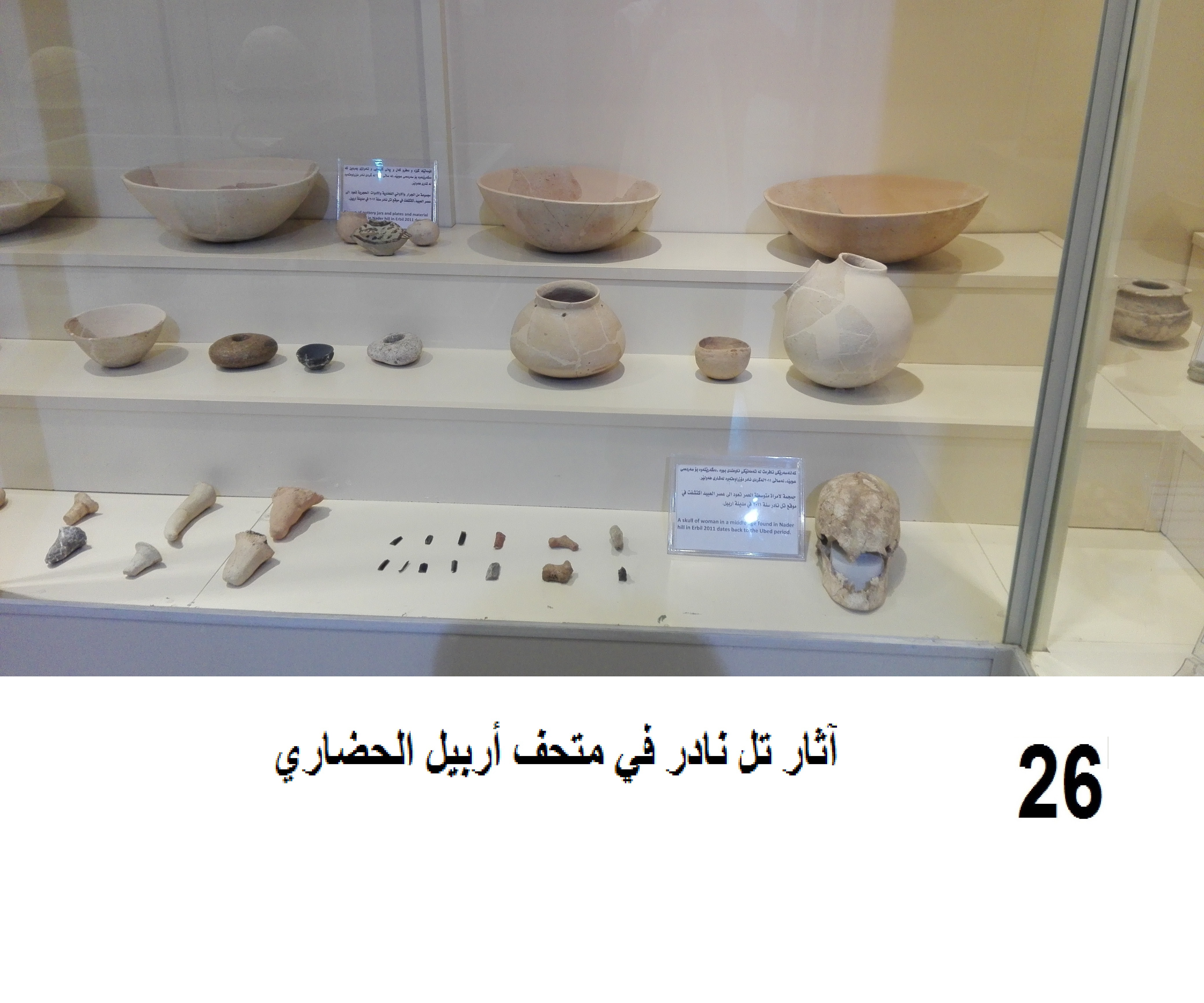
الآثار المكتشفة في تل نادر
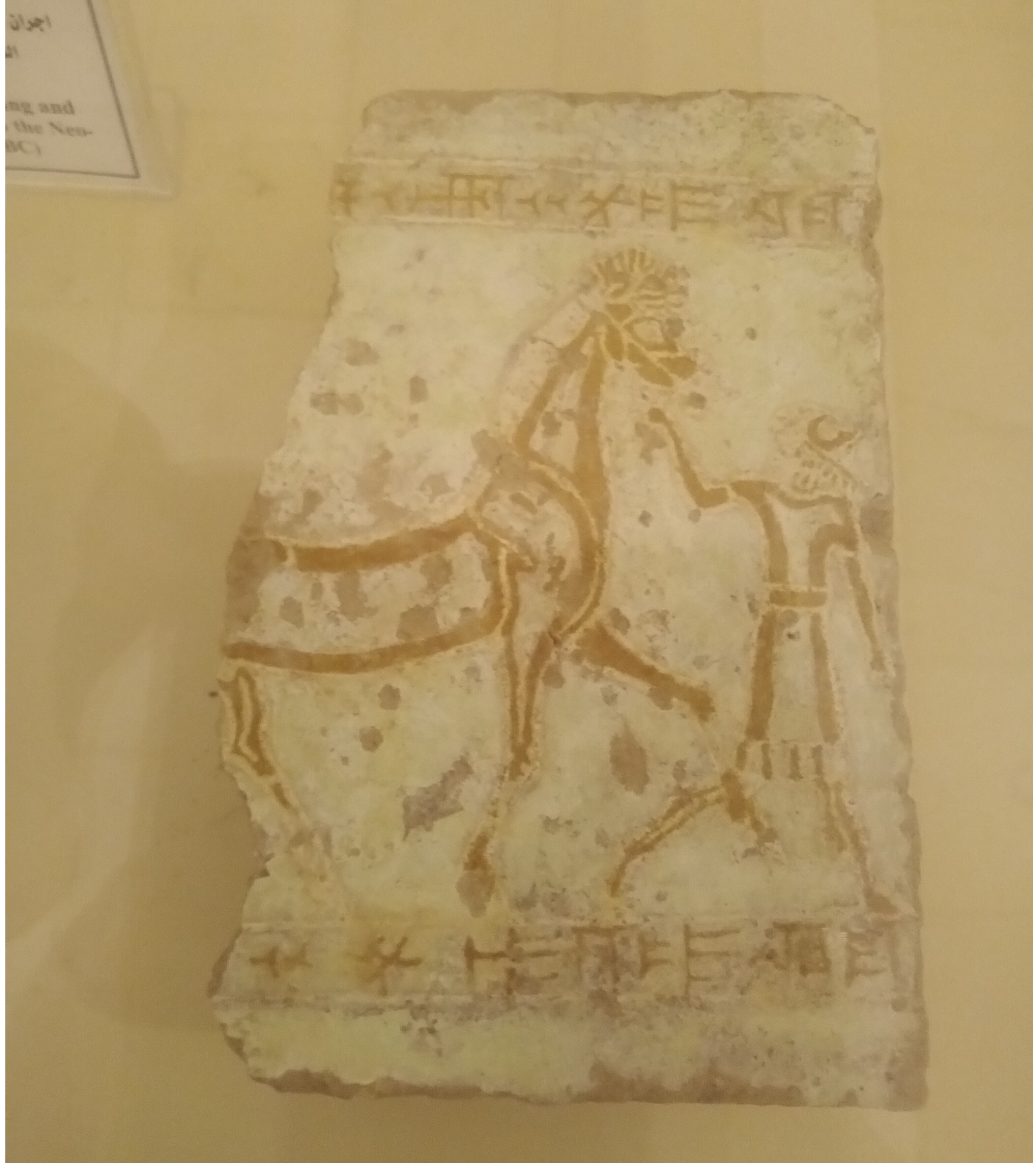
آثار ساتو قلا
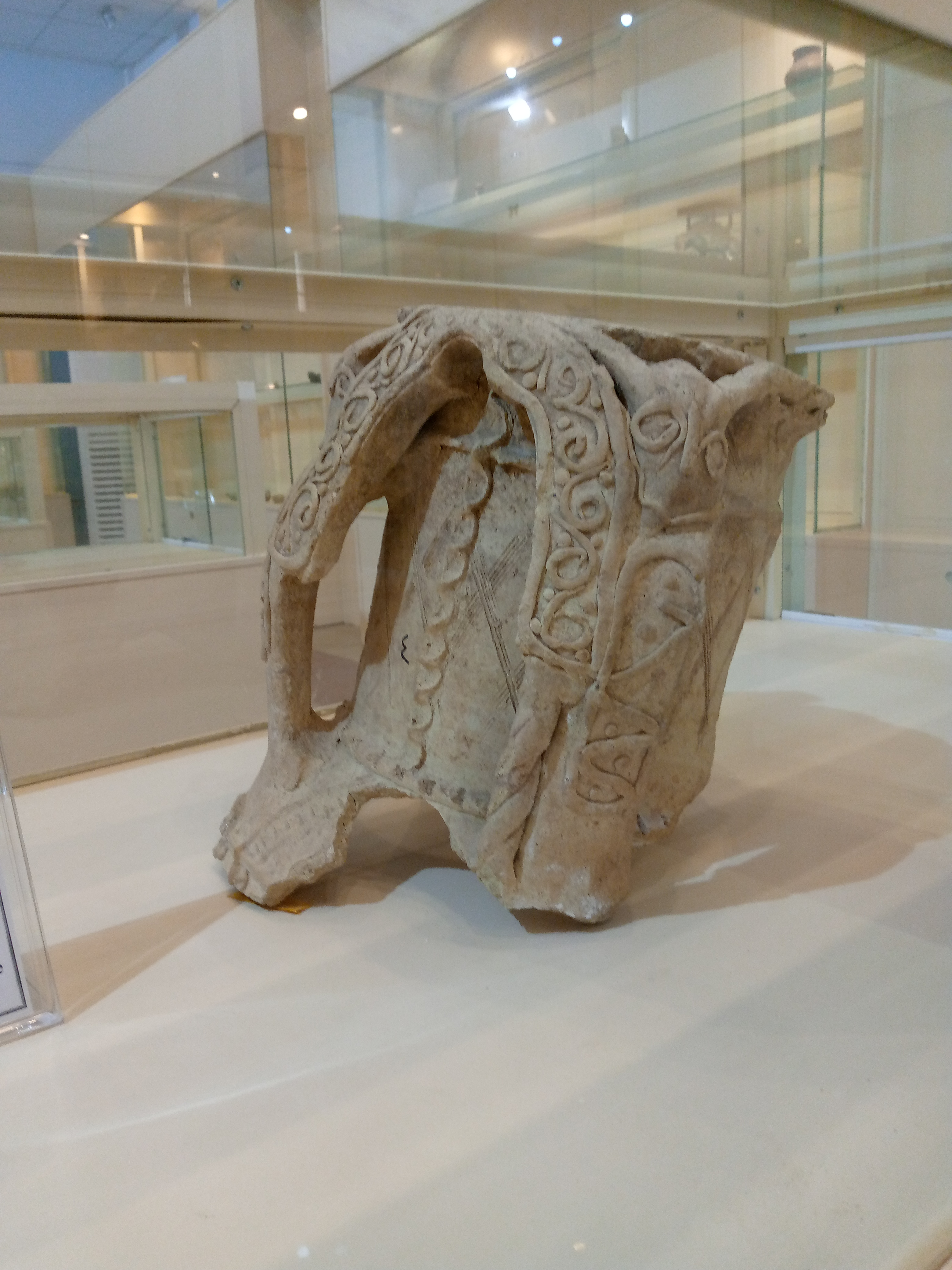
رقبة جرة كبيرة تعود للعصر العباسي عثر عليها في بوابة قلعة أربيل

## قائمة التلال الأثرية في أربيل[14][36]
* اربيل - تل مرتفع مع بلدة منخفضة
- تل كاولي كندال
- تل بونجينا (بونكينه)
- تل لشكري
- تل باخجان
- تل دوسره
- باستام
- باشته به
- باغلومنارا
- بيمارا
- تربه سبيان
- ترجان
- تل ئه بوو جرده
- تماري گورا
- گارا سور
- جديده له ك
- جمگه
- خربه ت حه سه ن بروش
- خيربه ت دوو سه ره
- دالوكولى خواروو
- دوو سه ره جبار
- زاكا
- سوربه ش كاكه ل
- سوريزه
- كورد قه برستان (ييدى قزلر)
- شيراوه
- عه لياوا
- عه وينه
- قازى خانه
- قبرستان خه جيله
- قبرستان رزان
- قبرستاني ترجان
- قبرستانى قوشتبه ى كون
- قه سه وات
- قه لا ى ئاوينه
- قوبه قران
- قشتبه كون
- قشتبه
- كاميش تبه
- كاولان
- تل ره شه زاب
- تل ره شه اسعد
- تل شينه
- تل باقرتا
- تل جوتيار
- تل خزنة
- تل سوربش خدر
- تل سويرى
- تل شيخ أحمد
- تل عازه بان
- تل عبد العزيز
- تل مه لا
- تل ره شه
- تل به رور
- تل بيرداود
- تل ته ندوره
- تل حه سه ن ئاكادار
- تل خه زنه
- تل دوغان
- تل دلو گول
- تل دوله زه
- تل دوو سه ره فه تاح
- تل سوريزه
- تل سيد خدر
- تل شيخ احمد
- تل قاوغ
- تل قتوى
- تل حسن اكادار
- تل قورشاغلو
- تل ئه بو شيته
- كليسه
- كه سنه زان
- كه ور وكوسگ
- كورد قاني
- كورد قبرستان
- گوزكه
- بيريات
- ساراوا
- تل خجيلة
- كوندى ته ندوره
- كوندى قاوغ
- ماستاوا
- ماموستياني نوي
- مريشك خنكين
- مناره
- مه تره به خه ربه ت
- ميراوه
- نيسكا
- تل عبد العزيز
- هزا
- هيلاوا